# Danh sách nhân vật trong phim hoạt hình Pokémon
Pokémon, một bộ manga nổi tiếng của Nhật Bản, còn có tên khác là Pocket Monsters (ポケットモンスター Poketto Monsutā), là một bộ phim truyền hình anime của Nhật Bản dựa trên loạt trò chơi video Pokémon do Nintendo phát hành, thuộc thương hiệu nhượng quyền thương mại Pokémon. Phim bắt đầu phát sóng trên TV Tokyo từ năm 1997. Nhân vật chính của phim là Satoshi, một "bậc thầy Pokémon" mười tuổi, tham gia vào các cuộc thi liên quan đến các trận chiến với các sinh vật được gọi là Pokémon ở các khu vực hư cấu là Kanto, Quần đảo Orange, Johto, Hoenn, Sinnoh, Isshu, Kalos, và Galar và theo học một trường học trên đảo Melemele ở vùng Alola, nơi có các lớp học về Pokémon. Satoshi thường được tham gia bởi bạn đồng hành chuột điện Pikachu của anh ấy và một nhóm bạn khi đến một vùng nào đó. Những người bạn này thường là những người huấn luyện Pokémon, như Kasumi, Takeshi, Kenij, Haruka, Hikari, Iris, Dento, Serena, Shitoron, Lillie, Kaki, Mao, Suiren và Mamane, mặc dù một số người bạn mà Satoshi đã phiêu lưu cùng là em trai của Haruka, Masato và em gái của Shitoron, Yurika, còn quá trẻ để nuôi và huấn luyện Pokémon của riêng họ.
Nhân vật phản diện thường đối mặt với Satoshi và nhóm bạn của anh ta trong suốt phim là những tên trộm hài hước từ Team Rocket (Đội Hỏa Tiễn), có 3 thành viên là Musashi và Kojirō, một Nyasu biết nói, và sau đó, là một Sonans (Wobbuffet). Satoshi cũng cạnh tranh với một số nhà huấn luyện Pokémon đối thủ trong hành trình của mình, bao gồm Shigeru Okido, Hiroshi, Hazuki, Masamune, Tetsuya, Shinji, Naoshi, Kōhei, Jun, Takuto, Shooty, Bianca, Kenyan, Kotetsu, Bajiru, Tieruno, Toroba, Shota, Alan, Gurajio và Hau.

## Bảng tần suất xuất hiện các nhân vật
| 1997-1999             | 1998                                                        | 1998     | 1999     | 1999     | 1999      | 1999-2000 | 2000      | 2000      | 2000–2001 | 2001      | 2001      | 2001-2002 | 2002      | 2002      | 2002-2003 | 2003  | 2003     | 2003-2004 | 2004  | 2004-2005 | 2004-2005 | 2005      | 2005-2006 | 2006  | 2006-2007 | 2007      | 2007-2008 | 2008     | 2008-2009 | 2009     | 2010      | 2010      | 2010-2011 | 2011      | 2011-2012 | 2012  | 2012      | 2012-2013 | 2013      | 2013      | 2013  | 2013-2014 | 2014      | 2014     | 2014-2015 | 2015  | 2015     | 2015-2016 | 2016     | 2016-2017 | 2017     | 2017-2018 | 2018      | 2018–2019 | 2019     | 2019-2020 | 2020-2022 | 2022-nay  | 2000      | 2002-2004 | 2003      | 2004-2011 | 2005-2006 | 2006  | 2010     | 2014-2015 | 2022  | 2012     | 2014     | 2019  | 2013      | 2016      |           |          |  |  |  |
| Nhân vật chính        |                                                             |          |          |          |           |           |           |           |           |           |           |           |           |           |           |       |          |           |       |           |           |           |           |       |           |           |           |          |           |          |           |           |           |           |           |       |           |           |           |           |       |           |           |          |           |       |          |           |          |           |          |           |           |           |          |           |           |           |           |           |           |           |           |       |          |           |       |          |          |       |           |           |           |          |  |  |  |
| Satoshi               | Pokémon, Tớ chọn cậu!                                       | Chính    | Quay lại | Chính    | Chính     | Quay lại  | Chính     | Chính     | Quay lại  | Chính     | Chính     |           | Chính     | Chính     |           | Chính | Chính    |           | Chính | Chính     | Chính     | Chính     | Chính     | Chính | Chính     | Chính     | Chính     | Chính    | Chính     | Chính    | Chính     | Chính     | Chính     | Chính     | Chính     | Chính | Chính     |           | Chính     | Chính     |       | Quay lại  | Chính     | Chính    | Quay lại  | Chính | Chính    |           | Chính    | Chính     | Chính    | Chính     | Chính     | Chính     | Chính    | Chính     | Chính     | Chính     | Chính     | Chính     | Chính     | Khách mời |           |       |          | Chính     |       |          | Chính    |       |           |           |           |          |  |  |  |
| Satoshi's Pikachu     | Pokémon, Tớ chọn cậu!                                       | Chính    | Chính    | Chính    | Chính     | Chính     | Chính     | Chính     | Chính     | Chính     | Chính     | Chính     | Chính     | Chính     | Chính     | Chính | Chính    | Chính     | Chính | Chính     | Chính     | Chính     | Chính     | Chính | Chính     | Chính     | Chính     | Chính    | Chính     | Chính    | Chính     | Chính     | Chính     | Chính     | Chính     | Chính | Chính     | Chính     | Chính     | Chính     | Chính | Quay lại  | Chính     | Chính    | Chính     | Chính | Chính    | Chính     | Chính    | Chính     | Chính    | Chính     | Chính     | Chính     | Chính    | Chính     | Chính     | Chính     | Chính     | Chính     | Chính     | Chính     |           | Chính | Chính    | Chính     |       |          | Chính    |       |           |           |           |          |  |  |  |
| Kasumi                | Pokémon, Tớ chọn cậu!                                       | Chính    | Quay lại | Chính    | Chính     | Quay lại  | Chính     | Chính     | Quay lại  | Chính     | Chính     |           | Chính     | Chính     |           | Chính |          |           |       | Quay lại  |           | Quay lại  | Quay lại  |       | Khách mời |           | Khách mời |          |           |          |           |           |           |           |           |       |           |           |           | Khách mời |       |           |           |          |           |       |          |           |          |           |          | Quay lại  | Khách mời |           |          | Quay lại  | Chính     |           |           | Chính     | Chính     | Chính     |           |       |          | Quay lại  |       |          |          |       |           | Quay lại  | Khách mời |          |  |  |  |
| Takeshi               | Trận chiến ở nhà thi đấu Nibi                               | Chính    | Quay lại | Chính    | Quay lại  |           | Khách mời | Chính     | Quay lại  | Chính     | Chính     |           | Chính     | Chính     |           | Chính | Chính    |           | Chính | Chính     | Chính     | Chính     | Chính     | Chính | Chính     | Chính     | Chính     | Chính    | Chính     | Chính    | Chính     | Chính     | Chính     | Chính     |           |       | Khách mời |           |           | Khách mời |       |           |           |          |           |       |          |           |          |           |          | Quay lại  | Khách mời |           |          | Quay lại  | Chính     |           |           | Chính     | Chính     | Quay lại  |           |       |          | Chính     |       |          | Chính    |       |           | Quay lại  | Quay lại  |          |  |  |  |
| Kenji                 | Giải cứu Rapurasu!                                          |          |          |          | Chính     |           | Chính     | Khách mời |           | Khách mời | Khách mời |           | Khách mời | Khách mời |           |       |          |           |       |           |           | Khách mời | Khách mời |       |           |           |           |          | Khách mời |          | Khách mời |           |           |           | Khách mời |       |           |           |           | Khách mời |       |           |           |          |           |       |          |           |          |           |          |           | Khách mời |           |          |           |           |           | Khách mời | Quay lại  |           | Chính     |           |       |          | Khách mời |       |          |          |       |           |           |           |          |  |  |  |
| Haruka                | Mảnh đất mới! Mạo hiểm mới!                                 |          |          |          |           |           |           |           |           |           |           |           |           |           |           |       | Chính    |           | Chính | Chính     | Chính     | Chính     | Chính     | Chính | Chính     | Chính     |           |          | Quay lại  |          |           |           |           |           |           |       |           |           |           | Khách mời |       |           |           |          |           |       |          |           |          |           |          |           | Khách mời |           |          |           |           |           |           | Quay lại  |           | Khách mời |           |       |          | Chính     |       |          |          |       | Chính     |           |           |          |  |  |  |
| Masato                | Hội quán Touka! VS Yarukimono                               |          |          |          |           |           |           |           |           |           |           |           |           |           |           |       | Chính    |           | Chính | Chính     | Chính     | Chính     | Chính     | Chính | Chính     | Chính     |           |          | Khách mời |          |           |           |           |           |           |       |           |           |           | Khách mời |       |           |           |          |           |       |          |           |          |           |          |           | Khách mời |           |          |           |           |           |           | Quay lại  |           |           |           |       |          | Chính     |       |          |          |       |           |           |           |          |  |  |  |
| Hikari                | Khởi đầu! Từ Futaba đến Masago!                             |          |          |          |           |           |           |           |           |           |           |           |           |           |           |       |          |           |       |           |           |           |           |       |           |           | Chính     | Chính    | Chính     | Chính    | Chính     | Chính     | Chính     | Chính     |           |       | Quay lại  |           |           | Khách mời |       |           |           |          |           |       |          |           |          |           |          |           | Khách mời |           |          |           |           |           | Quay lại  | Quay lại  |           |           |           |       |          |           |       |          | Chính    |       |           |           |           |          |  |  |  |
| Iris                  | Đến vùng Isshu! Cái bóng của Zekrom                         |          |          |          |           |           |           |           |           |           |           |           |           |           |           |       |          |           |       |           |           |           |           |       |           |           |           |          |           |          |           |           |           |           | Chính     | Chính | Chính     |           | Chính     | Chính     |       | Quay lại  | Chính     |          |           |       |          |           |          |           |          |           | Khách mời |           |          |           |           |           | Quay lại  | Quay lại  | Khách mời |           |           |       |          |           |       |          |          |       |           | Quay lại  |           | Quay lại |  |  |  |
| Dento                 | Nhà thi đấu ở Sanyo! Thi đấu Baoppu, Hiyappu và Yanappu!!   |          |          |          |           |           |           |           |           |           |           |           |           |           |           |       |          |           |       |           |           |           |           |       |           |           |           |          |           |          |           |           |           |           | Chính     | Chính | Chính     |           | Chính     | Chính     |       | Quay lại  | Chính     |          |           |       |          |           |          | Khách mời |          |           | Khách mời |           |          |           |           |           | Khách mời | Quay lại  |           |           |           |       |          |           |       |          |          |       | Khách mời |           |           |          |  |  |  |
| Serena                | Tiến đến vùng đất Kalos! Ước mơ và cuộc thám hiểm bắt đầu!! |          |          |          |           |           |           |           |           |           |           |           |           |           |           |       |          |           |       |           |           |           |           |       |           |           |           |          |           |          |           |           |           |           |           |       |           |           |           |           |       |           |           | Chính    | Quay lại  | Chính | Chính    |           | Chính    | Chính     | Chính    |           | Khách mời |           |          |           |           |           |           | Quay lại  |           |           |           |       |          |           |       |          |          |       |           |           |           |          |  |  |  |
| Shitoron              | Tiến đến vùng đất Kalos! Ước mơ và cuộc thám hiểm bắt đầu!! |          |          |          |           |           |           |           |           |           |           |           |           |           |           |       |          |           |       |           |           |           |           |       |           |           |           |          |           |          |           |           |           |           |           |       |           |           |           |           |       |           |           | Chính    | Quay lại  | Chính | Chính    |           | Chính    | Chính     | Chính    |           | Khách mời |           |          |           |           |           |           | Quay lại  |           |           |           |       |          |           |       |          |          |       |           |           |           |          |  |  |  |
| Yurika                | Tiến đến vùng đất Kalos! Ước mơ và cuộc thám hiểm bắt đầu!! |          |          |          |           |           |           |           |           |           |           |           |           |           |           |       |          |           |       |           |           |           |           |       |           |           |           |          |           |          |           |           |           |           |           |       |           |           |           |           |       |           |           | Chính    | Quay lại  | Chính | Chính    |           | Chính    | Chính     | Chính    |           | Khách mời |           |          |           |           |           |           | Quay lại  |           |           |           |       |          |           |       |          |          |       |           |           |           |          |  |  |  |
| Lillie                | Alola! Hòn đảo đầu tiên, những Pokémon đầu tiên!!           |          |          |          |           |           |           |           |           |           |           |           |           |           |           |       |          |           |       |           |           |           |           |       |           |           |           |          |           |          |           |           |           |           |           |       |           |           |           |           |       |           |           |          |           |       |          |           |          |           |          | Chính     |           | Chính     |          | Chính     |           | Khách mời |           | Quay lại  |           |           |           |       |          |           |       |          |          |       |           | Khách mời |           |          |  |  |  |
| Kaki                  | Alola! Hòn đảo đầu tiên, những Pokémon đầu tiên!!           |          |          |          |           |           |           |           |           |           |           |           |           |           |           |       |          |           |       |           |           |           |           |       |           |           |           |          |           |          |           |           |           |           |           |       |           |           |           |           |       |           |           |          |           |       |          |           |          |           |          | Chính     |           | Chính     |          | Chính     |           | Quay lại  |           | Quay lại  |           |           |           |       |          |           |       |          |          |       |           |           |           |          |  |  |  |
| Mao                   | Alola! Hòn đảo đầu tiên, những Pokémon đầu tiên!!           |          |          |          |           |           |           |           |           |           |           |           |           |           |           |       |          |           |       |           |           |           |           |       |           |           |           |          |           |          |           |           |           |           |           |       |           |           |           |           |       |           |           |          |           |       |          |           |          |           |          | Chính     |           | Chính     |          | Chính     |           | Quay lại  |           | Quay lại  |           |           |           |       |          |           |       |          |          |       |           |           |           |          |  |  |  |
| Suiren                | Alola! Hòn đảo đầu tiên, những Pokémon đầu tiên!!           |          |          |          |           |           |           |           |           |           |           |           |           |           |           |       |          |           |       |           |           |           |           |       |           |           |           |          |           |          |           |           |           |           |           |       |           |           |           |           |       |           |           |          |           |       |          |           |          |           |          | Chính     |           | Chính     |          | Chính     |           | Quay lại  |           | Quay lại  |           |           |           |       |          |           |       |          |          |       |           |           |           |          |  |  |  |
| Mamane                | Alola! Hòn đảo đầu tiên, những Pokémon đầu tiên!!           |          |          |          |           |           |           |           |           |           |           |           |           |           |           |       |          |           |       |           |           |           |           |       |           |           |           |          |           |          |           |           |           |           |           |       |           |           |           |           |       |           |           |          |           |       |          |           |          |           |          | Chính     |           | Chính     |          | Chính     |           | Quay lại  |           | Quay lại  |           |           |           |       |          |           |       |          |          |       |           |           |           |          |  |  |  |
| Go                    | Pikachu ra đời                                              |          |          |          |           |           |           |           |           |           |           |           |           |           |           |       |          |           |       |           |           |           |           |       |           |           |           |          |           |          |           |           |           |           |           |       |           |           |           |           |       |           |           |          |           |       |          |           |          |           |          |           |           |           |          |           |           | Chính     | Chính     | Chính     |           |           |           |       |          |           |       |          | Chính    |       |           |           |           |          |  |  |  |
| Koharu                | Pikachu ra đời                                              |          |          |          |           |           |           |           |           |           |           |           |           |           |           |       |          |           |       |           |           |           |           |       |           |           |           |          |           |          |           |           |           |           |           |       |           |           |           |           |       |           |           |          |           |       |          |           |          |           |          |           |           |           |          |           |           | Chính     | Chính     | Chính     |           |           |           |       |          |           |       |          |          |       |           |           |           |          |  |  |  |
| Kenta                 | Truyền thuyết về sấm sét                                    |          |          |          |           |           |           |           |           |           |           |           |           |           |           |       |          |           |       |           |           |           |           |       |           |           |           |          |           |          |           |           |           |           |           |       |           |           |           |           |       |           |           |          |           |       |          |           |          |           |          |           |           |           |          |           |           |           |           | Khách mời |           | Chính     |           |       |          |           |       |          |          |       |           |           |           |          |  |  |  |
| Marina                | Truyền thuyết về sấm sét                                    |          |          |          |           |           |           |           |           |           |           |           |           |           |           |       |          |           |       |           |           |           |           |       |           |           |           |          |           |          |           |           |           |           |           |       |           |           |           |           |       |           |           |          |           |       |          |           |          |           |          |           |           |           |          |           |           |           |           | Khách mời |           | Chính     |           |       |          |           |       |          |          |       |           |           |           |          |  |  |  |
| Các Đối thủ           |                                                             |          |          |          |           |           |           |           |           |           |           |           |           |           |           |       |          |           |       |           |           |           |           |       |           |           |           |          |           |          |           |           |           |           |           |       |           |           |           |           |       |           |           |          |           |       |          |           |          |           |          |           |           |           |          |           |           |           |           |           |           |           |           |       |          |           |       |          |          |       |           |           |           |          |  |  |  |
| Shigeru Okido         | Pokémon, Tớ chọn cậu!                                       | Quay lại |          |          | Quay lại  |           |           | Quay lại  |           |           | Quay lại  |           |           | Quay lại  |           |       |          |           |       |           |           |           |           |       | Quay lại  |           | Quay lại  |          | Quay lại  |          | Quay lại  |           |           |           |           |       |           |           |           | Khách mời |       |           |           |          |           |       |          |           |          |           |          |           |           |           |          |           | Quay lại  |           | Quay lại  | Quay lại  |           |           |           |       |          |           |       |          |          |       |           |           |           |          |  |  |  |
| Hiroshi               | Đối thủ xuất hiện!                                          | Quay lại |          |          | Khách mời |           |           |           |           |           |           |           |           | Quay lại  |           |       |          |           |       |           |           |           |           |       |           |           |           |          |           |          |           |           |           |           |           |       |           |           |           |           |       |           |           |          |           |       |          |           |          |           |          |           |           |           |          |           |           |           |           | Khách mời |           | Chính     |           |       |          |           |       |          |          |       |           |           |           |          |  |  |  |
| Hazuki                | Nyula và ngọn lửa thần!                                     |          |          |          |           |           |           |           |           |           |           |           |           | Quay lại  |           |       |          |           |       |           |           |           |           |       |           |           |           |          |           |          |           |           |           |           |           |       |           |           |           |           |       |           |           |          |           |       |          |           |          |           |          |           |           |           |          |           |           |           |           |           |           |           |           |       |          |           |       |          |          |       |           |           |           |          |  |  |  |
| Masamune              | Đối thủ xuất hiện! Masamune và Dumbber!!                    |          |          |          |           |           |           |           |           |           |           |           |           |           |           |       |          |           |       |           |           | Quay lại  |           |       |           |           |           |          |           |          |           |           |           |           |           |       |           |           |           |           |       |           |           |          |           |       |          |           |          |           |          |           |           |           |          |           |           |           |           | Khách mời |           |           |           |       |          |           |       |          |          |       |           |           |           |          |  |  |  |
| Tetsuya               | Đặt chân đến thành phố Saiyu! Chú mèo Nyasu đi hia!?        |          |          |          |           |           |           |           |           |           |           |           |           |           |           |       |          |           |       |           |           | Quay lại  |           |       |           |           |           |          |           |          |           |           |           |           |           |       |           |           |           |           |       |           |           |          |           |       |          |           |          |           |          |           |           |           |          |           |           |           |           | Khách mời |           |           |           |       |          |           |       |          |          |       |           |           |           |          |  |  |  |
| Shinji                | Truy tìm Pikachu! Lộ 202!                                   |          |          |          |           |           |           |           |           |           |           |           |           |           |           |       |          |           |       |           |           |           |           |       |           |           | Quay lại  |          | Quay lại  |          | Quay lại  |           | Quay lại  |           |           |       |           |           |           |           |       |           |           |          |           |       |          |           |          |           |          |           |           |           |          |           |           |           |           | Quay lại  |           |           |           |       |          |           |       |          |          |       |           |           |           |          |  |  |  |
| Naoshi                | Pochama đối đầu Subomi! Trận đầu của Hikari!                |          |          |          |           |           |           |           |           |           |           |           |           |           |           |       |          |           |       |           |           |           |           |       |           |           | Quay lại  |          |           |          |           |           | Quay lại  | Khách mời |           |       |           |           |           |           |       |           |           |          |           |       |          |           |          |           |          |           |           |           |          |           |           |           |           |           |           |           |           |       |          |           |       |          |          |       |           |           |           |          |  |  |  |
| Kohei                 | Toàn viên tham gia! Thi đấu đôi!!                           |          |          |          |           |           |           |           |           |           |           |           |           |           |           |       |          |           |       |           |           |           |           |       |           |           | Quay lại  |          | Quay lại  |          |           |           | Quay lại  | Khách mời |           |       |           |           |           |           |       |           |           |          |           |       |          |           |          |           |          |           |           |           |          |           |           |           |           |           |           |           |           |       |          |           |       |          |          |       |           |           |           |          |  |  |  |
| Jun                   | Nhà huấn luyện địch thủ Jun xuất hiện!                      |          |          |          |           |           |           |           |           |           |           |           |           |           |           |       |          |           |       |           |           |           |           |       |           |           |           |          | Quay lại  |          | Quay lại  |           | Quay lại  | Khách mời |           |       |           |           |           |           |       |           |           |          |           |       |          |           |          |           |          |           |           |           |          |           |           |           |           |           |           |           |           |       |          |           |       |          |          |       |           | Quay lại  |           |          |  |  |  |
| Takuto                | Khai mạc! Giải đấu liên minh Sinnoh Suzuran!!               |          |          |          |           |           |           |           |           |           |           |           |           |           |           |       |          |           |       |           |           |           |           |       |           |           |           |          |           |          |           |           | Quay lại  |           |           |       |           |           |           |           |       |           |           |          |           |       |          |           |          |           |          |           |           |           |          |           |           |           |           |           |           |           |           |       |          |           |       |          |          |       |           |           |           |          |  |  |  |
| Shuti                 | Đến vùng Isshu! Cái bóng của Zekrom                         |          |          |          |           |           |           |           |           |           |           |           |           |           |           |       |          |           |       |           |           |           |           |       |           |           |           |          |           |          |           |           |           |           | Quay lại  |       | Quay lại  |           |           | Quay lại  |       |           | Khách mời |          |           |       |          |           |          |           |          |           |           |           |          |           |           |           |           | Khách mời |           |           |           |       |          |           |       |          |          |       |           |           |           |          |  |  |  |
| Bianca                | Chillarmy, Pokemon yêu thích sạch sẽ!?                      |          |          |          |           |           |           |           |           |           |           |           |           |           |           |       |          |           |       |           |           |           |           |       |           |           |           |          |           |          |           |           |           |           | Quay lại  |       | Quay lại  |           |           | Quay lại  |       |           | Khách mời |          |           |       |          |           |          |           |          |           |           |           |          |           |           |           |           | Khách mời |           |           |           |       |          |           |       |          |          |       |           | Khách mời |           |          |  |  |  |
| Kenyan                | Vỏ chân bị mất! Mijumaru khủng hoảng!!                      |          |          |          |           |           |           |           |           |           |           |           |           |           |           |       |          |           |       |           |           |           |           |       |           |           |           |          |           |          |           |           |           |           | Quay lại  |       | Quay lại  |           |           | Quay lại  |       |           | Khách mời |          |           |       |          |           |          |           |          |           |           |           |          |           |           |           |           | Khách mời |           |           |           |       |          |           |       |          |          |       |           |           |           |          |  |  |  |
| Kotetsu               | Gặp gỡ rồi chia tay! Giải đấu trẻ!!                         |          |          |          |           |           |           |           |           |           |           |           |           |           |           |       |          |           |       |           |           |           |           |       |           |           |           |          |           |          |           |           |           |           |           |       | Quay lại  |           |           | Quay lại  |       |           | Khách mời |          |           |       |          |           |          |           |          |           |           |           |          |           |           |           |           |           |           |           |           |       |          |           |       |          |          |       |           |           |           |          |  |  |  |
| Bajiru                | Biệt đội Ibui xuất kích! Đội cứu hộ Pokemon!                |          |          |          |           |           |           |           |           |           |           |           |           |           |           |       |          |           |       |           |           |           |           |       |           |           |           |          |           |          |           |           |           |           |           |       |           |           |           | Quay lại  |       | Chính     |           |          |           |       |          |           |          |           |          |           |           |           |          |           |           |           |           |           |           |           |           |       |          |           |       |          |          |       |           |           |           |          |  |  |  |
| Tierno                | Trại hè Pokémon gặp mặt bộ ba đối thủ                       |          |          |          |           |           |           |           |           |           |           |           |           |           |           |       |          |           |       |           |           |           |           |       |           |           |           |          |           |          |           |           |           |           |           |       |           |           |           |           |       |           |           | Quay lại |           |       | Quay lại |           |          | Quay lại  |          |           |           |           |          |           |           |           |           | Khách mời |           |           |           |       |          |           |       |          |          |       |           |           |           |          |  |  |  |
| Toroba                | Trại hè Pokémon gặp mặt bộ ba đối thủ                       |          |          |          |           |           |           |           |           |           |           |           |           |           |           |       |          |           |       |           |           |           |           |       |           |           |           |          |           |          |           |           |           |           |           |       |           |           |           |           |       |           |           | Quay lại |           |       | Quay lại |           |          | Quay lại  |          |           |           |           |          |           |           |           |           | Khách mời |           |           |           |       |          |           |       |          |          |       |           |           |           |          |  |  |  |
| Shota                 | Fokko đấu với Mahoxy! Trận so tài biểu diễn tuyệt đẹp!!     |          |          |          |           |           |           |           |           |           |           |           |           |           |           |       |          |           |       |           |           |           |           |       |           |           |           |          |           |          |           |           |           |           |           |       |           |           |           |           |       |           |           |          |           |       | Quay lại |           |          | Quay lại  |          |           |           |           |          |           |           |           |           | Khách mời |           |           |           |       |          |           |       |          |          |       |           |           |           |          |  |  |  |
| Alan                  | Sức mạnh tối thượng của tiến hóa Mega I                     |          |          |          |           |           |           |           |           |           |           |           |           |           |           |       |          |           |       |           |           |           |           |       |           |           |           |          |           |          |           |           |           |           |           |       |           |           |           |           |       |           |           |          |           |       | Quay lại |           |          | Quay lại  |          |           |           |           |          |           |           |           |           | Quay lại  |           |           |           |       |          |           |       | Chính    |          |       |           |           |           |          |  |  |  |
| Gurajio               | Tiến lên! Ánh mắt đỏ thẫm của Lugarugan!!                   |          |          |          |           |           |           |           |           |           |           |           |           |           |           |       |          |           |       |           |           |           |           |       |           |           |           |          |           |          |           |           |           |           |           |       |           |           |           |           |       |           |           |          |           |       |          |           |          |           |          | Quay lại  |           | Quay lại  |          | Quay lại  |           | Khách mời |           | Quay lại  |           |           |           |       |          |           |       |          |          |       |           | Khách mời |           |          |  |  |  |
| Hau                   | Nghệ nhân Fukuthrow! Mokuro ngủ say zzz!!!                  |          |          |          |           |           |           |           |           |           |           |           |           |           |           |       |          |           |       |           |           |           |           |       |           |           |           |          |           |          |           |           |           |           |           |       |           |           |           |           |       |           |           |          |           |       |          |           |          |           |          |           |           |           |          | Quay lại  |           |           |           | Khách mời |           |           |           |       |          |           |       |          |          |       |           |           |           |          |  |  |  |
| Nhân vật phản diện    |                                                             |          |          |          |           |           |           |           |           |           |           |           |           |           |           |       |          |           |       |           |           |           |           |       |           |           |           |          |           |          |           |           |           |           |           |       |           |           |           |           |       |           |           |          |           |       |          |           |          |           |          |           |           |           |          |           |           |           |           |           |           |           |           |       |          |           |       |          |          |       |           |           |           |          |  |  |  |
| Đội Hỏa Tiễn          | Đối đầu ở Trung Tâm Pokémon                                 | Chính    |          | Chính    | Chính     |           | Chính     | Chính     |           | Chính     | Chính     |           | Chính     | Chính     |           | Chính | Chính    | Quay lại  | Chính | Chính     | Chính     | Chính     | Chính     | Chính | Chính     | Chính     | Chính     | Chính    | Chính     | Chính    | Chính     | Chính     | Chính     | Chính     | Chính     | Chính | Chính     |           | Khách mời | Chính     |       |           | Chính     | Chính    |           | Chính | Chính    |           | Chính    | Chính     | Chính    | Chính     | Chính     | Chính     | Chính    | Chính     | Chính     | Chính     | Chính     | Chính     | Chính     | Chính     |           |       |          | Chính     |       |          |          |       |           | Quay lại  | Chính     | Quay lại |  |  |  |
| Đội Aqua              | Hình bóng của đội Aqua!                                     |          |          |          |           |           |           |           |           |           |           |           |           |           |           |       | Quay lại |           |       | Quay lại  |           | Quay lại  |           |       |           |           |           |          |           |          |           |           |           |           |           |       |           |           |           |           |       |           |           |          |           |       |          |           |          |           |          |           |           |           |          |           |           |           |           |           |           |           |           |       |          |           |       |          |          |       |           |           |           | Quay lại |  |  |  |
| Đội Magma             | Pokemon cổ đại và quân đoàn huyền bí!                       |          |          |          |           |           |           |           |           |           |           |           |           |           |           |       | Quay lại |           |       | Quay lại  |           | Quay lại  |           |       |           |           |           |          |           |          |           |           |           |           |           |       |           |           |           |           |       |           |           |          |           |       |          |           |          |           |          |           |           |           |          |           |           |           |           |           |           |           |           |       |          |           |       |          |          |       |           |           |           | Quay lại |  |  |  |
| Đội Thiên Hà          | Truyền thuyết thời không Sinnoh!                            |          |          |          |           |           |           |           |           |           |           |           |           |           |           |       |          |           |       |           |           |           |           |       |           |           | Quay lại  |          | Quay lại  |          | Quay lại  |           |           |           |           |       |           |           |           |           |       |           |           |          |           |       |          |           |          |           |          |           |           |           |          |           |           |           |           |           |           |           |           |       |          |           |       |          | Quay lại |       |           |           |           |          |  |  |  |
| Kẻ buôn lậu Pokémon J | Pokemon Hunter J!                                           |          |          |          |           |           |           |           |           |           |           |           |           |           |           |       |          |           |       |           |           |           |           |       |           |           | Quay lại  |          | Quay lại  |          | Quay lại  |           |           |           |           |       |           |           |           |           |       |           |           |          |           |       |          |           |          |           |          |           |           |           |          |           |           |           |           |           |           |           |           |       |          |           |       |          |          |       |           |           |           |          |  |  |  |
| Đội Plasma            | Akuroma đối đầu Handsome! Âm mưu của nhóm Plasma!           |          |          |          |           |           |           |           |           |           |           |           |           |           |           |       |          |           |       |           |           |           |           |       |           |           |           |          |           |          |           |           |           |           |           |       |           |           |           | Chính     |       |           |           |          |           |       |          |           |          |           |          |           |           |           |          |           |           |           |           |           |           |           |           |       |          |           |       |          |          | Chính |           |           |           | Quay lại |  |  |  |
| Băng Ánh Lửa          | Z ra đời! Kẻ ẩn nấp ở Kalos!!                               |          |          |          |           |           |           |           |           |           |           |           |           |           |           |       |          |           |       |           |           |           |           |       |           |           |           |          |           |          |           |           |           |           |           |       |           |           |           |           |       |           |           |          |           |       |          |           |          | Chính     |          |           |           |           |          |           |           |           |           |           |           |           |           |       |          |           |       | Chính    |          |       |           |           |           | Quay lại |  |  |  |
| Băng Đầu Lâu          | Alola! Hòn đảo đầu tiên, những Pokémon đầu tiên!!           |          |          |          |           |           |           |           |           |           |           |           |           |           |           |       |          |           |       |           |           |           |           |       |           |           |           |          |           |          |           |           |           |           |           |       |           |           |           |           |       |           |           |          |           |       |          |           |          |           |          | Quay lại  |           | Quay lại  |          | Quay lại  |           |           |           |           |           |           |           |       |          |           |       |          |          |       |           |           |           |          |  |  |  |
| Sauboh                | Satoshi và Hoshigumo! Cuộc gặp gỡ kỳ lạ!!                   |          |          |          |           |           |           |           |           |           |           |           |           |           |           |       |          |           |       |           |           |           |           |       |           |           |           |          |           |          |           |           |           |           |           |       |           |           |           |           |       |           |           |          |           |       |          |           |          |           |          |           |           | Quay lại  |          |           |           |           |           |           |           |           |           |       |          |           |       |          |          |       |           |           |           |          |  |  |  |
| Bourgain              | Bảo vệ trang trại! Lam Hỏa phản công!!                      |          |          |          |           |           |           |           |           |           |           |           |           |           |           |       |          |           |       |           |           |           |           |       |           |           |           |          |           |          |           |           |           |           |           |       |           |           |           |           |       |           |           |          |           |       |          |           |          |           |          |           |           | Quay lại  |          |           |           |           |           |           |           |           |           |       |          |           |       |          |          |       |           |           |           |          |  |  |  |
| Nhân vật phụ          |                                                             |          |          |          |           |           |           |           |           |           |           |           |           |           |           |       |          |           |       |           |           |           |           |       |           |           |           |          |           |          |           |           |           |           |           |       |           |           |           |           |       |           |           |          |           |       |          |           |          |           |          |           |           |           |          |           |           |           |           |           |           |           |           |       |          |           |       |          |          |       |           |           |           |          |  |  |  |
| Giáo sư Okido         | Pokémon, Tớ chọn cậu!                                       | Quay lại |          |          | Quay lại  |           |           | Quay lại  |           |           | Quay lại  |           |           | Quay lại  |           |       | Quay lại |           |       | Quay lại  |           | Quay lại  | Quay lại  |       | Quay lại  |           | Quay lại  |          | Quay lại  |          | Quay lại  |           | Quay lại  |           | Quay lại  |       | Quay lại  |           |           | Quay lại  |       | Quay lại  |           | Quay lại |           |       | Quay lại |           | Quay lại |           |          | Quay lại  | Quay lại  | Quay lại  |          | Quay lại  |           | Quay lại  | Quay lại  | Quay lại  | Quay lại  |           |           |       | Quay lại |           |       |          |          |       | Khách mời | Quay lại  |           |          |  |  |  |
| Hanako                | Pokémon, Tớ chọn cậu!                                       | Quay lại |          |          | Quay lại  |           |           | Quay lại  |           | Quay lại  | Quay lại  |           |           | Quay lại  |           |       | Quay lại |           |       | Quay lại  |           | Quay lại  | Quay lại  |       | Quay lại  |           | Quay lại  |          | Quay lại  | Quay lại | Quay lại  |           | Quay lại  |           | Quay lại  |       | Quay lại  |           |           | Quay lại  |       |           |           | Quay lại |           |       | Quay lại |           |          | Quay lại  |          | Quay lại  | Quay lại  | Quay lại  |          | Quay lại  |           | Quay lại  | Quay lại  | Quay lại  | Quay lại  |           |           |       |          |           |       |          |          |       |           |           |           |          |  |  |  |
| Y Tá Joy              | Đối đầu ở Trung Tâm Pokémon                                 | Quay lại |          | Quay lại | Quay lại  |           |           | Quay lại  |           | Quay lại  | Quay lại  |           |           | Quay lại  |           |       | Quay lại |           |       | Quay lại  |           | Quay lại  | Quay lại  |       | Quay lại  |           | Quay lại  | Quay lại | Quay lại  | Quay lại | Quay lại  |           | Quay lại  | Quay lại  | Quay lại  |       | Quay lại  |           |           | Quay lại  |       |           |           | Quay lại |           |       | Quay lại |           | Quay lại | Quay lại  | Quay lại | Quay lại  | Quay lại  | Quay lại  | Quay lại | Quay lại  | Quay lại  | Quay lại  | Quay lại  | Quay lại  | Quay lại  | Quay lại  |           |       |          | Quay lại  |       | Quay lại |          |       |           |           |           |          |  |  |  |
| Sĩ quan Junsa         | Đối đầu ở Trung Tâm Pokémon                                 | Quay lại |          | Quay lại | Quay lại  |           |           | Quay lại  |           | Quay lại  | Quay lại  |           |           | Quay lại  |           |       | Quay lại |           |       | Quay lại  | Quay lại  | Quay lại  | Quay lại  |       | Quay lại  | Khách mời | Quay lại  |          | Quay lại  | Quay lại | Quay lại  | Khách mời | Quay lại  | Quay lại  | Quay lại  |       | Quay lại  |           |           | Quay lại  |       |           |           | Quay lại |           |       | Quay lại |           |          | Quay lại  |          | Quay lại  | Quay lại  | Quay lại  | Quay lại | Quay lại  | Quay lại  | Quay lại  | Quay lại  | Quay lại  | Quay lại  |           |           |       | Quay lại |           |       |          |          |       |           |           |           |          |  |  |  |
| Nanako                | Chicorita của Rookie!                                       |          |          |          |           |           |           | Quay lại  |           |           | Quay lại  |           |           | Quay lại  |           |       |          |           |       |           |           |           |           |       |           |           |           |          |           |          |           |           |           |           |           |       |           |           |           |           |       |           |           |          |           |       |          |           |          |           |          |           |           |           |          |           |           |           |           |           |           | Chính     |           |       |          |           |       |          |          |       |           |           |           |          |  |  |  |
| Jun'ichi              | Truyền thuyết về sấm sét                                    |          |          |          |           |           |           |           |           |           |           |           |           | Quay lại  |           |       |          |           |       |           |           |           |           |       |           |           |           |          |           |          |           |           |           |           |           |       |           |           |           |           |       |           |           |          |           |       |          |           |          |           |          |           |           |           |          |           |           |           |           | Khách mời |           | Chính     |           |       |          |           |       |          |          |       |           |           |           |          |  |  |  |
| Natsuya               | Pokémon Ranger: Traces of Light                             |          |          |          |           |           |           |           |           |           |           |           |           |           |           |       |          |           |       |           |           |           |           |       |           |           |           |          |           |          |           |           | Quay lại  |           |           |       |           |           |           |           |       |           |           |          |           |       |          |           |          |           |          |           |           |           |          |           |           |           |           |           |           |           |           |       |          |           | Chính |          |          |       |           |           |           |          |  |  |  |

## Các nhân vật chính
Satoshi (サトシ Satoshi, Tên theo bản Tiếng Anh: Ash Ketchum)
Lồng tiếng Nhật: Rika Matsumoto
Lồng Tiếng Anh: Veronica Taylor (4Kids Entertainment), Sarah Natochenny (TPCI), Kayzie Rogers (The Mastermind of Mirage Pokémon)
Lồng Tiếng Việt: Đặng Hoàng Khuyết
Satoshi (Ash Ketchum hay còn gọi tắt là Ash) là nhân vật chính của Hoạt hình Pokémon. Là một nhà huấn luyện Pokémon (Sau lần xác định cuối cùng ở tập 1), ước mơ của Satoshi là trở thành Chuyên gia về Pokémon. Ngoài ra còn cậu còn là nhân vật trong một loạt các tác phẩm chuyển thể từ truyện tranh, trong đó bao gồm Câu chuyện điện của Pikachu và Satoshi & Pikachu. Satoshi được dựa theo Red, nhân vật chính của trò chơi Pokémon Red and Blue. Satoshi luôn để Pikachu bên cạnh mình trong suốt cuộc hành trình. Trong sê-ri, Satoshi đã thi đấu các giải đấu Pokémon ở các vùng Kanto, Đảo Orange, Johto, Hoenn, Sinnoh, Isshu và Kalos. Anh cũng tham gia Battle Frontier ở Kanto. Sau khi Barrierd giành một chuyến đi đến Alola, Satoshi ở lại khu vực để học tại Trường Học Pokémon để cải thiện kỹ năng làm chủ Pokemon của mình với giải đấu mới của khu vực đang chờ đợi cậu. Satoshi đã nhận được Vòng Z từ Kapu Kokeko trước khi nó được nâng cấp thành Vòng Z-Power, trở thành thành viên thứ hai của nhóm có thể sử dụng Tuyệt Kỹ Z.
Kasumi (カスミ Kasumi, Tên theo bản Tiếng Anh: Misty)
Lồng tiếng Nhật: Mayumi Iizuka
Lồng tiếng Anh: Rachael Lillis (4Kids Entertainment), Michele Knotz (TPCI)
Lồng tiếng Việt: Võ Huyền Chi (Tập 116 Phần Best Wishes) và Cao Thụy Thanh Hồng
Kasumi là người bạn du hành lần đầu của Satoshi, Kasumi là một huấn luyện viên Pokémon 10 tuổi, người đồng hành cùng Satoshi trong suốt năm mùa đầu tiên. Cô được tiết lộ là một trong bốn Thủ Lĩnh Nhà Thi Đấu của Thành phố Hanada cùng với ba chị gái của cô. Ước mơ của cô là trở thành "Nhà Huấn luyện Pokémon Hệ nước" vĩ đại nhất thế giới. Trong suốt phần đầu của bộ truyện, cô liên tục bị các chị gái của mình coi thường. Vào cuối mùa đầu tiên, cô tiếp quản Nhà thi đấu Hanada. Kasumi là một nhân vật chính trong các phần của loạt phim gốc, với sự xuất hiện với vai khách mời trong các phần Advanced Challenge, Advanced Battle, Battle Frontier, và Sun & Moon.
Takeshi (タケシ Takeshi, Tên theo bản Tiếng Anh: Brock)
Lồng tiếng Nhật: Yūji Ueda
Lồng tiếng Anh: Eric Stuart (4Kids Entertainment), Bill Rogers (TPCI)
Lồng Tiếng Việt: Hoài Bảo (Mùa 1), Hồ Tiến Đạt (Tập 116-044 Phần Đen và Trắng), Lê Nguyễn Tuấn Anh (Phim chủ đề 10-13)
Takeshi là một Pokémon Breeder 15 tuổi và là cựu thủ lĩnh nhà thi đấu Nibi. Trong lần xuất hiện sớm nhất, Takeshi có ước mơ trở thành người chăm sóc Pokémon. Anh là người du hành lâu dài nhất với Satoshi, xuất hiện trong mọi mùa (với tư cách là khách trong Phần 2) cho đến Phần 13. Takeshi thường bị thu hút bởi những cô gái đẹp và hậu quả bị kéo tai bởi Kasumi hoặc Masato, hoặc bị chiêu Chích Độc của Guregguru đánh. Takeshi rời khỏi dàn diễn viên chính ở cuối phần Diamond and Pearl: Sinnoh League Victors mùa để đưa giấc mơ của mình lên một tầm cao mới và trở thành một bác sĩ Pokémon.
Kenji (ケンジ Kenji, Tên theo bản Tiếng Anh: Tracey Sketchit)
Lồng tiếng Nhật: Tomokazu Seki
Lồng tiếng Anh: Ted Lewis (4Kids Entertainment), Craig Blair (TPCI)
Lồng tiếng Việt: Nguyễn Anh Tuấn
Một trong những người bạn du hành của Satoshi qua Phần 2, lấy bối cảnh tại Quần đảo Orange, Kenji là một nhà quan sát Pokémon và là trợ lý của Giáo sư Yukinari Okido ở Thị trấn Masara. Họ của anh trong bản lồng tiếng Anh là một cách chơi chữ vì anh hay phác họa Pokémon. Kenji thay thế Takeshi là một nhân vật chính trong Adventures in the Orange Islands, với sự xuất hiện khách mời trong các phần 5, 8 và 9.
Haruka (ハルカ Haruka, Tên theo bản Tiếng Anh: May)
Lồng tiếng Nhật: Kaori Suzuki
Lồng tiếng Anh: Veronica Taylor (4Kids Entertainment), Michele Knotz (TPCI)
Haruka là con gái 10 tuổi của Thủ lĩnh Nhà thi đấu Thành phố Touka, Norman và chị của Masato. Cô gặp Satoshi ở Hoenn và bắt đầu du hành cùng Satoshi sau khi có được Pokémon đầu tiên, Achamo. Cô ban đầu không thích Pokémon, nhưng sớm quan tâm đến các cuộc thi Pokémon, tham gia các cuộc thi với Pokémon mà cô nuôi trong đội của mình. Sau khi tham gia các cuộc thi, cô sớm phát triển sự cạnh tranh với những người tham gia cuộc thi khác, Shu (đối thủ chính của cô thường giúp đỡ cô và đưa ra lời khuyên hữu ích ngay cả khi có hơi xúc phạm), Harley và Musashi của Đội Hoả Tiễn, và tiếp tục chiến thắng các cuộc thi. Có thể đi qua Hoenn và Kanto với Satoshi và Takeshi trong khi Satoshi đang thi đấu ở Giải Liên Minh Hoenn và Battle Frontier. Trong khi Satoshi và Takeshi chọn đi du hành đến Sinnoh, May quyết định theo chân đối thủ của cô đến Johto. Tuy nhiên, cô đến thăm Satoshi, Takeshi và Hikari ở Sinnoh sau đó để tham gia Cúp Mikuri. Cô được biết đến với cái tên "Công chúa Hoenn", một bí danh mà Shu nhắc đến cô khi hai người gặp nhau lần đầu. Cô là một nhân vật chính trong các phần 6 đến 9, và xuất hiện trong vai trò khách mời trong Battle Dimension. Ngoài ra, cô là một nhật vật chính trong Pokémon Diamond, Pearl, và Platinum
Masato (マサト Masato, Tên theo bản Tiếng Anh: Max)
Lồng tiếng Nhật: Fushigi Yamada
Lồng Tiếng Anh: Amy Birnbaum (4Kids Entertainment), Kayzie Rogers (TPCI)
Masato là con trai 7 tuổi của Thủ lĩnh Nhà thi đấu thành phố Touka, Norman (Senri) và là em trai của Haruka. Cậu gia nhập nhóm của Satoshi, Haruka và nhà tạo giống Pokémon Takeshi. Masato là một nhà huấn luyện Pokémon vừa chớm nở, nhưng còn quá trẻ để nhận được Pokémon. Cậu là một con mọt sách, người đã đọc tất cả mọi thứ viết về Pokémon, chỉ đơn giản là một người đam mê Pokémon cho đến khi cậu và Haruka rời khỏi Satoshi và Takeshi ở cuối phần Battle Frontier, trong đó quay trở lại Hoenn để giúp chăm sóc phòng tập thành phố Touka. Cậu lại được xem như một đoạn hồi tưởng trong DP Battle Dimension. Masato chỉ nhận được hai lần xuất hiện kể từ khi khởi hành, được kích hoạt bởi sự trở lại ngắn ngủi của May ở Giải Wallace Cup (Giải Mikuri). Masato xuất hiện như một nhân vật chính cùng với May trong các mùa 6 đến 9.
Hikari (ヒカリ Hikari, Tên theo bản Tiếng Anh: Dawn)
Lồng tiếng Nhật: Megumi Toyoguchi
Lồng Tiếng Anh: Emily Bauer
Lồng Tiếng Việt: Lưu Ái Phương (Tập 085-093 Phần Best Wishes) và Kim Ngọc (Phim điện ảnh 10 - 13)
Hikari là Điều phối viên Pokémon 10 tuổi, đi cùng Satoshi và Takeshi và thay thế Haruka trong các mùa 10 đến 13. Theo bước chân của mẹ cô là Điều phối viên, cô chọn Pochama, người mà cô đã kết bạn ở thời điểm trước đó và đặt ra với mục tiêu giành chiến thắng trong Grand Festival. Là người bản địa của Sinnoh, cô thường giải thích một số khía cạnh của khu vực xa lạ với cả Satoshi và Takeshi và luôn cập nhật các xu hướng phổ biến như Pokétch. Khi cô tham gia và giành chiến thắng trong nhiều cuộc thi, Hikari dần trở nên tự tin hơn vào các kỹ năng của mình với tư cách là Điều phối viên và thường xuyên luyện tập với Pokémon của mình trước mỗi cuộc thi. Câu khẩu hiệu của cô là "Không cần phải lo lắng!", nhưng cô thường nói điều này khi thực sự cần phải lo lắng. Mặc dù ban đầu cô dự định tham gia các cuộc thi Kanto, cô quyết định ở lại Sinnoh khi Buneary của cô được đề nghị làm người mẫu cho một tạp chí Pokémon. Hikari rất buồn khi rời khỏi Satoshi và Takeshi, nhưng cô và Pochama vui vẻ và vẫy tay tạm biệt khi họ trở về Kanto. Sau đó, cô quyết định tới Hoenn để tham gia các cuộc thi ở đó. Sau khi có được tất cả năm dải băng thi đấu Hoenn của mình, Hikari đi đến Đông Isshu để huấn luyện cho Lễ hội lớn và giúp Ash chuẩn bị cho Giải Liên Minh Isshu. Hikari trở lại trong phần Best Wishes.
Iris (アイリス Airisu)
Lồng Tiếng Nhật: Aoi Yūki
Lồng Tiếng Anh: Eileen Stevens (Mùa 14-24); Anairis Quiñones
Lồng Tiếng Việt: Võ Ngọc Quyên
Một trong những người bạn đồng hành của Satoshi từ mùa 14 đến 16. Đến từ một ngôi làng có nhiều Pokémon Hệ Rồng, Iris là một huấn luyện viên Pokémon thích đu dây leo và ăn quả mọng. Lần đầu tiên cô gặp Satoshi khi cậu nhìm nhầm cô tưởng là Pokémon. Cô hay phê bình Satoshi là trẻ con, thường là khi Satoshi phạm lỗi hoặc hành động đặc biệt ngây thơ. Cô có Pokémon Kibago thuộc Hệ Rồng làm bạn đồng hành của mình. Lần xuất hiện gần nhất, cô đã trở thành Nhà vô địch của vùng Isshu và có một trận đấu với Satoshi.
Dento (デント Dento hoặc Dent, Tên theo bản Tiếng Anh: Cilan)
Lồng Tiếng Nhật: Mamoru Miyano
Lồng Tiếng Anh: Jason Griffith
Lồng Tiếng Việt: Nguyễn Anh Tuấn (series) và Nguyễn Quang Tuyên (điện ảnh)
Dento hoặc Dent là một Nhà đánh giá/kiểm định Pokémon hạng A, là một Nhà đánh giá Pokémon hạng A, người có khả năng xác định khả năng tương thích giữa Pokémon và người huấn luyện của chúng. Anh đi cùng Satoshi từ mùa 14 đến 16 và cũng là một trong những người lãnh đạo Nhà thi đấu đầu tiên ở vùng Isshu, cùng với anh em Chili và Cress (còn gọi nhân vật này là Kon), nhưng anh rời khỏi vị trí của mình để tham gia hành trình phiêu lưu cùng Satoshi và Iris. Anh có rất nhiều sở thích được thấy trong suốt loạt phim như câu cá, rạp chiếu phim và tàu điện ngầm. Anh coi mình là một thám tử giỏi và rất hoài nghi về bất cứ điều gì không có lời giải thích hợp lý ngay lập tức. Anh có Pokémon Yanappu thuộc Hệ cỏ làm bạn của mình và còn là một người cố vấn hỗ trợ cho Satoshi và Iris.
Serena (セレナ)
Lồng Tiếng Nhật: Mayuki Makiguchi
Lồng Tiếng Anh: Haven Burton-Paschall
Lồng Tiếng Việt: Võ Ngọc Quyên
Serena là một người biểu diễn Pokémon và là người bạn thời thơ ấu đầu tiên của Satoshi. Cô nhớ Satoshi từ khi hai người họ tham dự trại hè Okido ở Thị trấn Masara. Trong thời gian này, Serena đã ngã và bị thương ở chân; Satoshi sau đó giúp cô băng bó vết thương, khiến Serena phải lòng cậu ta. Sau khi biết Satoshi đang ở Kalos và vẫn còn tình cảm với cậu, cô quyết định rời khỏi nhà để đoàn tụ với cậu, và sau đó, cô đã đi cùng Satoshi trong suốt hành trình từ Mùa 17 đến 19 (mặc dù không có mục tiêu cụ thể). Sau khi trải qua nhiều sự kiện trong trại hè Pokémon của giáo sư Platane, cô biết về Cuộc thi biểu diễn Pokémon từ Sana và quyết định trở thành Người biểu diễn Pokémon. Sau một sự cố mất mát đau lòng trong lần đầu tiên tham dự Cuộc thi biểu diễn Pokémon, như một dấu hiệu cho thấy quyết tâm mới của cô, cô cắt tóc và bắt đầu mặc một bộ trang phục mới. Sau khi có được ba Chìa khóa Công chúa, cô tham gia Buổi biểu diễn Pokémon Cấp Bậc Thầy ở Thành phố Glorio, cuối cùng là một cuộc đấu với Nữ hoàng Kalos, người mà cô không thành công trong việc đánh bại. Tuy nhiên, không bị cản trở bởi sự mất mát của mình, cô thề sẽ tiếp tục sẽ luyện tập chăm chỉ, giống như Satoshi truyền cảm hứng cho cô. Serena kết thúc hành trình cùng Satoshi khi cô quyết định đến vùng Hoenn để tiếp tục tập luyện, nhưng cần nói thêm rằng, cô đã hôn Satoshi (Cảnh này bị che khuất trong phim) trước khi đi.
Shitoron (シトロン Citron, Tên theo bản Tiếng Anh: Clemont)
Lồng tiếng Nhật: Yūki Kaji
Lồng tiếng Anh: Michael Liscio, Jr.
Lồng tiếng Việt: Nguyễn Anh Tuấn và Lê Nguyễn Tuấn Anh (Phim điện ảnh 17, 18)
Shitoron (còn gọi nhân vật này là Citron) là Thủ lĩnh nhà thi đấu ở Thành phố Miare. Cậu ấy là một nhà phát minh trẻ và luôn có một chiếc ba lô lớn chứa vô số những phát minh lạ, hầu hết đều phát nổ. Cậu cũng là một trong những người bạn thân của Satoshi. Cậu, cùng với em gái Yurika, nổi bật với việc làm những trò đùa như Takeshi, đó là yêu cầu một cô gái nào đó (ngoại trừ Y tá Joy, Sĩ quan Junsa và Serena) kết hôn với cậu ta khiến cho cậu xấu hổ phải kéo Yurika ra. Vì sự ngưỡng mộ mãnh liệt với Satoshi, cậu đi cùng Satoshi từ mùa 17 đến 19 để trở thành một Thủ lĩnh nhà thi đấu tốt hơn. Điều này lên đến đỉnh điểm khi Satoshi thách thức Shitoron và đánh bại thành công Shitoron tại nhà thi đấu Miare, có được huy hiệu thứ năm ở vùng Kalos. Trước khi Satoshi rời khỏi Kalos, cậu yêu cầu một trận chiến cuối cùng với Satoshi, và kết quả của trận chiến là để lại cho người xem một kết quả không rõ ràng là ai thắng ai thua. Cậu hơi khác so với những người bạn đồng hành nam trước đây, vì trong đó Satoshi là một kiểu người cố vấn cho cậu, không phải như bạn đồng hành nam khác của Satoshi, như Takeshi và Dento.
Yurika (ユリーカ Eureka, Tên theo bản Tiếng Anh: Bonnie)
Lồng Tiếng Nhật: Mariya Ise (từ tập 803-887, 903-942), Mika Kanai (từ tập 888-902)
Lồng Tiếng Anh: Alyson Leigh Rosenfeld
Lồng Tiếng Việt: Võ Huyền Chi (series) và Kim Ngọc (Phim điện ảnh 17, 18)
Yurika (Còn gọi nhân vật này là Eureka) là một nhà huấn luyện Pokémon trong tương lai và là em gái 7 tuổi của Shitoron. Cô bé trưởng thành hơn Shitoron và đôi khi hành động kỳ quái. Do chưa đủ tuổi, Pokémon của cô bé trên danh nghĩa thuộc về Shitoron. Cô bé, cùng với anh trai, tiếp tục loạt tình tiết hài hước giống như Takeshi, đó là yêu cầu một cô gái nào đó (ngoại trừ Y tá Joy, Sĩ quan Junsa và Serena) kết hôn với cậu ta khiến cho cậu xấu hổ phải kéo Yurika ra. Yurika thường được nhìn thấy cùng với Dedenne, được Shitoron thu phục.
Lillie (リーリエ Rīrie)
Lồng Tiếng Nhật: Kei Shindō
Lồng Tiếng Anh: Laurie Hymes
Lồng Tiếng Việt: Võ Huyền Chi
Lillie là một trong những học sinh của Trường Học Pokémon ở Đảo Melemele (Thuộc Vùng Alola), người kết bạn với Satoshi từ mùa 20 đến 22. Xuất thân từ một gia đình rất giàu có, cô thích học và thường giúp đỡ các học sinh khác trong nghiên cứu của họ, nhưng bằng cách nào đó có một nỗi sợ cố hữu chạm vào bất kỳ loại Pokémon nào, mặc dù tương tác tự nhiên với Pokémon khi cô ấy còn nhỏ. Bốn năm trước khi xuất hiện trong sê-ri, cô bằng cách nào đó đã có nỗi sợ chạm vào Pokémon trong chuyến du lịch cùng mẹ của cô là Lusamine và anh trai, nhưng dần dần học cách vượt qua nó trong sê-ri, làm quen với Rokon dạng Alola có biệt danh là "Shiron", cô trỗi dậy từ trứng trước khi trở thành Pokémon đối tác của cô, cùng với các Pokémon khác. Tuy nhiên, sau khi nhìn thấy một trong những Pokémon của anh trai cô, Silvally, nó gây ra một phần chấn thương thời thơ ấu của cô khiến cô không thể chạm vào Pokémon một lần nữa. Nỗi sợ hãi của cô sau đó chấm dứt khi cô nhận ra rằng trong các sự kiện của bốn năm trước, Silvally đã bảo vệ cô khỏi một Siêu thú (Ultra Beast) tên là Uturoid, thay vì tấn công cô. Sau đó, sau khi giúp đỡ một số Sand dạng Alola hoang dã đối phó với Bangiras, thủ lĩnh Sand tiến hóa thành một Sandpan và đưa cho cô một viên đá Z hệ băng. Cô giữ một Viên đá được Mamane tặng cho cô với hy vọng rằng Shiron sẽ sử dụng nó để tiến hóa vào một ngày nào đó. Sau đó, Lillie có được cha của mình là Vòng Z mà cô đang giữ cho đến khi anh ta được tìm thấy, trở thành thành viên thứ tư của nhóm có thể sử dụng Tuyệt Kỹ Z. Trong Giải Liên Minh Alola, cô dừng lại ở vòng thứ hai sau khi không thể thắng trong trận đấu với chính anh trai của mình.
Kaki (カキ Kaki, Tên theo bản Tiếng Anh: Kiawe)
Lồng Tiếng Nhật: Kaito Ishikawa
Lồng Tiếng Anh: Marc Swint
Lồng Tiếng Việt: Nguyễn Anh Tuấn
Trong số các học sinh tại Trường Pokémon của Đảo Melemele kết bạn với Satoshi từ mùa 20 đến 22, Kaki là người lớn tuổi nhất và có nhiều kinh nghiệm nhất, là người duy nhất trong số họ đã vượt qua thử nghiệm lớn ở Đảo Akala để được giao Vòng Z cùng với Viên đá Z hệ Lửa từng thuộc về ông nội, trở thành thành viên đầu tiên của nhóm có thể sử dụng Tuyệt Kỹ Z. Kaki sở hữu một Bakugames, anh ta cũng sở hữu một Garagara hình dáng Alola mà anh ta bắt được trong tập "Trận chiến lửa thiêng! Garagara xuất hiện!!" là bạn đồng hành Pokémon đáng tin cậy của họ. Anh ta điều hành một trang trại bò sữa trên đảo Akala cùng với cha mẹ và cũng có một em gái tên là Hoshi, người mà anh ta nuôi dưỡng. Anh ta chuyên về Pokémon Hệ lửa, do được truyền cảm hứng từ những lời của ông nội. Gia đình của Kaki điều hành một trang trại trên đảo Akala, vì vậy anh ta giúp đỡ ngoài kia trong khi đi học. Là người cao cấp nhất trong lớp, Kaki là một người rất nghiêm túc. Khi về nhà, anh ta có xu hướng bảo vệ em gái mình quá mức. Anh ấy cũng nghiêm túc khi đi theo truyền thống cũ, đặc biệt là với Vòng Z và viên đá Z Hệ thường. Khi lần đầu tiên nhìn thấy Satoshi với chiếc Vòng Z, anh ta có dấu hiệu không tán thành, vì Satoshi đã nhận được nó mà không hoàn thành các thử thách đảo. Khi Satoshi đặt nhầm Viên đá Z Hệ thường, anh ta nổi giận và đe dọa sẽ gửi Bakugames của mình cho cậu. Có vẻ như Kaki không biết cách tương tác với Pokémon Hệ Nước, vì anh thừa nhận rằng ban đầu anh không chắc chắn làm thế nào để đối phó với Ashimari, thay vào đó, thay vào đó, em gái anh chơi với nó. Trong tập "Trận chiến ở nhà thi đấu! Tuyệt kỹ Z và tiến hóa Mega!!", Kaki được chứng minh là rất cạnh tranh khi anh thách đấu Brock trong một trận đấu thực sự tại Nhà Thi đấu thành phố Cerulean bằng cách sử dụng Bakugames của mình chống lại Steelix. Nhưng sau khi bị Takeshi đánh bại và trước khi rời Alola, Kiawe phát triển một cuộc cạnh tranh thân thiện với anh ta. Cậu đã vào được đến bán kết Giải Liên Minh Alola, nhưng đã phải dừng lại khi thua Gurajio ở trận bán kết đầu tiên của Giải Liên Minh Alola.
Mao (マオ Mao, Tên theo bản Tiếng Anh: Mallow)
Lồng tiếng Nhật: Reina Ueda
Lồng tiếng Anh: Rebecca Soler (Sun & Moon), Emily Cramer (Journeys)
Lồng Tiếng Việt: Huỳnh Thị Thu Hiền
Mao là một trong những học sinh tại Trường Pokémon của Đảo Melemele, người kết bạn với Satoshi từ mùa 20 đến 22. Cô thích nấu ăn và chuyên về Pokémon Hệ Cỏ, sở hữu một Amakaji, được mẹ bắt gặp khi cô còn nhỏ, tiến hóa thành Amamaiko và sau đó lại tiến hóa thành Amajo với tư cách là Pokémon đối tác của cô. Mao là một cô gái năng động và cũng có một chút phân tán. Cô giúp đỡ tại Quán ăn Aina và gia đình cô điều hành bằng cách thu hút khách hàng đến và ăn. Mao là một đầu bếp chuyên dụng, những người sẽ đi qua dặm về khoảng cách để tìm thành phần kỳ lạ hoặc một công thức mới. Sau khi giúp đỡ một người bạn gia đình lâu năm với cha và cô ấy cùng với việc nhận được Viên đá Z hệ cỏ từ Kapu Kokeko, Mao đã nhận được Vòng Z từ Oranguru, trở thành thành viên thứ sáu và cuối cùng của nhóm có thể sử dụng Tuyệt Kĩ Z. Trong Giải Liên Minh Alola, cô dừng lại ở vòng đầu tiên sau khi thua bạn thân Suiren, trong một trận đấu mà cảm xúc tình bạn chi phối hai bên.
Suiren (スイレン Suiren, Tên theo bản Tiếng Anh: Lana)
Lồng tiếng Nhật: Hitomi Kikuchi
Lồng tiếng Anh: Rosie K. Reyes
Lồng Tiếng Việt: Võ Huyền Chi
Suiren là một trong những học sinh tại Trường Pokémon của Đảo Melemele, người kết bạn với Satoshi từ mùa 20 đến 22. Cô là một bậc thầy trong câu cá và yêu thích Pokémon Hệ nước. Suiren có một mối quan hệ thân mật với hai người bạn Pokémon của mình, đó là một Ashimari mà cô đã giải cứu từ Băng Đầu Lâu mà sau đó tiến hóa thành Osyamari, sau đó lại phát triển thành Ashirene, cô cũng sở hữu một Eievui mà cô có biệt danh là Sandy đôi mắt trước khi cuối cùng cô cắt chúng đi. Suiren sống trong một ngôi nhà bên bờ biển với bố mẹ và em gái, Hō và Sui. Trong khi Suiren thường im lặng, cô ấy thực sự là một cô gái của hành động. Suiren thường tốt bụng và quan tâm đến Pokémon. Suiren thích dọa bạn bè bằng những câu chuyện ma ám. Ngoài ra, đôi khi cô còn đùa rằng đã nhìn thấy hoặc bắt được một Pokémon rất hiếm trên biển. Lana tìm thấy Đá lấp lánh trong cuộc săn tìm kho báu trên đảo Akala, sau đó được tạo thành Vòng Z cho cô và Viên đá Z hệ nước từ Totem Wishiwashi sau khi cô chiến thắng trận chiến với nó, trở thành thành viên thứ ba của nhóm có thể sử dụng Tuyệt Kỹ Z. Cô đã đến được vòng 2 Giải Liên Minh Alola, nhưng phải dừng lại khi để thua Guzma là thủ lĩnh của Băng Đầu Lâu trong trận đấu cuối cùng của Vòng 2, trong một trận đấu mà Guzma với lối đánh nguy hiểm tỏ ra mạnh hơn rất nhiều.
Mamane (マーマネ Māmane, Tên theo bản Tiếng Anh: Sophocles)
Lồng tiếng Nhật: Fumiko Takekuma
Lồng tiếng Anh: Alyson Leigh Rosenfeld
Lồng Tiếng Việt: Kim Ngọc
Mamane là một trong những học sinh tại Trường Pokémon của Đảo Melemele, người kết bạn với Satoshi từ mùa 20 đến 22. Anh ấy chuyên về Pokémon Hệ Điện và rất giỏi với máy móc. Mamane có một Togedemaru và Dendimushi đã tiến hóa thành Kuwagannon với tư cách là đối tác Pokémon của anh ta. Mamane cũng là một mọt sách khoa học với kiến thức rộng lớn về công nghệ. Khi anh ấy vào một cái gì đó, anh ấy phân tích chủ đề rất kỹ lưỡng. Cậu cũng có kỹ năng lập trình tốt. Trong "Togedemaru tê tê buốt buốt!", Được tiết lộ rằng Mamane mắc chứng sợ hãi, một nỗi sợ hãi của những nơi tối tăm. Sau các sự kiện của chủng tộc Vikavolt mà anh tham gia, Mamane đã nhận được một chiếc Vòng Z được Hapu trao cho anh, trở thành thành viên thứ năm của nhóm có thể sử dụng Tuyệt Kỹ Z. Trong Giải Liên Minh Alola, cậu đã đi đến vòng 2 của giải, và phải dừng bước khi thua Kaki trong trận đấu thứ 3 của Vòng 2. Trong một trận đấu mà hai bên đã cố gắng hết sức.
Go (ゴウ Gō, Tên theo bản Tiếng Anh: Goh)
Lồng tiếng Nhật: Daiki Yamashita
Lồng tiếng Anh: Zeno Robinson
Lồng Tiếng Việt: Nguyễn Thị Thuỳ Tiên
Koharu Sakuragi (コハル Sakuragi Koharu, Tên theo bản Tiếng Anh: Chloe Cerise)
Lồng tiếng Nhật: Kana Hanazawa
Lồng tiếng Anh: Cherami Leigh
Lồng Tiếng Việt: Cao Thụy Thanh Hồng
Liko (リコ Rico, Tên theo bản Tiếng Anh: Liko)
Lồng tiếng Nhật: Minori Suzuki
Lồng tiếng Anh: Alejandra Reynoso
Liko là nhân vật chính mới của Hoạt hình Pokémon. Cô bé là học sinh của học viện Seikie và cũng là 1 nhà huấn luyện Pokemon mới 10 tuổi, cô đến từ vùng Paldea. Trái ngược với Satoshi luôn năng động hoạt bát thì Liko là 1 người nhút nhát, sống nội tâm. Cô cũng là 1 trainer không có ước mơ, không mục đích mà đang dần dần tìm ra chúng.
Roy (ロイ Roi, Tên theo bản Tiếng Anh: Roy)
Lồng tiếng Nhật: Yuka Terasaki
Lồng tiếng Anh: Anjali Kunapaneni
Roy là nhân vật chính tiếp theo của Hoạt hình Pokémon. Cậu là bạn đồng hành của Liko, Roy sinh sống trên 1 hòn đảo không xác định của vùng Kanto cùng với ông nội. Cậu luôn hoạt bát, vui vẻ và hay giúp đỡ mọi người (rất giống Satoshi). Liko và Roy gặp nhau cũng là ở trên hòn đảo mà cậu đang sống khi Liko gặp rắc rối với các Pokemon ở đây và cậu đã cứu cô thoát khỏi bầy Pokemon đó. Cậu có ước mơ trở thành 1 nhà thám hiểm Pokemon cổ đại, giống với Liko cậu cũng là 1 nhà huấn luyện Pokemon mới 10 tuổi.
Dotto ( Dotto, Tên theo bản tiếng Anh: Dot)
Lồng tiếng Nhật: Yoshino Aoyama
Lồng tiếng Anh: Faye Mata

## Các Đối thủ

### Đối thủ của Satoshi
Shigeru Okido (オーキド・シゲル Ōkido Shigeru, Tên theo bản Tiếng Anh: Gary Oak)
Lồng Tiếng Nhật: Yuko Kobayashi
Lồng Tiếng Anh: Jimmy Zoppi, SungWong Cho
Lồng Tiếng Việt: Nguyễn Kim Anh
Shigeru Okido là đối thủ đầu tiên của Satoshi. Anh ta dựa trên nhân vật Blue trong loạt trò chơi điện tử Pokémon. Giống như người đồng nghiệp Blue, Shigeru đến từ Thị trấn Masara và là cháu trai của nhà nghiên cứu Pokémon nổi tiếng Giáo sư Yukinari Okido. Giống như Satoshi, Shigeru thu thập huy hiệu từ các nhà thi đấu và thi đấu trong các giải đấu Pokémon ở Kanto và Johto. Lúc đầu, Shigeru rất kiêu ngạo, luôn đi cùng những người cổ vũ gọi tên anh ta và liên tục trêu chọc nhóm của Satoshi mỗi khi họ gặp nhau. Sau khi thua một đối thủ mạnh hơn ở Giải Liên Minh Thạch Anh, Shigeru giải tán với đội cổ vũ và sau đó trở nên cởi mở hơn. Vào cuối phần 2 (Orange Islands), Satoshi và Shigeru có trận chiến Pokémon đầu tiên trong đó Eievui của Shigeru đánh bại Pikachu của Satoshi. Khi trận chiến kết thúc, Shigeru bắt đầu một hành trình mới đến Johto và điều này sau đó ảnh hưởng đến Satoshi để theo anh ta đến đó. Sau khi thua Satoshi ở Giải Liên Minh Jonto, Shigeru quyết định theo đuổi sự nghiệp nghiên cứu Pokémon, cản trở sự cạnh tranh của anh với Satoshi. Cho đến khi thua Satoshi, Shigeru luôn nghĩ Satoshi là một huấn luyện viên bất tài nhưng cuối cùng anh cũng chấp nhận anh là người tài năng. Sau khi Satoshi đánh bại Battle Frontier và quay trở lại Thị trấn Masara, Shigeru và Satoshi có một trận chiến Pokémon Sinnoh của Shigeru, Elekible và Pikachu của Satoshi. Elekible dễ dàng đánh bại Pikachu, thứ truyền cảm hứng cho Satoshi du hành đến Sinnoh. Khi ở Sinnoh, Shigeru trở thành nhà nghiên cứu Pokémon làm việc với Giáo sư Nanakamado. Đến lúc này, Satoshi và Shigeru đã trở thành bạn bè nhiều hơn đối thủ và họ thậm chí còn hợp tác để bảo vệ Pokémon khỏi Pokémon Hunter J. Sau khi hợp tác để bảo vệ một nhóm Tatetops khỏi Pokémon Hunter J, cả hai đồng ý vẫn là "bạn bè cho đến khi kết thúc." Shigeru xuất hiện trong các phần 1-5 (nơi chỉ được tiết lộ rằng anh ta bắt đầu với Zenigame trong phần 5, trong khi chiến đấu với một Kamex) và từ mùa 9-12. Tên tiếng Nhật của nhân vật, Shigeru Okido (オーキド シゲル Ōkido Shigeru), là một tham chiếu đến Shigeru Miyamoto, người cố vấn cho người sáng tạo Pokémon Satoshi Tajiri.
Hiroshi (ヒロシ Hiroshi, Tên theo bản TIếng Anh: Ritchie)
Lồng Tiếng Nhật: Minami Takayama
Lồng Tiếng Anh: Tara Sands
Hiroshi là một nhà huấn luyện Pokémon du hành từ thành phố Frodomar. Hiroshi lần đầu tiên xuất hiện trong mùa đầu tiên, nơi anh gặp và kết bạn với Satoshi. Là đối thủ, Hiroshi và Satoshi giống nhau nhiều. Ví dụ, cả hai huấn luyện viên đều sở hữu một con Pikachu và đã bắt được nhiều Pokémon giống nhau. Sau giải đấu Liên Minh Thạch Anh, Hiroshi được xếp hạng trong Top 8 của cuộc thi sau khi đánh bại Satoshi, nhưng sau đó thua trận tiếp theo. Sau đó, Satoshi và Hiroshi chia tay nhưng cam kết sẽ trở thành Bậc Thầy Pokémon Vĩ Đại Nhất Thế giới. Hiroshi xuất hiện trở lại ở Quần đảo Whirl (Whirlpool) gần đầu mùa thứ năm, Pokémon: Master Quest và là một trong những nhân vật chính trong Pokémon Chronicles.
Hazuki (ハヅキ Hazuki, Tên theo bản Tiếng Anh: Harrison)
Lồng Tiếng Nhật: Katsumi Toriumi
Lồng Tiếng Nhật: Wayne Grayson
Hazuki là một huấn luyện viên Pokémon du hành từ Hoenn, người tham gia Giải Liên Minh Jonto. Satoshi và các bạn đồng hành của mình lần đầu tiên gặp anh ta trong tập "Nyula và ngọn lửa thần!" khi anh ta cố gắng xua đuổi một con Nyula hoang dã bảo vệ ngọn lửa Ho-Oh linh thiêng. Trong Giải Liên Minh Jonto, Satoshi chiến đấu với anh ta trong một trận chiến sáu đấu sáu. Anh đánh bại Satoshi nhưng thua đối thủ tiếp theo, kết thúc ở top bốn của Giải Liên Minh Jonto. Sau Giải Liên Minh Johto, Harrison thuyết phục Satoshi đến vùng Hoenn. Sau đó, Hazuki đến Kanto để tham gia Giải Liên Minh Kanto.
Masamune (マサムネ Masamune, Tên theo bản Tiếng Anh: Morrison)
Lồng tiếng Nhật: Masako Nozawa
Lồng tiếng Anh: Sean Schemmel
Masamune là đối thủ chính của Satoshi ở khu vực Hoenn và Giải Liên Minh Hoenn, và là một người có tinh thần, thích thách thức người khác gần như mọi thứ và không bao giờ bỏ cuộc trong trận chiến. Do đó, anh luôn thách thức Satoshi tham gia nhiều sự kiện như trận chiến Pokémon hay thậm chí là một cuộc thi ăn thức ăn. Satoshi và nhóm đầu tiên gặp anh ta trong tập "Đối thủ xuất hiện! Masamune và Dumbber!!", nơi anh ta sớm trở thành bạn và là đối thủ của Satoshi. Khi anh xuất hiện trở lại, anh là đối thủ của Satoshi trong Giải Liên Minh Hoenn; Vì những cảm xúc mâu thuẫn, anh từ chối chiến đấu với bạn mình cho đến khi Satoshi khuyến khích anh cố gắng hết sức. Masamune có thể chiến đấu với tất cả tinh thần của mình, chỉ thua Satoshi khi cả hai đều hạ gục một Pokémon.
Tetsuya (テツヤ Tetsuya, Tên theo bản Tiếng Anh: Tyson)
Lồng Tiếng Nhật: Kenji Nojima
Lồng Tiếng Anh: Marc Diraison
Tetsuya là một huấn luyện viên gốc từ Thành phố Kinsetsu. Anh xuất hiện lần đầu trong Tập 399: "Đặt chân đến thành phố Saiyu! Chú mèo Nyasu đi hia!?", nơi anh giúp Satoshi và những người bạn của mình đánh bại Đội Hỏa Tiễn, sử dụng Metagross của anh. Meowth (còn gọi là Nyasu) là Pokémon chính của anh ta, được nhìn thấy mặc một chiếc mũ cao bồi và giày cao cổ (Phân biệt với Nyasu của Đội Hỏa Tiễn). Sau đó, anh chiến đấu với Satoshi trong Giải Liên Minh Hoenn và Vô địch Giải Liên Minh Hoenn.
Kaede (カエデ Kaede, Tên theo bản Tiếng Anh: Katie)
Lồng Tiếng Nhật: Yōko Sōmi
Lồng Tiếng Anh: Andi Whaley
Kaede là niềm tự hào của Thành phố Minamo, nơi cô có biệt danh "vẻ đẹp lạnh lùng" vì thời trang và sự tinh tế của mình. Sở thích của cô bao gồm chơi clarinet và món ăn yêu thích của cô là mì spaghetti cay với Tamato Berry. Trong trận chiến, cô được biết đến với việc sử dụng Morphon và Golduck phổ biến nhất và được biết đến với việc phân tích cẩn thận các bước di chuyển của đối thủ. Phong cách chiến đấu của Kaede khác với nhiều nhà huấn luyện điển hình khác trong anime. Thay vì gắn bó với một Pokémon trong trận chiến cho đến khi nó ngất đi, cô sẽ biến Pokémon của mình thành một Pokémon mạnh hơn nếu nó gặp bất lợi. Chính vì chiến lược này mà cô gần như đánh bại Satoshi trong phần đầu của trận chiến. Cuối cùng Satoshi đánh bại Kaede và đi tiếp trong Giải Liên Minh Hoenn.
Shinji (シンジ Shinji, Tên theo bản Tiếng Anh: Paul)
Lồng Tiếng Nhật: Kiyotaka Furushima
Lồng Tiếng Anh: Julián Rebolledo
Shinji là một nhà huấn luyện Pokémon từ thành phố Tobari ở Sinnoh. Là một nhà huấn luyện Pokémon, Shinji có kinh nghiệm và đã đi qua các khu vực của Kanto, Johto, Hoenn và Sinnoh, giống như Satoshi. Trong Pokémon: Diamond and Pearl, anh bắt đầu du hành qua Sinnoh, nơi anh gặp và phát triển sự cạnh tranh với Satoshi. Không giống như các đối thủ trước đây của Satoshi, Shinji là nhà huấn luyện cộc cằn và nghiêm túc, mối quan tâm duy nhất đối với Pokémon là khả năng hành động trong trận chiến và họ tin rằng việc hình thành mối liên kết với Pokémon làm giảm tiềm năng của họ, và do đó nhiều nhân vật thấy hoàn toàn trái ngược với Satoshi. Phong cách huấn luyện khắc nghiệt, hành vi cạnh tranh và mong muốn trở nên mạnh mẽ xuất phát từ sự phẫn nộ của anh đối với anh trai mình, Reij, người đã trở thành nhà huấn luyện Pokémon thành công cho đến khi anh thua trước Pyramid King Brandon, khiến anh phải từ bỏ đào tạo Pokémon để trở thành một nhà lai tạo. Shinji quyết tâm đảm bảo rằng anh ta sẽ không gặp số phận tương tự, vì vậy anh ta có kế hoạch vượt qua không chỉ bất kỳ huấn luyện viên nào, mà cả anh trai của anh ta, mặc dù anh ta rõ ràng là không thích hợp với nhiều người. Tại Nhật Bản, anh được đặt theo tên của Shinji Mikami, tác giả của bộ Resident Evil (Việt: Vùng đất dữ). Cuối cùng anh ta thua trận chiến với Satoshi ở Giải Liên Minh Sinnoh. Sau đó, anh thấy có chút tôn trọng với Satoshi, và ra trận chiến với Brandon. Satoshi và Shinji khởi hành trên một lưu ý tốt. Satoshi chúc anh may mắn, điều mà khiến Shinji trở lại. Ngay khi Shinji chuẩn bị rời đi, Satoshi kêu gọi họ nên chiến đấu một lần nữa, thật sớm. Rồi anh mỉm cười, cuối cùng cũng chấp nhận satoshi. Khi anh vẫy tay tạm biệt, Shinji bước đi, vào hoàng hôn. Chị shirona nói rằng cô muốn thấy ngày Shinji và Satoshi thi đấu ở Giải Liên Minh. Shinji cũng được nhìn thấy một lần nữa trong tập tiếp theo, xem trận chiến của Satoshi với Takuto trên truyền hình. Khi Satoshi bị đánh bại, shinji có vẻ thất vọng và bỏ đi. Shinji được thiết kế để trở thành Silver của Pokémon Gold và Silver và Pokémon Crystal bởi vì Shinji đã huấn luyện Pokémon của mình thông qua huấn luyện khắc nghiệt phản đối việc hình thành mối quan hệ đáng tin cậy với Pokémon của mình.
Jun (ジュン Jun, Tên theo bản Tiếng Anh: Barry)
Lồng Tiếng Nhật: Tatsuhisa Suzuki
Lồng Tiếng Anh: Jamie McGonnigal
Jun là đối thủ của Satoshi ở Sinnoh. Anh ta là một cậu bé thiếu kiên nhẫn và quá tự tin, trong khi có năng lực và kỹ năng, có xu hướng thua hầu hết các trận chiến chống lại Satoshi. Anh ta rất ngưỡng mộ Shinji và sử dụng kỹ thuật tương tự mặc dù anh ta quan tâm đến Pokémon của mình. Anh mơ ước trở thành nhà huấn luyện Pokémon mạnh nhất trên thế giới. Jun là bạn thân nhất với Kengo và là con trai của Palmer (Còn gọi là Kurotsugu hoặc Tower Tycoon Kurotsugu). Thủ lĩnh lớp huấn luyện Tower Tycoon. Anh ta dựa trên đối thủ trong Pokémon Diamond and Pearl.
Naoshi (ナオシ Naoshi, Tên theo bản Tiếng Anh: Nando)
Lồng Tiếng Nhật: Kazuya Nakai
Lồng Tiếng Anh: Bill Timoney
Là một nhà huấn luyện Pokémon tài năng, Naoshi là một chàng trai trẻ điềm tĩnh mâu thuẫn sâu sắc về việc liệu anh ta nên thách thức các thủ lĩnh nhà thu đấu hay trở thành Điều phối viên Pokémon. Sau khi chiến đấu với cả Satoshi và Shu, anh chọn theo đuổi cả hai con đường, bất kể khó khăn. Vào thời điểm diễn ra Giải Liên Minh Sinnoh, anh đã có được 7 Huy hiệu phòng tập thể dục và năm Ruy băng thi đấu. Trong Giải Liên Minh Sinnoh, anh có thể lọt vào Top 4, nhưng thua Nozomi. Sau giải đấu, anh ta có được các huy hiệu cần thiết để thi đấu tại Giải Liên Minh Sinnoh; Anh ta là đối thủ đầu tiên của Satoshi nhưng bị loại sau khi chiến đấu tốt. Nando xuất hiện lần đầu trong Tập 472- "Pochama đối đầu Subomi! Trận đầu của Hikari!". Cậu thường được nhìn thấy chơi đàn hạc Mew vàng của mình. Đàn hạc thường được chứng minh là có thể thu hút các nhóm Pokémon hoang dã lớn.
Kohei (コウヘイ Kōhei, Tên theo bản Tiếng Anh: Conway)
Lồng Tiếng Nhật: Kōzō Mito
Lồng Tiếng Anh: Bill Timoney
Kohei là một huấn luyện viên đặc biệt thông minh và xảo quyệt, người cẩn thận nghiên cứu và phân tích các giảng viên để tạo ra một chiến lược. Đầu tiên anh gặp Satoshi và đồng đội trong Giải đấu Trận chiến thành phố Yosuga, nơi anh chiến đấu bên cạnh Hikari và tiến vào trận chung kết, chỉ bị đánh bại bởi Satoshi và Shinij. Sau đó, anh gặp lại băng đảng tại Học viện mùa hè Pokémon, nơi anh là thủ lĩnh của Đội xanh. Sau đó, anh chiến đấu với Satoshi ở vòng thứ ba của Giải Liên Minh Sinnoh, nơi anh thua. Một trò đùa phổ biến của Kohei là anh ta xuất hiện từ đâu trong một cách đáng sợ, trong đó Hikari thường là nạn nhân.
Takuto (タクト Takuto, Tên theo Bản Tiếng Anh: Tobias)
Lồng Tiếng Nhật: Hiroki Takahashi
Lồng Tiếng Anh: J. Michael Tatum
Một Nhà huấn luyện vô cùng mạnh mẽ, Takuto là người bí ẩn, im lặng và có kỹ năng không thể tin được, người dường như kiếm được tất cả tám huy hiệu nhà thi đấu của mình chỉ sử dụng Pokémon Darkrai. Anh ta thi đấu ở Giải Liên Minh Sinnoh, cho đến khi anh ta chiến đấu với Satoshi, anh ta đã tự mình đánh bại tất cả các đối thủ của mình chỉ bằng Darkrai. Satoshi chiến đấu với anh ta trong trận bán kết, trong đó Darkrai cuối cùng đã thua Jukain. Tobias vẫn kiếm được chiến thắng khi chỉ mất hai Pokémon. Anh ta sau đó chiến thắng Giải Liên Minh Sinnoh với một lần nữa chỉ sử dụng Darkrai của anh ta.
Shuti (シューティー Shūtī, Shooty. Tên theo bản Tiếng Anh: Trip)
Lồng Tiếng Nhật: Akeno Watanabe
Lồng Tiếng Anh Jamie McGonnigal
Lồng Tiếng Việt: Hồ Tiến Đạt và Phan Thị Kim Phước (Khi trẻ)
Shuti là một nhà huấn luyện nam tham gia Giải Liên Minh Isshu, xuất hiện trong phần phim Đen và Trắng (Black and White) và có tham vọng cuối cùng là cạnh tranh trong Giải Liên Minh và đánh bại Adeku, nhà vô địch của vùng Unova. Ngoài việc là một Nhà Huấn luyện Pokémon, anh còn là một nhiếp ảnh gia Pokémon nghiệp dư. Trong lần gặp gỡ đầu tiên và chiến đấu với Satoshi, anh ta có xu hướng phần nào thể hiện thái độ phân biệt đối xử với anh ta như là một phần của "chiến lợi phẩm" bởi vì Satoshi đến từ vùng Kanto, cùng với Pikachu của anh ta, điều cực kỳ hiếm thấy ở vùng Isshu. Shuti tham gia vào các trận đấu ở Giải đấu Don ở Thị trấn Raimon, Donamite ở thị trấn Toaru, Giải đấu Pokemon trẻ Thế giới ở Thi trấn Kagome và Giải Liên Minh Isshu. Ngoại trừ Giải đấu Pokemon trẻ Thế giới mà anh ấy thắng, anh ấy thua trong vòng đầu tiên của mỗi cuộc thi. Sau trận chiến với Satoshi trong Giải Liên Minh Isshu, Shuti dường như đã chấm dứt sự cạnh tranh với Satoshi, và cho thấy mức độ tôn trọng rõ ràng đối với anh ta.
Bianca (ベル Beru, Tên khác: Bel)
Lồng Tiếng Nhật: Shizuka Itō
Lồng Tiếng Anh: Erica Schroeder
Lồng Tiếng Việt: Phạm Thúy Hằng
Bianca là một nữ Nhà huấn luyện xuất hiện trong phần phim Đen và Trắng (Black and White). Cô gặp Ash và những người bạn đồng hành của anh ta vài lần trong suốt bộ truyện thường kết thúc bằng trận chiến giữa cô và Ash. Cô ấy cũng được chứng minh là rất dễ bị kích động và vụng về. Bianca cùng với Ash, Iris và Cilan tham gia vào các Giải đấu Don ở Thị trấn Nimbasa (Còn gọi là thị trấn Raimon), Donamite ở thị trấn Toaru và Giải Liên Minh Isshu.
Kenyan (ケニヤン Keniyan, Tên theo bản Tiếng Anh: Stephan)
Lồng Tiếng Nhật: Tomohiro Waki
Lồng Tiếng Anh: Darren Dunstan
Lồng Tiếng Việt: Trí Luân
Kenyan là một huấn luyện viên nam mà Satoshi gặp trên đường đến thành phố Nimbasa (còn gọi là thành phố Raimon). Anh và Ash có một trận chiến, mà Ash thắng. Stephan tham gia vào các Giải đấu Don ở Thị trấn Raimon, Giải đấu Pokemon trẻ Thế giới ở Thi trấn Kagome, sau đó anh và Sawk giành chiến thắng. Anh ta cũng tham gia vào Giải Liên Minh Isshu, nơi anh ta lọt vào Top 16. Tại đây, anh ta và Satoshi có một trận chiến ba chọi ba căng thẳng ở vòng 1/8, cuối cùng Satoshi đã đánh bại anh ta. Có một trò đùa diễn ra trong anime rằng mọi người luôn phát âm sai tên của anh (tương tự như trường hợp của Kosaburo), nhưng mọi người bắt đầu phát âm đúng tên của anh ngay khi Giải Liên Minh Isshu bắt đầu.
Kotetsu (コテツ Kotetsu, Tên theo bản Tiếng Anh: Cameron)
Lồng Tiếng Nhật: Kōki Uchiyama
Lồng Tiếng Anh: Rory Max Kaplan
Lồng Tiếng Việt: Huỳnh Thiện Trung
Kotetsu là đối thủ của Satoshi. Anh ấy xuất hiện sau Giải đấu Pokemon trẻ Thế giới ở Thi trấn Kagome, như anh ấy muốn thi đấu, nhưng không đến kịp. Kotetsu tạm thời gia nhập nhóm khi anh ta kiếm được Huy hiệu nhà thu đấu thứ 8 từ Shizui ở Thành phố Seigaiha và sau khi có được nó, anh ta rời đi. Kotetsu trở lại để cạnh tranh trong Giải Liên Minh Isshu cùng với Satoshi, Shuti, Kenyan, Bianca và Virgil. Trong đó, anh đánh bại Bianca (để lại cô trong Top 64) và trong Top 8, anh đã đánh bại Satoshi dù thiếu một Pokémon khi tham gia, nhưng sau đó bị Virgil đánh bại trong Top 4. Anh dường như không được tốt khi giải thích sai tất cả mọi thứ, chẳng hạn như nghĩ rằng anh ta cần bảy huy hiệu nhà thi đấu để cạnh tranh trong một giải đấu Pokémon thay vì tám.
Bajiru (バージル Virgill)
Lồng Tiếng Nhật: Yūki Kaji
Lồng Tiếng Anh: Tom Wayland
Lồng Tiếng Việt: Nguyễn Quang Tuyên
Virgil là một nhân viên cứu hộ cùng với cha Jeff và anh trai Davey. Anh cứu Satoshi và nhóm của mình khi họ rơi xuống một đống đá trong khi cố gắng trèo lên để đến Thành phố Higaki, nơi Satoshi tham gia Giải Liên Minh Isshu ở nhà thi đấu Higaki. Sau khi giải quyết mọi thứ tại đập, Virgil tiết lộ anh ta cũng tham gia Giải Liên Minh Isshu, biến anh ta thành một trong những đối thủ của Satoshi. Cuối cùng anh ấy Vô địch Giải Liên Minh Isshu. Khi còn là một cậu bé, Virgil đã từng bị lạc trong rừng với Eevee (Eievui) đầu tiên của mình, khi nó đột nhiên phát triển thành một Umenameon và do đó có thể dẫn anh ra ngoài. Sự kiện này khiến anh say mê với loài Eevee và dẫn đến việc anh trở thành một huấn luyện viên Eievui. Virgil là người duy nhất trong số những đối thủ của Satoshi mà Satoshi chưa từng đối đầu.
Tierno (ティエルノ Tieruno)
Lồng Tiếng Nhật: Anri Katsu
Lồng Tiếng Anh: Todd Haberkorn
Tierno là một Nhà Huấn luyện Pokémon thích nhảy, điều này cũng được phản ánh trong bữa tiệc của anh ấy. Mặc dù là một Huấn luyện Nhà Huấn luyện Pokémon mới, anh ta có thể đối phó tốt khi chiến đấu với các đối thủ giàu kinh nghiệm hơn nhờ vào kỹ năng của mình, dạy các bước nhảy cho Pokémon của mình để họ có thể trốn tránh các cuộc tấn công một cách dễ dàng. Tierno rất thân thiện và luôn khuyến khích bạn bè cố gắng hết sức. Anh ấy rất ủng hộ Sana và thường xem các buổi biểu diễn Showcase của cô ấy. Anh có tình cảm với Serena, điều anh thể hiện mỗi khi họ gặp nhau. Anh chịu trách nhiệm giới thiệu Sana cho Serena.
Toroba (トロバ Trova, Trevor)
Lồng Tiếng Nhật: Minami Fujii
Lồng Tiếng Anh: Michael Lockwood Crouch
Trevor là một Nhà Huấn luyện Pokémon và nhiếp ảnh gia Pokémon, mục tiêu của anh ấy là gặp gỡ mọi Pokémon trong Pokédex. Trong suốt hành trình của mình, Trevor đặt mục tiêu chụp ảnh tất cả các Pokémon mà anh gặp phải. Cậu chủ yếu quan tâm đến những người có sự khác biệt trong các tính năng của họ, một chút.
Shota (ショータ Shōta, Tên theo Bản Tiếng Anh: Sawyer)
Lồng Tiếng Nhật: Ikue Ōtani
Lồng Tiếng Anh: Robby Duncan Sharpe
Lồng Tiếng Việt: Nguyễn Kim Anh
Đến từ vùng Hoenn, Shota là một nhà huấn luyện Pokémon mới, người đã chọn Kimori làm Pokémon khởi đầu của mình từ Giáo sư Odamaki. Sau khi gặp gỡ và chiến đấu với Satoshi, anh bắt đầu tôn trọng Satoshi, nhìn anh như một người cố vấn, và anh đặt mục tiêu vượt qua Satoshi để trở thành một nhà huấn luyện Pokémon. Treecko của anh đã tiến hóa thành Jukain trong trận chiến thứ hai với Gekogashira của Satoshi. Theo sự tiến hóa, Juptile của cậu tiến hóa thành Jukain, Gekogashira của Satoshi cũng tiến hóa thành Gekkouga, sự cạnh tranh của họ thậm chí còn trở nên khốc liệt hơn, mặc dù trong trận chiến thứ ba giữa hai người, Sceptile bị đánh bại bởi hình thức kết hợp "Ash-Greninja" (Còn gọi là "Satoshi-Gekkouga") mới. Trong trận chiến thứ tư giữa hai người, Sawyer đã đánh bại Satoshi, và sau đó chứng kiến sự thất bại của Satoshi dưới tay của thủ lĩnh nhà thi đấu thành phố Eisetsu, Urup, nói rằng người mà anh ta ngưỡng mộ sẽ không thua, và hai người sẽ giải quyết mọi chuyện tại Giải Liên Minh Kalos. Tại Giải Liên Minh Kalos. Shota cố gắng chiến thắng tất cả các trận bán kết, chiến đấu với Satoshi trong trận chiến 6 đấu 6, nhưng cuối cùng vẫn thua, mặc dù Jukain của cậu trong trận đấu đã Tiến Hóa Mega. Sau Giải Liên Minh Kalos, anh ta giúp đỡ chống lại Băng Ánh Lửa và giúp đỡ những người sống sót rời khỏi Thành phố Miare. Sau đó, khi anh tạm biệt Ash sau cuộc tấn công của Băng Ánh Lửa, anh tiết lộ rằng thần tượng Daigo Tsuwabuki của anh đã trao cho Shota một Key Stone để cho phép Jukain của anh Tiến Hóa Mega, và anh muốn trả ơn cho anh bằng cách trở thành trợ lý của Steven; anh ta được nhìn thấy lần cuối cùng làm việc với Steven tại tàn tích Phòng thí nghiệm của Lysandre.
Alan (アラン Aran, Tên theo Bản Tiếng Anh: Alain)
Lồng Tiếng Nhật: Kenshō Ono
Lồng Tiếng Anh: Jonathan Silver
Lồng tiếng Việt: Hồ Tiến Đạt (Sức Mạnh Tối Thượng Của Tiến Hóa Mega từ tập 1 đến tập 3) và Nguyễn Quang Tuyên (Sức Mạnh Tối Thượng Của Tiến Hóa Mega tập 4, Tập 116 đến hết phần XYZ)
Alan là đối thủ chính của Satoshi ở Giải Liên Minh Kalos, là một người bình tĩnh, kiểu im lặng, người ít thể hiện cảm xúc và tập trung sự chú ý của mình vào trận chiến. Tuy nhiên, sâu thẳm, anh không muốn nhìn thấy những người gần gũi nhất với mình chịu đựng hoặc khiến họ gặp nguy hiểm. Alan cũng không tuân theo mệnh lệnh của Fuladari, là kẻ đứng đầu Băng Ánh Lửa, vì Fuladari là người đã trang bị cho anh ta chiếc nhẫn Mega và đưa cho anh ta Đá Mega Stone Charizardite X (Lizardon). Để trở nên mạnh mẽ hơn, anh ta chiến đấu với 10 Nhà huấn luyện Tiến Hóa Mega. Alan làm việc với Steven Stone khi ở Hoenn để khám phá bí mật về nguồn gốc của Tiến Hóa Mega. Anh ta nắm quyền kiểm soát một tảng đá khổng lồ cho Fuladari và Băng Ánh Lửa. Nhân vật của Alan có một bước ngoặt lớn sau khi người bạn đồng hành của anh ta, Harimaron của Manon, rơi vào tình trạng hôn mê không thể giải thích được, với mục tiêu chuyển sang lấy sức mạnh và giúp Fuladari phục hồi sức khỏe của Harimaron. Alan tin rằng anh ta không cần sự hỗ trợ từ bất cứ ai hoặc bạn bè của mình nhưng gặp Mairin và Satoshi thay đổi quan điểm của anh ta. Anh ta hỗ trợ Băng Ánh Lửa trong việc bắt giữ Lõi Zygarde màu xanh. Ngoài ra, anh ta cũng trở thành đối thủ và là bạn với Satoshi sau khi chứng kiến sự biến đổi độc đáo của Satoshi với Gekkouga, thậm chí tham gia Giải Liên Minh Kalos chỉ để chiến đấu chống lại cậu. Anh đánh bại Satoshi trong vòng chung kết và Vô địch Giải Liên Minh Kalos Nhưng khi một số thành viên của Băng Ánh Lửa đến để bắt Satoshi và Pokémon của anh ta, anh ta bắt đầu đặt câu hỏi về ý định thật sự của Fuladari. Cuối cùng, Alan nhận ra rằng mình đã bị phản bội khi Fuladari sử dụng năng lượng mà anh ta thu thập được để tiêu diệt Vùng Kalos và để kiểm soát hai Zygarde. Alan choáng váng hơn khi anh ta tìm ra lý do tại sao Fuladari muốn bắt Satoshi khi anh ta có ý định kiểm soát Satoshi và Gekkouga cho Hiện tượng kết hợp của họ. Alain dùng Lizardon để giải cứu Pikachu và các Pokémon khác của Satoshi, sau khi Satoshi và Gekkouga chống lại sự kiểm soát của Băng Ánh Lửa và thoát khỏi cảnh giam cầm. Sau thất bại của Băng Ánh Lửa, Alan quyết định giúp giáo sư Platane một lần nữa với nghiên cứu của mình và, được Satoshi truyền cảm hứng khi họ hình thành một tình bạn thân thiết hơn, bắt đầu một hành trình mới từ đầu với người bạn thân Manon.
Gurajio (グラジオ Gurajio, Tên theo bản Tiếng Anh: Gladion)
Lồng Tiếng Nhật: Nobuhiko Okamoto
Lồng Tiếng Anh: Eddy Lee
Gurajio là đối thủ của Satoshi ở Vùng Alola. Anh ta cũng là anh trai của Lillie và là một huấn luyện viên nghiêm túc và điềm tĩnh, người đang muốn tìm cho mình những đối thủ xứng đáng trong các trận chiến Pokémon. Anh ta là một "con sói đơn độc", người tránh gặp chị gái vì phong cách chiến đấu của anh ta có vẻ hơi khó chịu và tàn nhẫn. Mặc dù vậy, anh ta được người khác chú ý đến việc anh ta vẫn có hành vi tử tế thể hiện khi anh ta nói với em gái mình chăm sóc Pokémon của mình. Mặc dù Gurajio không đến thăm em gái thường xuyên, anh ta thề sẽ bảo vệ cô, sau cuộc chạm trán với Ultra Beast. Bốn năm trước khi xuất hiện trong phần phim Sun and Moon, Gladion đã xem Lillie bị Ultra Beast Nihilego tấn công. Lillie kinh hoàng, trong khi Gurajio không đủ can đảm để bảo vệ cô. Đột nhiên, một Silvally đến, đánh bại Nihilego. Trong khi Lillie bị mất trí nhớ về cuộc chạm trán và trở nên sợ hãi Pokémon, Gladion đã lấy Silvally làm Pokémon của chính mình và thề sẽ bảo vệ em gái mình. Một ngày nọ, Gladion tìm thấy một Eevee bị thương và mang nó đến Hobbes. Gurajio rất quan tâm đến Eevee, mặc dù Hobbes hứa rằng nó sẽ phục hồi nếu họ đưa nó đến Trung tâm Pokémon. Gladion cũng được thúc đẩy để tiếp tục hành trình tìm hiểu thêm về bản thân, cũng như rèn luyện một mình. Do đó, anh rời Lillie và biệt thự. Cậu đã tham gia Liên Minh Alola và đã vào được đến trận chung kết gặp Satoshi nhưng đã thua trong trận chung kết nên chỉ đứng thứ nhì. Sau đó, Satoshi đã vô địch Liên Minh Alola, và đó là chức vô địch một giải liên minh đầu tiên trong đời của cậu.
Hau (ハウ Hau)
Lồng Tiếng Nhật: Jun Fukuyama
Lồng Tiếng Anh: Neo Cihi
Hau là một cậu bé vui vẻ, không giống như các đối thủ khác, không làm bẽ mặt đối thủ của mình. Hau đã từng chiến đấu chống lại ông nội của mình, Hala, nhưng cuối cùng anh ta đã bị đánh bại bởi Crabrawler. Hala tuyên bố rằng Hau phải chuẩn bị tinh thần vào lần tới khi họ phải đối mặt, vì Hala sẽ phải dùng hết sức mình để kiểm tra cậu bé. Hau đã rời Alola một thời gian, nhưng trở về với cha để tham gia Thử thách Đảo. Hau đang huấn luyện cho con chó săn của mình đã trói Satoshi, Pikachu và Rotom vào một cái cây, nghĩ chúng là kẻ thù của nó. Ngay sau đó, Satoshi và Hau bắt đầu một cuộc trò chuyện, nơi Hau biết rằng Ash đã chiến đấu với ông nội của mình, Hala, trong một Phiên tòa lớn. Hau thừa nhận anh đối mặt với Hala trước đó, nhưng thất bại; lần này, anh trở lại Alola để hoàn thành Thử thách Đảo. Satoshi khích lệ Hau và chỉ cho Mokuroh, đang ngủ. Khi Dartrix tỏ ra thích thú, hai anh chàng bắt đầu một trận chiến, trong đó Satoshi đã cố gắng sử dụng Z-hệ Thường. Tuy nhiên, những ngón tay của anh bị trượt và Mokuroh bị đánh bại. Hau đã cổ vũ cho trận chiến vui vẻ này và quyết định tiếp nhận Satoshi vào ngày hôm sau, vì anh có việc phải làm với cha mình. Vào ngày hôm đó, Satoshi đến với Mokuroh muộn và xin lỗi, vì anh ta đang tập luyện. Lần này, Mokuroh đã sử dụng Seed Bomb để tấn công Dartrix, người đã tìm hiểu về chiến lược này và hạ gục Everstone mà nó tung ra. Tuy nhiên, Satoshi đã cố gắng và thành công khi Mokuroh sử dụng Bloom Doom để đánh bại Dartrix. Hau quỳ xuống, nhưng chúc mừng Satoshi vì đã chiến thắng trận chiến. Satoshi khuyến khích Hau, người muốn tiếp tục Thử thách Đảo của mình và có Tuyệt Kỹ Z sẵn sàng hành quyết chống lại Ash vào lần tới khi họ gặp nhau, như hai cách chia tay. Trong giải Liên Minh Alola, cậu dừng lại ở Top 8 sau khi đã để thua Satoshi ở trận thi đấu thứ 2 của lượt trận vòng 2 của Giải Liên Minh dù cậu có nhiều lợi thế hơn. Satoshi sau đó đã vô địch Liên Minh Alola.

### Đối thủ của Haruka
Shu (シュウ Shū, Tên theo Bản Tiếng Anh: Drew)
Lồng Tiếng Nhật: Mitsuki Saiga
Lồng Tiếng Anh:
Oliver Wyman (4Kids Entertainment)
Bill Rogers (TPCI)
Shu là một Điều phối viên Pokémon có kinh nghiệm, một cậu bé tự tin, quan trọng, nhưng nổi tiếng. Cậu là đối thủ đầu tiên và nổi bật nhất của Haruka. Bởi vì anh ta nhìn thấy những điểm tương đồng giữa Điều phối viên mới Haruka và bản thân anh ta khi anh ta mới bắt đầu, anh ta chế nhạo cô ta vì sự thiếu kinh nghiệm của cô ta. Mặc dù ý kiến và thái độ của anh ta có thể khiến Haruka tức giận, anh ta vẫn giúp đỡ bất cứ khi nào cô cần. Kỹ năng của Shu là nguồn cảm hứng tiếp tục cho Haruka để cải thiện bản thân với tư cách là Điều phối viên. Mặc dù có thái độ ban đầu không tốt với May, anh dần trở thành một người bạn đối với cô sau Giải Liên Minh Hoenn đến mức cả hai bắt đầu nảy sinh tình cảm với nhau. Cuối cùng, Haruka cũng đánh bại Shu tại Đại Hội Grand, giành cho cô một vị trí tại tốp 4. Vào cuối mùa 9, anh hướng tới Johto để cạnh tranh trong nhiều cuộc thi hơn cùng với Harley và Haruka.
Harley (ハーリー Hārī)
Lồng Tiếng Nhật: Jun'ichi Kanemaru
Lồng Tiếng Anh: Andrew Rannells (4Kids Entertainment), Bill Timoney (TPCI)
Kiêu ngạo, lòe loẹt và kiêu hãnh, Harley là Điều phối viên Pokémon và là đối thủ của Haruka. Trong cuộc gặp gỡ đầu tiên của họ, Harley coi những bình luận vô tình của Haruka là sự xúc phạm đến khả năng của anh ta và anh ta không thích cô ngay lập tức. Kể từ đó, Harley tận dụng mọi cơ hội để phá hoại May trước các cuộc thi của cô, thậm chí thỉnh thoảng hợp tác với Đội Hỏa Tiễn và thường xuyên lợi dụng bản chất tha thứ của cô để lừa cô tin rằng anh đã thay đổi cách thức của mình. Anh ta thường xuyên được nhìn thấy mặc trang phục Cacturne. Anh đi đến Johto cùng với Shu và Haruka vào cuối mùa 9.
Saori (サオリ Saori, Tên theo bản Tiếng Anh: Solidad)
Lồng tiếng Nhật: Rie Tanaka
Lồng tiếng Anh: Sarah Natochenny
Saori xuất hiện lần đầu tiên trong tập "Bắt đầu! Pokémon Contest Đại hội Grand!!", Nơi được tiết lộ rằng cô đã đánh bại Shu trong Cuộc thi Pokémon đầu tiên của anh ta, khiến anh ta khóc. Kể từ đó họ dường như đã trở thành bạn bè. Họ gặp nhau thường xuyên trong các Cuộc thi và họ cũng giữ liên lạc. Cô cũng nhận thấy rằng Shu trở nên cạnh tranh hơn, và cô nghĩ Haruka là lý do cho việc này. Trong tập "Haruka đấu với Shu! Trận đấu cuối cùng!!", Cô đấu với Haruka ở vòng bán kết của Giải Liên Minh Kanto. Cô ấy có thể chống lại các cuộc tấn công của Haruka như trước đây cô ấy đã quan sát phong cách chiến đấu của mình. Cô quản lý để giành chiến thắng trong trận chiến với May, và sau đó cô chiến thắng ở giai đoạn cuối cùng, trao cho cô danh hiệu Điều phối viên hàng đầu. Tương tự như Shu, May cũng khóc sau khi bị Saori đánh bại. Cô đi du lịch ở Johto và trong tập "Mọi người là đối thủ! Cup Mikuri!!" và tập "Trận đấu quyết định! Hikari đấu với Haruka!!", cô xuất hiện cùng với Harley và Shu, xem May biểu diễn trực tiếp trên TV tại Wallace Cup.

### Đối thủ của Hikari
Nozomi (ノゾミ Nozomi, Tên theo bản Tiếng Anh: Zoey)
Lồng Tiếng Nhật: Risa Hayamizu
Lồng Tiếng Anh: Emlyn Morinelli McFarland
Nozomi là một điều phối viên Pokémon có kinh nghiệm từ Thành phố Kissaki và là đối thủ chính của Hikari. Không giống như hầu hết các đối thủ, cô thường đưa ra lời khuyên hữu ích, và giúp đỡ trong những tình huống nhất định thay vì chiến đấu và chế giễu Shu mọi lúc. Nozomi ban đầu rất khinh thường những người tham gia cả hai trận chiến trong nhà thi đấu và các cuộc thi vì cô tin rằng các huấn luyện viên chia rẽ nỗ lực của họ không hết lòng cạnh tranh trong cả hai môn. Tuy nhiên, cô thay đổi quan điểm của mình khi cô gặp các giảng viên có khả năng quản lý thành công cả hai trong khi tôn trọng công việc khó khăn cần thiết. Nozomi lần đầu tiên xuất hiện trong tập phim "Gắn kết một cuộc tấn công điều phối viên". Trong tập 645- "Trận đối kháng quyết định! Hikari VS Nozomi", cô đánh bại Hikari trong giai đoạn cuối cùng của Đại Hội Grand và vô địch.
Kengo (ケンゴ Kengo, Tên theo bản Tiếng Anh: Kenny)
Lòng Tiếng Nhật: Yūko Mita
Lồng Tiếng Anh: Rhonda Krempa (Mùa 10-12), Erica Schroeder (Mùa 13)
Kengo là một trong những người bạn thời thơ ấu của Hikari và là điều phối viên đối thủ. Anh thường gọi cô bằng biệt danh "Dee Dee" và là bạn thân với Jun. Kenny xuất hiện lần đầu trong tập 494- "Pokemon Contest! Đại hội Souno!" và tập 495- "Trận quyết đấu! Pochama đối đầu Pottaishi!!", nơi anh và Hikari tham gia Cuộc thi Pokémon Floaroma. Cuối cùng, anh ta có thể đủ điều kiện tham gia Đại Hội Grand Vùng Sinnoh, nhưng bỏ lỡ phần 32 trong Đại hội Grand, khiến anh ta rời khỏi hồ Valor để cải thiện việc đào tạo. Kengo được tiết lộ có những cảm xúc lãng mạn đối với Hikari và cuối cùng thách thức Satoshi tham gia một trận chiến với kết quả xác định Hikari sẽ đi cùng ai. Mặc dù anh ta thắng trận chiến, Shu để lại cho anh ta một ghi chú nói rằng cô ta muốn ở lại với Satoshi.
Ursula (ウララ Urara)
Lồng Tiếng Nhật: Ayako Kawasumi
Lồng Tiếng Anh: Melisa Schroenburg 
Một trong những đối thủ của Hikari, Ursula là Điều phối viên từ vùng Sinnoh, người tham gia Cuộc thi Chocovine cùng lúc với Hikari. Họ gặp nhau ngay bên ngoài Phòng thi khi Gabite của cô chạm trán với Pachirisu của Hikari. Thái độ của cô ấy đối với Hikari cũng giống như thái độ của Harley đối với Haruka. Trong Đại Hội Grand Vùng Sinnoh, cô thua Hikari và bị loại khỏi cuộc thi, không thể lọt vào Top 16.

### Đối thủ của Dento
Cabernet (カベルネ Kaberune, Tên theo bản Tiếng Anh: Burgundy)
Lồng Tiếng Nhật: Ikumi Hayama
Lồng Tiếng Anh: Suzy Myers
Lồng Tiếng Việt: Phan Thị Kim Phước
Cabernet là một nữ nhà đánh giá Pokémon, người đã thách đấu Dento và thua cuộc, và Cilan nói rằng Mijumaru của cô không tương thích với cô. Tuy nhiên, Cilan không nhớ điều này, nhưng anh nhớ cuộc chiến trong phòng tập của họ). Khi Satoshi, Iris và Dento gặp lại cô một lần nữa, sau khi cô nói rằng không có Pokémon nào của Satoshi tốt cho anh ta, cô tiết lộ rằng cô đã thách đấu Nhà Thi đấu Striaton và nhận Huy hiệu 3 anh em, nhưng vẫn cảm thấy cần phải chiến đấu với Dento. Dento đánh bại cô một lần nữa, nhưng cô thốt lên rằng cô sẽ chiến đấu với anh một ngày nào đó và chiến thắng. Sau đó, cô tham gia vào các trận đấu ở Giải đấu Don ở Thị trấn Raimon, Donamite ở thị trấn Toaru, Giải đấu Pokemon trẻ Thế giới ở Thi trấn Kagome và Giải Liên Minh Isshu, nhưng thua ở vòng một trong tất cả các giải trên.

### Đối thủ của Iris
Langley (ラングレー Rangurē, Tên theo Bản Tiếng Anh: Georgia)
Lồng Tiếng Nhật: Misato Fukuen
Lồng Tiếng Anh: Brittney Lee Hamilton
Lồng Tiếng Việt: Lưu Ái Phương
Langley là một nữ huấn luyện viên tự gọi mình là Dragon Buster, một người chuyên đánh bại Pokémon Hệ rồng. Bực mình, Iris thách thức cô, và cuộc chiến giữa Tunbear của Georgia với Doryuzu của Iris đã diễn ra, dù Doryuzu thua nhưng cho phép Iris làm cho Doryuzu cảm thấy tốt hơn về trận thua trước Drayden vài năm trước. Langley quan hệ với Iris trong trận chiến thứ hai, khi Excadrill học Focus Blast và có được niềm tin vào Iris. Langley tham gia vào các trận đấu Giải đấu Don ở Thị trấn Raimon, Donamite ở thị trấn Toaru, Giải đấu Pokemon trẻ Thế giới ở Thi trấn Kagome với Satoshi, Iris và Dento.

### Đối thủ của Serena
Sana (サナ Sana, Tên theo Bản Tiếng Anh: Shauna)
Lồng Tiếng Nhật: Yurie Kobori
Lồng Tiếng Anh: Jo Armeniox
Sana là một người tràn đầy năng lượng và yêu thích làm video Pokévision với Pokémon của mình. Cô và những người bạn của mình đã trở thành người hâm mộ của Serena sau khi xem video Pokévision mà cô thực hiện. Cô mơ ước trở thành một Người biểu diễn Pokémon nổi tiếng và cuối cùng là Nữ hoàng Kalos.
Mirufi (ミルフィ Millefeui, Tên theo Bản Tiếng Anh: Miette)
Lồng Tiếng Nhật: Saori Hayashi (Mùa 17) và Kei Shindō (Mùa 18–19)
Lồng Tiếng Anh: Maggie McDowell
Millefeui là đối thủ của Serena. Cô gặp Satoshi và những người bạn của anh ta khi Peroream của cô ta ăn một trong những Bánh PokePuff của Serena. Khi cô tiết lộ họ không tốt lắm, cô và Serena sớm bắt đầu một cuộc ganh đua với nhau. Để chứng minh ai là người làm bánh giỏi hơn, cô và Serena tham gia một cuộc thi làm bánh và mặc dù họ lọt vào vòng chung kết, cả hai đều không giành chiến thắng. Cô và Serena cuối cùng đã giải quyết tranh chấp của họ và có một cuộc cạnh tranh thân thiện hơn. Trong thời gian ở cùng nhóm, Millefeui sớm nhận ra tình cảm thực sự của Serena dành cho Satoshi và cảnh báo cô rằng nếu cô không thổ lộ tình cảm của mình, cô sẽ thừa nhận tình cảm của chính mình và "tự mình lấy" Satoshi. Miette sớm gặp lại Serena và nhóm một lần nữa khi cô quyết định trở thành Người biểu diễn Pokémon và được tiết lộ sẽ tham gia cùng Buổi trình diễn Showcase với Serena. Miette thể hiện một màn trình diễn rực rỡ, nhưng Serena đã chiến thắng và kiếm được Chìa khóa Công Chúa (Princess Key) đầu tiên của mình. Millefeui sau đó sẽ tham gia vào Cấp Bậc Thầy biểu diễn Pokémon (Showcase Master Class), nhưng bị Serena đánh bại một lần nữa. Millefeui có mặt cùng với Shauna và Nini, xem màn trình diễn cuối cùng giữa Serena và Aria. Sau khi Cấp Bậc Thầy biểu diễn Pokémon kết thúc, Millefeui tập hợp bên ngoài với Shauna, Nene và Serena. Millefeui trêu chọc Serena về Satoshi một lần nữa, khiến cô đỏ mặt và hét tên cô với giọng cao vút. Miette hứa rằng cô sẽ huấn luyện nhiều hơn cho các Showcase và khởi hành cùng Sana và Nene.
Nene (ネネ Nene, Tên theo bản Tiếng Anh: Nini)
Lồng Tiếng Nhật: Motoko Kumai
Lồng Tiếng Anh: Jenny Emm
Nini là một người lịch sự và là một Người biểu diễn tự tin, hướng đến đỉnh cao. Cô cũng rất vui khi gặp những đối thủ mới như Serena hay Shauna. Lần đầu tiên Ash và những người bạn của mình gặp cô ấy, trong khi Yancham và Harimaron của Clemont, Serena tranh cãi về một Poké Puff, họ đã vô tình đụng phải một Farfetch'd. Serena và Nini cho nhau xem những màn trình diễn mà họ dự định trình diễn tại Showcase và trở thành đối thủ của Serena. Rất lâu sau, Nini đến Thành phố Anistar, nơi cô thua Serena trong vòng đầu tiên của Buổi biểu diễn. Đến Thị Trấn Couriway, cả Nini và Serena đều không giành được Princess Key từ Showcase Thị trấn Couriway (Lúc đó người chiến thắng Musavie thực chất là Musashi của nhóm Rocket). Họ hứa với nhau sẽ luyện tập nhiều hơn để giành được Chìa khóa cuối cùng. Nini sau đó tham gia vào Showcase Master Class, nhưng thua Musashi ở vòng đầu tiên. Sau khi đến phòng chờ, Nini lấy được can đảm và chúc Serena may mắn giành được danh hiệu Nữ hoàng Kalos. Nini có mặt cùng với Miette và Shauna, xem màn trình diễn cuối cùng giữa Serena và Aria. Sau khi Cấp bậc thầy kết thúc, Miette tập hợp bên ngoài với Shauna, Nini và Serena. Nini hứa rằng cô sẽ đào tạo nhiều hơn cho các Showcase và khởi hành.

### Đối thủ của Mamane
Hayate (ハヤテ Hayate, Tên theo bản Tiếng Anh: Horacio)
Lồng tiếng Nhật: Nozomu Sasaki
Lồng tiếng Anh: Sam Black
Hayate là người kiêu ngạo và hạ mình, tin rằng thiết bị đẳng cấp hàng đầu của Dendimushi và bản chất tăng tốc sẽ cho phép anh ta chiến thắng cuộc đua một cách dễ dàng. Anh ta cũng là một môn thể thao tồi, chế giễu Mamame và Dendimushi sau này. Anh ta cũng không quan tâm đến sức khỏe của Pokémon của mình, bằng cách không cho phép Dendimushi của mình nghỉ ngơi trong các điểm dừng, khiến Dendimushi quá kiệt sức để tiếp tục và cho phép Mamame và Dendimushi của mình vượt lên trước chúng. Điều này đã được nhìn thấy một lần nữa trong Nghiên cứu tiến hóa!, Khi anh đến một cây cầu có Đá Bug ở phía bên kia. Anh bất chấp lời cảnh báo của Mamane về cây cầu không ổn định và tiếp tục, dẫn đến sự cố sập cầu, và anh phải được cứu bởi Kuwagannon mới tiến hóa của Mamame.

## Các Giáo sư
Giáo sư Okido (オーキド博士 Ōkido-hakase, Tên theo Bản Tiếng Anh: Giáo sư Samuel Oak)
Lồng tiếng bởi: Unshō Ishizuka (Tiếng Nhật, đến tập 43 phần Sun & Moon), Kenyu Horiuchi (Tiếng Nhật, đến tập 93 phần Sun & Moon), Keiko Toda (Khi còn trẻ, Tiếng Nhật), Stuart Zagnit (4Kids, Tiếng Anh), Carter Cathcart (TPCi, Tiếng Anh), Tara Sands (Khi còn trẻ, Tiếng Anh) và Mick Wingert, Tạ Bá Nghị (Tập 1 đến tập 108 phần Black & White), Nguyễn Anh Tuấn (Tập 109 đến 142 phần Black & White, tập 140 đến nay), Trần Vũ (tập 3 phần XY) và một người không rõ tên lồng tiếng cho nhân vật này ở Mùa 1 của phim (Tiếng Việt)
Giáo sư Okido là một nhà nghiên cứu Pokémon và là ông nội của Shigeru Okido. Ông đã từng là một Nhà Huấn luyện viên Pokémon và thường được coi là tốt nhất trong lĩnh vực của mình. Như vậy, vai trò của ông trong các trò chơi và phim hoạt hình Pokémon là một người cố vấn cho các Nhà Huấn luyện Pokémon trẻ tuổi, một nguồn thông tin và một người tham gia cốt truyện không thường xuyên. Trong số những thứ khác, ông có công trong việc phát minh ra Pokédex. Ông cũng đưa ra một Fushigidane, Hitokage hoặc Zenigame để dành cho các nhà huấn luyện viên (tùy thuộc vào Pokémon mà người huấn luyện chọn) bắt đầu cuộc phiêu lưu của họ ở Vùng Kanto. Mặc dù ông là một chuyên gia về tất cả các vấn đề liên quan đến Pokémon, Giáo sư Okido chuyên về nghiên cứu khoa học hành vi của Pokémon.
Tên đầu tiên của Oak được tiết lộ là Samuel trong "The Power of One", Tính năng chính của Pokémon: The Movie 2000. Ngoài ra, rõ ràng là sau Pokémon 3: The Movie thì Ông biết Hanako từ khi cô còn nhỏ. Trong Pokémon 4Ever, Satoshi gặp một cậu bé tên Samuel, người được Celebi du hành thời gian đưa đến tương lai. Cuối phim, Sam trở lại thời gian của mình, với sự buồn bã khi rời khỏi người bạn thân mới. Sau đó được tiết lộ rằng cậu bé, Satoshi, Kasumi và Takeshi kết bạn với nhau đã trở thành Giáo sư Oak, nghĩa là Giáo sư Okido là bạn thân với Satoshi khi anh còn là một cậu bé. Ông cũng tạo ra những bài thơ xoay quanh Pokémon và được gọi là giáo sư gieo vần của Hikari. Ông được đặt tên theo cây sồi trong phiên bản tiếng Anh của trò chơi, trong khi anh ta được đặt tên theo cây lan trong phiên bản tiếng Nhật gốc.
Giáo sư Uchikido (ウチキド博士 Uchikido-hakase, Tên theo bản Tiếng Anh: Giáo sư Ivy)
Lồng tiếng bởi: Keiko Han (Tiếng Nhật), Kayzie Rogers (Tiếng Anh)
Giáo sư Uchikido là giáo sư Pokémon thường trú của vùng Orange Islands, phía nam của khu vực Kanto. Giáo sư Ivy được giới thiệu lần đầu tiên trong phần hai của anime hoạt hình Pokémon. Satoshi và những người bạn của mình, Kasumi và Takeshi lên đường đến đảo Valencia và gặp Giáo sư. Pokéball bất thường mà giáo sư Ivy phát hiện ra được mệnh danh là Quả bóng GS. Nó phục vụ như một thiết bị cốt truyện dẫn Satoshi đến vùng Johto. Trong mùa thứ hai, Takeshi quyết định ở lại với Ivy để nghiên cứu về nhân giống Pokémon, nhưng sau đó trở về nhóm của Satoshi. Kasumi ngụ ý rằng Takeshi rời Ivy vì anh ta đã bị "bỏ rơi". Cô cũng xuất hiện trong bộ phim hoạt hình Pokémon: The Movie 2000. Tên tiếng Anh của cô là một tham chiếu đến cây thường xuân. Tên đầu tiên của cô là Felina.
Giáo sư Utsugi (ウツギ博士 Utsugi-hakase, Tên theo bản Tiếng Anh: Giáo sư Elm)
Lồng tiếng bởi: Kazuhiko Inoue (Tiếng Nhật), Paul Frank (Tiếng Anh)
Giáo sư Utsugi chịu trách nhiệm cho những người huấn luyện mới làm quen với Pokémon đầu tiên của họ Chikorita, Hinoarashi, hoặc Waninoko trong Các trò chơi video Pokémon Gold, Silver và Crystal. Anh ta là học sinh của giáo sư Okido và chuyển đến Thị trấn Wakaba ở vùng Johto, nơi anh ta tiến hành nghiên cứu về nhân giống Pokémon. Tên tiếng Anh của anh ta đề cập đến cây cây du, trong khi tên tiếng Nhật của anh ta đề cập đến Deutzia. Giáo sư Utsugi ăn mặc khá giản dị, với một chiếc áo sơ mi có sọc trên đó được che phủ một chút bởi áo khoác phòng thí nghiệm của ông. Anh ta mặc quần kaki và đôi khi mang dép đi trong đêm hoặc giày da đanh.
Ông được mô tả theo khuôn mẫu là một giáo sư có xu hướng đãng trí, do sự đắm chìm trong công việc của mình. Sự quên lãng của anh được thể hiện trong một tập phim hoạt hình Pokémon nơi Đội Hỏa Tiễn đến thăm phòng thí nghiệm của anh, và giáo sư vô tư cho rằng họ là Y tá Joy từ Trung tâm Pokémon mà không cần nhìn lên, và bảo họ hãy lấy Pokémon mà họ làm. Khi Joy thực sự đến, Giáo sư Utsugi phát hiện ra rằng một trong những Pokémon của mình, Waninoko, đã bị đánh cắp. Với sự giúp đỡ của sĩ quan Junsa và Sở cảnh sát địa phương, Pokémon đã được lấy lại từ tay Đội Hỏa Tiễn. Giáo sư Utsugi cũng được mô tả là học sinh hàng đầu của Giáo sư Okido, và dường như có mong muốn vượt qua thành tích của Giáo sư Okido. Anh ta có một chiếc Corsola.
Giáo sư Odamaki (オダマキ博士 Odamaki-hakase, Tên theo Bản Tiếng Anh: Giáo sư Birch)
Lồng Tiếng bởi: Fumihiko Tachiki (Tiếng Nhật), Dan Green (Tiếng Anh)
Giáo sư Odamaki được coi là "Giáo sư Pokémon" ở vùng Hoenn. Không giống như các nhà khoa học Pokémon khác, anh ta được biết đến với công việc tại hiện trường, thay vì nói theo cách riêng của mình, vẫn "ở trong phòng thí nghiệm cả ngày". Anh là một chuyên gia trong lĩnh vực nghiên cứu thói quen Pokémon. Anh ta cũng chịu trách nhiệm đưa cho các Nhà Huấn luyện Pokémon mới một trong ba Pokémon khi bắt đầu vùng Hoenn: Kimori, Achamo hoặc Mizugorou. Những Pokémon này được tìm thấy trong các trò chơi Pokémon Ruby, Sapphire và Emerald. Tên tiếng Anh của anh ta đề cập đến cây bạch dương, trong khi tên tiếng Nhật của anh ta đề cập đến hoa Columbus.
Trong anime, Giáo sư Odamaki xuất hiện khi bắt đầu vùng Hoenn. Khi Satoshi đến vùng Hoenn, Pikachu của anh bị bệnh do tiếp xúc quá nhiều với từ tính và cần được điều trị ngay lập tức. Bản thân Giáo sư Odamaki đưa Satoshi và Pikachu trở lại phòng thí nghiệm của mình. Giáo sư Odamaki tặng Haruka cho Pokémon đầu tiên của cô, Achamo, Pokédex và một số Bóng Poké. Sau đó anh xuất hiện khi Satoshi, Haruka, Takeshi và Masato trở lại Thị trấn Mishiro để giúp cứu Pokémon khỏi Đội Hỏa Tiễn, và cũng giúp giải quyết bí ẩn về sự tiến hóa của Pearlulu.
Giáo sư Nanakamado (ナナカマド博士 Nanakamado-hakase, Tên theo bản Tiếng Anh: Giáo sư Rowan)
Lồng Tiếng bởi: Iemasa Kayumi (Tiếng Nhật), Sean Reyes (Tiếng Anh)
Giáo sư Nanakamado là người có thẩm quyền đối với Pokémon ở vùng Sinnoh, bối cảnh của trò chơi điện tử Pokémon Diamond và Pearl và Pokémon Platinum. Tên của giáo sư Rowan bắt nguồn từ cây thanh lương trà, tiếp tục xu hướng tên của các giáo sư Pokémon bắt nguồn từ tên của cây, trong khi tên tiếng Nhật của ông đề cập đến Sorbus commixta, cây Rowan Nhật Bản.
Phòng thí nghiệm của Giáo sư Nanakamado nằm ở Thị Trấn Masago, khiến ông trở thành giáo sư đầu tiên trong sê-ri Pokémon không sống trong thị trấn của nhân vật chính. Anh ấy chuyên nghiên cứu về sự tiến hóa của Pokémon và được coi là nhà nghiên cứu cao cấp của Giáo sư Okido, người mà anh ấy là bạn cũ. Anh ta cho người chơi một Pokédex, và cho phép anh ta hoặc cô ta và đối thủ chọn một trong ba Pokémon khi bắt đầu vùng Sinnoh là Naetle, Hikozaru và Pochama. Sau khi họ bị Starly tấn công trong khi tìm kiếm một Pokémon hiếm, nhìn thấy một con Gyarados đỏ trên TV xuất hiện tại Lake Verity (một tài liệu tham khảo về Pokémon Gold và Silver).
Giáo sư Nanakamado xuất hiện trong tập đầu tiên của Pokémon: Diamond and Pearl, "Khởi đầu! Từ Futaba đến Masago!", Anh gặp Hikari và sau đó đưa Piplup cho cô. Anh ta điều hành một Học viện mùa hè Pokémon; anh ta có vẻ nghiêm túc về bản chất như thể hiện bằng việc anh ta chia tay Ash và Angie và làm họ ngạc nhiên khi họ đến Học viện Mùa hè muộn.
Giáo sư Araragi (アララギ博士 Araragi-hakase, Tên theo bản Tiếng Anh: Giáo sư Aurea Juniper)
Lồng Tiếng Bởi: Naomi Shindō (Tiếng Nhật), Khristine Hvam (Tiếng Anh), Quỳnh Giao (Tập 1 đến Tập 105 phần Black & White) và Cao Thụy Thanh Hồng (Tập 106 về sau phần Black & White) (Tiếng Việt)
Giáo sư Araragi là người có thẩm quyền đối với Pokémon trong Vùng Isshu, bối cảnh của các trò chơi video Pokémon, Pokémon Black và White. Tên Giáo sư Araragi bắt nguồn từ cây bách xù, tiếp tục xu hướng tên của các giáo sư Pokémon bắt nguồn từ tên của cây, trong khi tên tiếng Nhật của cô bắt nguồn từ tên của Yew Nhật Bản.
Phòng thí nghiệm của Giáo sư Araragi nằm ở Thị trấn Kanoko. Trong anime, cô là bạn của giáo sư Okido. Như một món quà, cô tặng cho người chơi và các đối thủ của người chơi như Cheren và Bianca, Pokémon khi khởi đầu ở Vùng Unova: Tsutarja, Pokabu và Mijumaru.
Giáo sư Araragi xuất hiện trong tập đầu tiên của Pokémon: Black & White có tựa đề "Đến vùng Isshu! Cái bóng của Zekrom". Cô gặp Trip và sau đó đưa cho cậu Tsutaria và khi cô nàng Mijumaru chạy đi và đi theo Satoshi, và cô cho phép Satoshi giữ Pokémon này.
Giáo sư Platane (プラターヌ博士 Platane-hakase, Tên khác (trên YouTube POPS Kids): Giáo sư Puratanu. Tên theo bản Tiếng Anh: Giáo sư Augustine Sycamore)
Lồng Tiếng bởi: Hiroshi Tsuchida (Tiếng Nhật), Jake Paque (Tiếng Anh), Lê Nguyễn Tuấn Anh (Tập 2 đến tập 93 phần XY) và Nguyễn Quang Tuyên (Tập 93 về sau phần XY) (Tiếng Việt)
Giáo sư Platane, đôi khi còn gọi là Giáo sư Puratanu là người có thẩm quyền đối với Pokémon ở vùng Kalos, bối cảnh của các trò chơi video Pokémon, Pokémon X và Y. Tên của giáo sư Sycamore bắt nguồn từ cây sycamore, tiếp tục xu hướng tên của các giáo sư Pokémon bắt nguồn từ tên của cây, trong khi tên tiếng Nhật của ông bắt nguồn từ tiếng Pháp cho Máy bay.
Phòng thí nghiệm của Giáo sư Platane được đặt tại Thành phố Miare. Ông là Giáo sư đầu tiên trong các trò chơi video mà người chơi có thể chiến đấu. Để Nhà Huấn luyện Pokémon bắt đầu trên hành trình của mình ở Vùng Kalos, anh ta sẽ cho họ lựa chọn Pokémon khởi đầu của mình ở Kalos: Harimaron, Fokko, Keromatsu. Anh ta cũng được chứng minh là có mối liên hệ với Alan.
Giáo sư Kukui (ククイ博士 Kukui-hakase)
Lồng Tiếng Bởi: Keiichi Nakagawa (Tiếng Nhật), Abe Goldfarb (Tiếng Anh), Hồ Tiến Đạt (Tiếng Việt)
Giáo sư Kukui xuất hiện ở vùng Alola, thuộc phần phim Pokémon Sun and Moon. Tên của anh xuất phát từ cây kẹo (thường được gọi là kukui), một loại cây truyền thống bản địa của Hawaii. Kukui kết hôn với giáo sư Burnet, người nghiên cứu mối quan hệ giữa Pokémon và các chiều không gian khác. Cô làm việc tại Phòng thí nghiệm nghiên cứu thứ nguyên ở thành phố Kantai, nơi người chơi được mời đến từ Kukui trong Pokémon Sun and Moon. Đây là lần đầu tiên một giáo sư trong loạt Pokémon được tiết lộ có mối quan hệ lãng mạn với một nhân vật được đặt tên. Phòng thí nghiệm của Kukui nằm trên Đường số 1, lần đầu tiên phòng thí nghiệm của giáo sư không ở trong thị trấn hay thành phố. Ông cũng dạy các học sinh tại một ngôi trường mà Satoshi hiện đang theo học với Lillie, Kaki, Mao, Suiren và Mamane. Kukui cho Satoshi một Rotom làm PokéDex hoạt động. Trong trận chiến chống lại Akuziking, Satoshi và Giáo sư Kukui đã kết hợp Tuyệt kỹ Z với nhau để đánh bại và đưa Akuziking về, cũng ngay trong trận chiến đó Giáo sư đã tiết lộ mình là Mặt nạ Hoàng Gia. Và sẽ đấu với Satoshi. Trong các trò chơi, anh ta cung cấp cho người chơi Mokuroh, Litten hoặc Popplio. Kukui cũng thường xuyên lui tới Battle Royal Dome dưới bí danh "Mặt nạ Hoàng Gia". Khi kết thúc Pokémon Sun and Moon, người chơi có thể chiến đấu với anh ta với tư cách là Quán quân của Alolan Elite Four.
Giáo sư Burnet (バーネット博士 Baanetto-hakase)
Lồng Tiếng bởi: Sachi Kokuryū (Tiếng Nhật), Melissa Hope (Tiếng Anh)
Giáo sư Burnet là Người phụ nữ của năm ở Alola. Nghiên cứu của cô chuyên về mối quan hệ giữa Pokémon và các chiều không gian khác. Giành được giải thưởng Alola Lady of the Year (và được ghi nhận là nhà nghiên cứu tích cực đầu tiên giành chiến thắng). Cô sau đó được nhìn thấy đang điều tra Bàn thờ của Sunne cùng với Lusamine, Wicke và Faba, do Ultra Aura bị phát hiện từ vị trí đó. Sau khi trở về tay không với Thiên đường Aether, Ultra Aura được phát hiện trên đảo Melemele, nguồn tin là Nebby. Kết quả là, Burnet và những người khác đi đến nhà của Giáo sư Kukui. Ở đó, cô được giới thiệu với Satoshi, và cô kể cho anh nghe về truyền thuyết về Siêu thú và khả năng Nebby là một.
Giáo sư Sakuragi ( Sakuragi-hakase, Tên theo bản Tiếng Anh: Giáo sư Cerise)
Lồng Tiếng bởi: Yūichi Nakamura (Tiếng Nhật), Ray Chase (Tiếng Anh)

## Các Nhân vật phản diện

### Các nhóm Nhân vật phản diện

#### Đội Hỏa Tiễn
Team Rocket (ロケット団 Roketto-dan), hay còn được biết đến với tên gọi là Băng Hoả Tiễn hoặc Nhóm Rocket, là tổ chức tội phạm ở khu vực Quần đảo Kanto, Johto và Sevii. Mục tiêu của họ là khai thác Pokémon để thống trị thế giới.
Ngài Sakaki (サカキ Sakaki, Tên theo bản Tiếng Anh: Giovanni)
Lồng Tiếng bởi: Hirotaka Suzuoki (Mùa 1-8), Kenta Miyake (Mùa 9 về sau, Tiếng Nhật), Ted Lewis (Mùa 1-8, Mùa 11 về sau), Craig Blair (Mùa 9 và 10, Tiếng Anh), Trần Vũ (Tiếng Việt)
Ngài Sakaki là ông trùm của đội Hỏa Tiễn ông đã được thừa hưởng vị trí của mình từ mẹ của mình và thủ lĩnh nhà thi đấu ở thành phố Tokiwa (Còn gọi là Thành phố Viridian). Ông liên tục thất vọng vì những thất bại của các thành viên của mình là Musashi và Kojiro. Bên cạnh các hoạt động của Đội Hỏa Tiễn, anh cũng tài trợ cho việc tạo ra Mewtwo trong Mewtwo Strikes Back. Cuối cùng Mewtwo đã trốn thoát khỏi anh ta và anh ta đã cố gắng chiếm lại Pokémon trong Mewtwo Returns, kết quả là Mewtwo xóa tất cả ký ức về bản thân khỏi tâm trí của Jacann. Sakaki đóng vai trò gần như tương tự trong các trò chơi video Pokémon Red, Blue, Yellow, FireRed và LeafGreen. Anh cũng xuất hiện trong manga Pokémon Adventures. Giống như trong anime, anh ấy tổ chức sáng tạo của Mewtwo. Trong các chương FireRed và LeafGreen, anh ta sử dụng Red, Blue và Green để bắt Deoxys và sử dụng nó để tìm con trai Silver của mình. Anh cũng xuất hiện trong Pokémon Live! nhạc kịch sân khấu nơi anh được chơi bởi Darren Dunstan. Người ta nói rằng anh và Hanako có thể có mối quan hệ tình cảm khi còn là thanh thiếu niên (ngụ ý rằng Sakaki có thể là cha ruột của Ash), và cô không bao giờ nói với Satoshi vì cô sợ anh sẽ hiểu lầm. Tuy nhiên, âm nhạc không được coi là canon.
Musashi (ムサシ Musashi, Tên theo Bản Tiếng Anh: Jessie)
Lồng Tiếng bởi: Megumi Hayashibara (Tiếng Nhật), Rachael Lillis (4Kids), Michelle Knotz (TPCI) (Tiếng Anh), Trương Ngọc Châu (tập 1 đến tập 97 phần Black & White), Võ Huyền Chi (Tập 109 đến hết phần Black & White, từ tập 2 của mùa đầu tiên, nay là người lồng tiếng chính thức cho nhân vật này) và Nguyễn Thụy Thùy Tiên (Phim chủ đề thứ 10 đến 18)
Cùng Đội với Kojiro và đã vụng về trong ba mùa đầu tiên. Trong sê-ri "Best Wishes", cô được thăng chức và không còn phục vụ cho việc bắt Pokémon là chính (nghĩa là them gia các nhiệm vụ bí mật). Sau cuộc phiêu lưu của cô ở Vùng Isshu, cô đã trở lại với chính mình, hài hước. Muashi sở hữu một Sonans, người là nguồn gốc của một loạt tình tiết hài hước, nơi anh ta bật ra khỏi Poke Ball của mình vào những thời điểm kỳ lạ nhất.
Kojiro (コジロウ Kojirō, Tên theo bản Tiếng Anh: James)
Lồng Tiếng bởi: Shin-ichiro Miki (Tiếng Nhật), Eric Stuart (4Kids), Jimmy Zoppi (TPCI) (Tiếng Anh). Lê Trường Tân (Tập 1 đến 97 phần Black & White, phim điện ảnh thứ 22), Hồ Tiến Đạt, Thái Minh Vũ (Phim điện ảnh 10 - 18) (Tiếng Việt)
Cùng đội với Musashi và đã vụng về trong ba mùa đầu tiên. Trong sê-ri "Best Wishes", anh được thăng chức và không còn phục vụ cho việc bắt Pokémon là chính (nghĩa là them gia các nhiệm vụ bí mật). Sau cuộc phiêu lưu của anh ấy ở Vùng Isshu, anh ấy đã trở lại với chính mình, hài hước. Trước khi gia nhập Băng Hỏa Tiễn, Kojiro là thành viên của một gia đình quý tộc, giàu có. Một cuộc sống anh tuyệt vọng muốn thoát khỏi.
Nyasu (ニャース Nyarth, Tên theo bản Tiếng Anh: Meowth)
Lồng Tiếng bởi: Inuko Inuyama (Tiếng Nhật), Matthew Sussman, Maddie Blaustein (4Kids), Jimmy Zoppi (TPCI) (Tiếng Anh), Thái Minh Vũ (Tập 1 đến tập 97 phần Black & White), Nguyễn Anh Tuấn (Từ Tập 2 về sau của mùa 1, tập 109 đến hết phần Black & White, phim chủ đề thứ 19) và Nguyễn Kim Anh (Phim chủ đề 10 đến 18) (Tiếng Việt).
Nyasu phù hợp hoàn hảo với các đồng đội nhân sự của anh ta trong Đội Hỏa Tiễn khi anh ta có liên quan, kiêu hãnh, tham lam và tinh nghịch. Khả năng nói như một con người bình thường của anh ta chỉ khiến anh ta thẳng thắn như nhau. Anh ta đôi khi xem mình là ông chủ và là người lãnh đạo của bộ ba, lý do là, anh ta xây dựng tất cả các mâu thuẫn và nghĩ về tất cả các kế hoạch, mặc dù anh ta hiếm khi được thực hiện nghiêm túc. Tuy nhiên, đối với tất cả lỗi lầm của mình, anh ta trung thành với Musashi và Kojiro, và không bao giờ để một vài trận đánh nhau trở thành bạn của họ. Anh ấy nghĩ rất nhiều về ông chủ của họ, và trở thành "con mèo hàng đầu" của anh ấy. Nyasu rất tuyệt vời khi nói dối, vì anh ta thường lừa Satoshi và bạn bè để tin rằng anh ta đứng về phía họ. Pikachu là người duy nhất nghi ngờ lòng trung thành của Nyasu do nhớ vô số cú đúp của mình. Bất chấp sự cạnh tranh của họ, Nyasu được cho là những khoảnh khắc hòa đồng nhất với Pikachu, đặc biệt là khi họ thường bị buộc phải hợp tác thực sự. Trong một số trường hợp, anh ta than vãn rằng họ có thể dễ dàng làm bạn nếu không ở hai phía đối nghịch. Thông thường, anh ta thích tự coi mình là một nhân vật phản diện đáng sợ, đôi khi anh ta cũng thường tỏ ra khá nhạt nhẽo và thậm chí là triết học. Anh ta thường nhìn lên mặt trăng và than thở về những hướng đi trong cuộc sống. Trong số ba người, Nyasu có xu hướng là người đứng trên hầu hết các sự kiện hơn là niềm tin. Nyasu thường xuyên thể hiện mình là một con mèo khá ham mê: ở Kanto, trước khi gặp Musashi và Kojiro, anh đã yêu một Nyasu nữ tên là Meowzie, ở Hoenn, anh đã yêu Mayit Skitty ở Sinnoh, anh đã yêu một Glameow nữ. Trong Isshu, anh ta đã cạnh tranh với Oshawott (Mijumaru của Satoshi cho cả Purloin (Choroneko) và Meloetta nam mặc dù cô là mục tiêu chính cho kế hoạch đền thờ của Đội Hỏa Tiễn trong sê-ri Black and White cho đến trong tập Isshu Survival Crisis!. Ngoài ra, trong đoạn ngắn "Eevee và những người bạn", anh cũng thể hiện sự thu hút đối với Espeon (Eifie), Glaceon (Glacia) và Leafeon (Leafia) .Sự theo đuổi của anh ấy đối với Meowzie đặc biệt đã xua tan tham vọng học nói và hành động giống con người và cuối cùng là công việc của anh ấy trong Đội Hỏa Tiễn. Nyasu chiến đấu thưa thớt, anh giải thích việc học đi bộ và nói chuyện phải trả giá bằng khả năng chiến đấu của mình. Như vậy, hầu hết các trường hợp anh ta buộc phải chiến đấu tỏ ra đáng thương. Tuy nhiên, trong những dịp hiếm hoi, khi đam mê hoặc đủ đam mê, Nyasu có thể rất đáng gờm trong trận chiến. Anh ấy cũng đã chứng minh khá có khả năng là một người biểu diễn, giúp Musashi giành chiến thắng trong một số cuộc thi và giới thiệu. Thông thường hơn, Nyasu đóng vai trò là dịch giả cho Đội Hỏa Tiễn và đôi khi Satoshi và bạn bè của anh, dịch những gì các Pokémon khác đang nói. Nyasu ghen tị với Persian của Ngài Sakaki và có mong muốn thay thế nó với vai trò là "con mèo hàng đầu" của ông chủ. Trong "Nyasu tà ác là Nyasu hình thái Alola!?", Nyasu có một cuộc cạnh tranh cay đắng với một Nyasu hình thái Alola rất thông minh và xảo quyệt và cũng trung thành với Musashi và Kojiro. Khi nghe rằng Alolan Nyasu hiện đang làm việc với Đội Hỏa Tiễn sau đó thuộc sở hữu của thư ký Matori, anh ta đã thất vọng khi nghe ngôn ngữ của mình về lý do chính của nó để ở lại trụ sở của họ.
Kosaburo (コサブロウ Kosaburō, Tên theo bản Tiếng Anh: Butch)
Lồng Tiếng bởi: Takehito Koyasu (Tiếng Nhật), Eric Stuart (4Kids), Jimmy Zoppi (TPCI) (Tiếng Anh), Trần Vũ (Tiếng Việt)
Đối tác của Yamato và đối thủ của Kojiro, ban đầu thành công hơn anh ta. Anh ấy được chăm sóc bởi Ngài Sakaki. Vấn đề duy nhất với anh ta là không ai có thể gọi đúng tên của anh ta ngay lập tức, anh ta thường bị gọi là Bob, Bill, Hutch, v.v. (trong bản tiếng Anh), Kosanji,... (trong bản tiếng Nhật). Điều này làm anh ta tức giận.
Yamato (ヤマト Yamato, Tên theo bản Tiếng Anh: Cassidy)
Lồng tiếng bởi: Masako Katsuki (Tiếng Nhật), Megan Hollingshead, Andy Whaley (4Kids), Emlyn Morinelli McFarland (TPCI) (Tiếng Anh), Thùy Tiên (Tiếng Việt)
Đối tác của Butch và đối thủ của Musashi, thành công hơn cô ấy lúc đầu. Cô được chăm sóc bởi Ngài Sakaki.
Dr. Namba (Dr. Nanba)
Lồng tiếng bởi: Ichiro Nagai (Tiếng Nhật), Billy Beach (Tiếng Anh)

Giáo sư Shiranui (シラヌイ博士 Dr. Shiranui, Tên theo bản Tiếng Anh: Giáo sư Sebastian)
Lồng Tiếng bởi: Hidetoshi Nakamura (Tiếng Nhật), Eric Stuart (Tiếng Anh)
Một nhà khoa học và lãnh đạo các hoạt động ở vùng Johto của Đội Hỏa Tiễn, đích thân giám sát cả Tyson và bộ đôi Buson và Basho.
Zanner (ザンナー Zanner, Tên theo bản Tiếng Anh: Annie)
Lồng Tiếng bởi: Uno Kanda (Tiếng Nhật), Megan Hollingshead (Tiếng Anh)
Cùng đội và chị gái của Oakley và nhân vật phản diện phụ trong "Pokémon Heroes".
Lion (リオン Lion, Tên theo bản Tiếng Anh: Oakley)
Lồng tiếng bởi: Yumiko Shaku (Tiếng Nhật), Lisa Ortiz (Tiếng Anh)
Cùng đội và là em gái của Zanner và nhân vật phản diện chính trong "Pokémon Heroes".
Buson (ブソン Buson, Tên theo bản Tiếng Anh: Atilla)
Lồng Tiếng bởi: Nobuyuki Hiyama (Tiếng Nhật), Marc Thompson (Tiếng Anh)
Cùng đội với Basho và một trong những nhân vật phản diện chính trong "Truyền thuyết về sấm sét!". Anh ấy đóng vai trò là cơ bắp trong quan hệ đối tác của mình.
Basho (バショウ Bashō, Tên theo bản Tiếng Anh: Hun)
Lồng tiếng bởi: Toshiyuki Morikawa (Tiếng Nhật), Veronica Taylor (Tiếng Anh)
Cùng đội với Buson và một trong những nhân vật phản diện chính trong "Truyền thuyết về sấm sét!". Anh ấy đóng vai trò là bộ não trong quan hệ đối tác

#### Đội AquavàĐội Magma
Đội Aqua và Đội Magma (アクア団・マグマ団 Akua-dan Maguma-dan, Aqua Gang and Magma Gang)  là hai tổ chức tội phạm ở vùng Hoenn.

##### Đội Aqua
Team Aqua (アクア団 Akua-dan, Đội Thủy) là đối thủ của Team Magma. Họ chuyên về Pokémon loại nước và bóng tối. Mục tiêu của họ là nâng cao trình độ của tất cả các đại dương trên thế giới với sức mạnh của Kyogre.
Archie (アオギリ Aogiri)
Lồng tiếng bởi: Masaki Aizawa (Tiếng Nhật), Sean Schemmel (tiếng Anh)
Archie là ông trùm của đội Aqua. Mục tiêu của ông là quét sạch vùng đất để tạo thêm biển bằng cách sử dụng Kyogre. Anh ta sai lầm nhiều hơn là thực sự xấu xa, vì ông ta tin rằng hành động của mình sẽ có lợi cho người khác. Ông ta bị chiếm hữu bởi sức mạnh của Quả cầu đỏ, giống như Pikachu và Quả cầu xanh. Mối quan tâm duy nhất của ông ta từ thời điểm đó là nâng biển, ngay cả khi điều đó có nghĩa là nhấn chìm tất cả các thành viên Team Aqua của ông ta.
Shelly (イズミ Izumi)
Lồng tiếng bởi của: Shōko Tsuda (Tiếng Nhật) Bella Hudson (tiếng Anh)
Một thành viên của Đội Aqua, Shelly lần đầu tiên xuất hiện trong "A Three Team Scheme!", Nơi cô dẫn đầu một nhóm người lùn Aqua trong một nhiệm vụ đánh chặn Team Magma, người đang khám phá một số di tích cổ trên đảo Dewford để tìm kiếm Cave of Origin. Do lỗi lồng tiếng, cô bị gọi nhầm là "Chỉ huy chiến thuật Isabel" trong tập phim này, mặc dù tên của cô đã được sửa trong tất cả các lần xuất hiện tiếp theo. Trong "Chiến đấu vì thiên thạch!", Shelly dẫn đầu một đội quân Aqua càu nhàu trong một nhiệm vụ đến Mt. Chimney, để cố gắng đánh cắp một thiên thạch từ Giáo sư Cozmo trước khi Đội Magma có thể làm như vậy. Mặc dù họ không có được thiên thạch, Shelly vẫn coi nhiệm vụ là thành công, vì thiên thạch bị phá hủy và do đó, Đội Magma cũng không thể sử dụng nó. Cô xuất hiện một lần nữa trong "Những người bạn thời tiết không lành mạnh", nơi cô và một nhóm người thân của Aqua bắt nhân viên của con tin Viện thời tiết để lấy dữ liệu của họ về Groudon và Kyogre. Tuy nhiên, kế hoạch của họ bị cản trở bởi đặc vụ Magma Brodie, người tự mình thực hiện với dữ liệu. Sự xuất hiện cuối cùng của Shelly là trong "Gained Groudon" và "The Scuffle of Legends". Cô lẻn vào căn cứ của Đội Magma cải trang thành người lùn Magma và giải thoát Kyogre khỏi container chở hàng, cho phép Đội Aqua điều khiển nó bằng Quả cầu đỏ. Cô có mặt trong trận chiến giữa Kyogre và Groudon.

##### Đội Magma
Team Magma (マグマ団 Maguma-dan, Đội Magma) là đối thủ của Team Aqua. Họ là một nhóm các chuyên gia trong lĩnh vực địa chất và kiến tạo mảng. Giống như Nhóm Rocket, một số phiến quân là kẻ trộm Pokémon, nhưng Đội Magma chuyên về lĩnh vực Pokémon hệ Lửa và Đất. Mục tiêu của họ là nâng cao trình độ của tất cả các vùng đất trên thế giới với sức mạnh của Groudon.
Maxie (マツブサ Matsubusa)
Lồng tiếng bởi: Keiji Fujiwara (Tiếng Nhật), Marc Thompson (Tiếng Anh)
Maxie là ông trumd của Đội Magma. Mục tiêu của ông là quét sạch biển để tạo thêm đất bằng cách sử dụng núi lửa và Groudon. Ông ta sai lầm nhiều hơn là thực sự xấu xa, vì anh ta tin rằng hành động của mình sẽ có lợi cho người khác. Maxie gặp Ash trong tập "Gained Groudon", và nói với ông ta về kế hoạch của mình. Ông ta cũng nói với Ash về Quả cầu xanh, thứ có thể điều khiển Groudon, và với nó trong tay, ông ta có thể làm cho cuộc sống tốt hơn cho chính mình. Đột nhiên, Pikachu bị Blue Orb chiếm hữu. Nó kiểm soát Groudon, và một trận chiến thảm khốc bắt đầu, dẫn đến chiến thắng của Groudon. Sau đó, Maxie cảm ơn Ash, nhận ra rằng vùng đất Hoenn hoàn hảo theo cách của nó.
Tabitha (ホムラ Homura)
Lồng tiếng bởi: Yūto Kazama (Tiếng Nhật), Greg Abbey (Tiếng Anh)
Một thành viên của Đội Magma, Tabitha lần đầu tiên xuất hiện trong "Đề án ba đội!", Nơi anh ta dẫn đầu một nhóm Magma Grunt trong một cuộc thám hiểm một số di tích cổ trên đảo Dewford để tìm kiếm Cave of Origin. Họ cũng có một cuộc đối đầu với Đội Thủy. Do một lỗi lồng tiếng, anh ta bị gọi nhầm là "Chỉ huy chiến trường Harlan" trong tập phim này, mặc dù tên của anh ta đã được sửa trong tất cả các lần xuất hiện tiếp theo. Tabitha xuất hiện một lần nữa trong "The Spheal of Phê duyệt", nơi anh và hai Magma Grunt đột nhập vào Bảo tàng Đại dương để đánh cắp một mẫu đá thuộc sở hữu của Thuyền trưởng Stern. Mặc dù Ash và bạn bè của anh ta cố gắng ngăn chặn họ, Đội Magma đã thành công với hầu hết các mẫu. Trong "Chiến đấu vì thiên thạch!", Tabitha dẫn đầu một đội Magma Grunt trong một nhiệm vụ đến Mt. Chimney, đầu tiên đánh cắp một thiên thạch từ Giáo sư Cozmo và sau đó sử dụng nó để cung cấp năng lượng cho một cỗ máy thử nghiệm ảnh hưởng đến núi lửa. Tuy nhiên, kế hoạch của họ cuối cùng đã bị Ash và Cozmo cản trở. Sự xuất hiện cuối cùng của anh là trong "Gained Groudon" và "The Scuffle of Legends". Tàu ngầm của anh vô tình đón Ash và bạn bè của anh khi đi tuần tra, đưa họ đến căn cứ của Đội Magma. Anh ta có mặt trong trận chiến giữa Kyogre và Groudon.
Brodie (バンナイ Bannai)
Lồng tiếng bởi: Katsuyuki Konishi (Tiếng Nhật), Andrew Paull (Tiếng Anh)
Một điệp viên của Đội Magma, được biết đến như Người đàn ông của hàng ngàn khuôn mặt hay Brodie Kẻ trộm ma, Brodie ra mắt trong tập phim "Những người bạn thời tiết không lành mạnh", cải trang thành Millie, một nhà khoa học tại Viện thời tiết được cho là đang thu thập dữ liệu về Groudon. Team Aqua cố gắng đánh cắp dữ liệu trực tiếp, không biết "Millie" thực sự là Brodie. Khi Shelly đe dọa sẽ làm hại Bart và các nhà khoa học khác tại Viện, Brodie tiết lộ mình là một đặc vụ của Đội Magma và trốn thoát với thông tin mà Viện đã thu thập được về Pokémon huyền thoại. Brodie cũng xuất hiện trong "The Ribbon Cup Caper". Anh ta cải trang thành nhiều người khác nhau, bao gồm cả sĩ quan Jenny, để đánh cắp Ribbon Cup cho Lễ hội lớn Hoenn. Khi đối mặt với sĩ quan thực sự Jenny, Brodie sẵn sàng từ bỏ Ribbon Cup vì khi kiểm tra kỹ hơn "nó không đủ giá trị", và lại bay đi một lần nữa.
Butler (バトラー Batorā)
Lồng tiếng bởi: Kenji Nojima (khi trẻ), Kōichi Yamadera, (Tiếng Nhật), Wayne Grayson (Tiếng Anh)
Một cựu nhà khoa học của Đội Magma và một pháp sư, Butler bị đuổi việc khi làm việc với Đội Magma vì một thí nghiệm tạo ra một Groudon từ tàn dư hóa thạch của nó đã thất bại. Thúc đẩy bởi sự cay đắng, thù hận và khao khát trả thù cực độ, Butler tập hợp kế hoạch cho những cách khác để tạo ra một Groudon từ đầu. Anh ta nhận ra rằng anh ta cần một nguồn năng lượng mạnh mẽ hơn cho quá trình tái sinh. Sức mạnh mà anh ta tìm kiếm chỉ có sẵn một lần trong một thiên niên kỷ. Butler và bạn gái của anh, Diane, tìm thấy "cái kén" kết tinh của Jirachi ở Forina. Khi Ash, Brock, May và Max tìm thấy Butler tại Lễ hội Thiên niên kỷ, Butler tặng Jirachi cho Max vì Max được cho là người bạn mà Jirachi cần tìm để nó có thể thức tỉnh khi Thiên niên kỷ đến. Butler sử dụng sức mạnh của Jirachi với hy vọng tạo ra một Groudon từ đầu. Tuy nhiên, anh ta kết thúc với một biểu hiện của tà ác thuần túy giống với Groudon. Khi Groudon giả bắt đầu hút mọi Pokémon trong tầm mắt, Butler cầu xin Ash và Max tha thứ cho anh ta và giúp anh ta đặt máy ngược lại để thoát khỏi Groudon. Kế hoạch là một thành công và Groudon giả bị phá hủy.

#### Đội Thiên Hà
Team Galactic (ギンガ団 Ginga-dan, Galaxy Gang), là tập đoàn tội phạm ở vùng Sinnoh. Mục tiêu của họ là bắt Pokémon tạo ra thế giới: Dialga of time và Palkia của không gian, cũng như Mesprit, Azelf và Uxie, để thủ lĩnh của họ, Cyrus, có thể phá hủy vũ trụ và xây dựng lại nó theo hình ảnh của chính mình như một vị thần tuyệt đối. Tuy nhiên, chỉ có các Chỉ huy và Boss biết về kế hoạch này.
Cyrus (アカギ Akagi)
Lồng tiếng bởi: Kenta Miyake (tiếng Nhật), Sean Schemmel (tiếng Anh)
Cyrus là ông trùm của Nhóm Thiên hà. Mục tiêu của ông là "tạo ra một thế giới mới" theo hình ảnh của chính mình, với chính mình là Thần của thế giới đó. Trong lần xuất hiện đầu tiên, người ta thấy rằng ông ta là một doanh nhân giàu có, người đã tạo ra hầu hết các tòa nhà và thư viện trên khắp Sinnoh. Tuy nhiên, Ash và những người khác không biết rằng anh ta cũng là người lãnh đạo Nhóm Thiên hà. Kể từ đó, ông đã xuất hiện nhiều lần với tư cách là người lãnh đạo Đội thiên hà. Cuối cùng, anh ta đã tạo ra kích thước của mình và nhập vào đó một thời gian ngắn trước khi nó bị Dialga và Palkia phá hủy.
Charon (プルート Purūto, Pluto)
Lồng tiếng bởi: Ken'ichi Ogata (tiếng Nhật), Mike Pollock (tiếng Anh)
Một trong những chỉ huy và nhà khoa học của Đội thiên hà, Charon xuất hiện trong "Giải cứu thế giới khỏi tàn tích!", Mặc dù không có vai trò nói. Anh ta được nhìn thấy một cách ngắn gọn trong căn cứ của Đội Thiên hà. Charon xuất hiện đầy đủ đầu tiên trong "Gateway to Ruin!" cùng với Sao Thổ, nơi họ cố gắng tìm Trụ cột ở Mt. Tràng hoa. Charon xuất hiện từ "Mở khóa chuỗi sự kiện màu đỏ!" đến "Trận chiến cuối cùng của huyền thoại!", nơi anh hỗ trợ trong giai đoạn cuối của dự án Chuỗi đỏ. Anh ta không bị bắt, không giống như ba chỉ huy khác ở cuối vòng cung. Anh xuất hiện ngắn gọn trong "Memories are Made of Bliss!" trong tưởng tượng của Team Rocket với tất cả các thành viên khác của Team Galactic. Anh ta thường được nhìn thấy với một máy tính xách tay và thực hiện nhiều công việc kỹ thuật cho các kế hoạch của Nhóm Thiên hà, như theo dõi mức năng lượng và các số liệu thống kê khác. So với các thành viên Thiên hà khác, anh ta là người thoải mái và lạc quan nhất, thường gây ra những cuộc cãi vã một phía giữa anh ta và Sao Thổ.
Saturn (サターン Satān)
Lồng tiếng bởi: Akemi Okamura (tiếng Nhật), Marc Thompson (tiếng Anh)
Một trong những chỉ huy của đội thiên hà, Saturn xuất hiện lần đầu tiên ở phần cuối của "Một phạm vi ảnh hưởng bí mật!" Anh ta, cùng với các Nhóm thiên hà nhóm khác, nhận xét rằng Jessie (Musashi), James (Kojiro) và Meowth (Nhóm Rocket) đã làm một công việc tệ hại khi đánh cắp Quả cầu Adamant cho họ và đóng khung Nando cho tội ác. Sự xuất hiện đầu tiên của Saturn là trong "Hành trình đến sự bất hạnh!" Anh ta cố gắng đánh cắp một khối lập phương dưới sự bảo vệ của Unown of the Solaceon Ruins và mang nó trở lại Đội HQ Galactic. Saturn xuất hiện trở lại trong "Enter Galactic!". Anh ta để khối lập phương cho các thiên thạch ở Veilstone City, biến nó thành Spear Key. Sau đó, anh và một vài Grunt thiên hà đi đánh cắp các thiên thạch, nhưng thất bại sau khi chiến đấu với Brock trong trận đấu kết thúc với một trận hòa. Anh ta xuất hiện trong "Mất đi vẻ dâm đãng!" và "Doanh thu đội đôi!", cùng với Cyrus, Jupiter và Mars. Họ đánh cắp Quả cầu bóng và Quả cầu Adamant từ Trung tâm nghiên cứu lịch sử thị trấn Celomatic. Anh xuất hiện trở lại với Cyrus, Jupiter và Charon trong "Cứu thế giới khỏi đống đổ nát!" nơi anh ta được giao nhiệm vụ khai quật Trụ cột từ Mt. Tràng hoa. Saturn xuất hiện trở lại trong "Cổng vào tàn tích!", Cùng với Charon, nơi họ cố gắng xác định vị trí của tàn tích Mt. Tràng hoa. Saturn cũng xuất hiện "Mở khóa chuỗi sự kiện màu đỏ!", "Nhu cầu của ba!" và "Trận chiến cuối cùng của huyền thoại!", nơi anh thua Brock trong trận chiến cuối cùng. Sau khi Cyrus đi qua cổng do Dialga và Palkia tạo ra, anh ta nhận ra rằng Cyrus chỉ đang sử dụng anh ta và các chỉ huy khác để đạt được mục tiêu của riêng anh ta và quan tâm đến những người phục vụ anh ta. Sau đó, anh ta bị bắt cùng với Mars và Jupiter bởi Looker và nói rằng Đội Thiên hà đã kết thúc.
Mars (マーズ Māzu)
Lồng tiếng bởi: Rie Tanaka (tiếng Nhật), Lisa Ortiz (tiếng Anh)
Một trong những chỉ huy của đội thiên hà, Mars xuất hiện lần đầu tiên trong anime trong "Mất đi sự ham muốn!" Cô ấy, cùng với Saturn, cố gắng đánh cắp Quả cầu dục từ bảo tàng Celomatic Town. Cô cũng xuất hiện trong "Double Team Turnover!", Trong đó cô thông báo cho Cyrus rằng dự án Chuỗi Đỏ sắp hoàn thành. Sao Hỏa xuất hiện trở lại trong "Sự an tâm của thép!" Cô mang Spear Key đến Iron Island, nơi cô kích hoạt các tàn tích trên đảo để tìm vị trí chính xác của Spear Pillar ở Mt. Tràng hoa. Sau khi không hoàn thành nhiệm vụ trong "Giải cứu thế giới khỏi đống đổ nát!", Cô đã cố gắng làm nổ tung hòn đảo theo lệnh của Cyrus, nhưng cô đã thất bại do Riley và Lucario của anh ta. Sau đó, cô xuất hiện trong "Nhu cầu của ba!" và "Trận chiến cuối cùng của huyền thoại!" Sau khi Cyrus biến mất, cô trở nên quẫn trí và thậm chí cố gắng theo dõi anh, nhưng bị Saturn chặn lại. Bộ đôi này, cùng với Jupiter, sau đó bị bắt giữ.
Jupiter (ジュピター Jupitā)
Lồng tiếng bởi: Chinami Nishimura (Nhật Bản), Eileen Stevens (tiếng Anh)
Một trong những Chỉ huy của Đội thiên hà, Jupiter xuất hiện lần đầu trong anime trong "Double Team Turnover!", Nơi cô là người lấy lại Lustular Orb từ Team Rocket sau khi họ đánh cắp nó từ Trung tâm nghiên cứu lịch sử thị trấn Celatural. Cô sau đó được Cyrus giao nhiệm vụ chỉ huy đội bắt giữ cho những người bảo vệ Hồ, cùng với một số hỗ trợ từ thợ săn Pokémon. Cô cũng có một vai khách mời trong "Cứu thế giới khỏi tàn tích!" Sự xuất hiện lớn đầu tiên của Jupiter là trong "Mở khóa chuỗi sự kiện đỏ!", Nơi cô bảo vệ Charon tại xưởng sắt Fuego trong khi anh làm việc trên Chuỗi đỏ. Cô đã bắt được thành công Looker, Jessie và James và sau đó lần đầu tiên gặp Ash và những người bạn của anh ta. Trong cuộc gặp gỡ của họ, cô lưu ý sự ghê gớm của mình rằng Mesprit, Azelf và Uxie đã chọn Dawn, Ash và Brock làm người bảo vệ họ chứ không phải là cô, Saturn và Mars. Cô và Charon trốn thoát. Jupiter có mặt khi các kế hoạch của Nhóm Thiên hà xuất hiện trong "Nhu cầu của ba!" nơi cô lại chiến đấu với Ash và những người bạn của anh. Trong "Trận chiến cuối cùng của huyền thoại!", Cô bảo vệ bên ngoài Trụ cột. Cô nhanh chóng bị Cynthia bắt giữ và sau đó bị bắt giữ, cùng với Mars và Saturn.

#### Đội Plasma
Team Plasma (プラズマ団 Purazuma-dan, Plasma Gang)  là tổ chức tội phạm của Unova. Mục tiêu của họ là giải phóng Pokémon khỏi các huấn luyện viên và cai trị vùng Unova.
Ghetsis (ゲーチス・ハルモニア Gēchisu Harumonia, G-Cis Harmonia)
Lồng Tiếng bởi: Masaki Aizawa (Tiếng Nhật), Bill Rogers (Tiếng Anh),
Ghetsis là ông trùm của Đội Plasma. Mục tiêu của anh là giải phóng tất cả các Pokémon khỏi các huấn luyện viên và cai trị Unova. Ông ấy đã ra mắt trong "Âm mưu sức mạnh Pokémon của Nhóm Plasma!", Nơi anh ấy được nhìn thấy trong thời gian ngắn liên lạc với Colress (Achroma) thông qua hệ thống giao tiếp ba chiều. Anh và Colress đã thảo luận về tình trạng hiện tại của thí nghiệm kiểm soát Pokémon và khi Ash, bạn bè của ông và Looker tiếp cận phòng thí nghiệm của Đội Plasma, Ghetsis đã ra lệnh cho Colress biến Pokémon thử nghiệm trên chúng. Anh ta lại xuất hiện lần nữa, lần này, trong "Thao tác Pokémon của Team Plasma!". Ông ta được nhìn thấy đang liên lạc với Colress để cập nhật về thí nghiệm kiểm soát Pokémon của mình. Sau đó, Ghetsis đã nói chuyện với một số Nhóm Plasma Grunt, những người đang theo dõi các cuộc khai quật được thực hiện tại Tàn Tích Trắng cũng như tìm kiếm N và thực hiện "Dự án G" và "Dự án F" bí ẩn. Ghetsis xuất hiện trở lại trong "Bí mật thoát khỏi sương mù!", Nơi anh được nhìn thấy đang thảo luận về kế hoạch của mình với Colress và Aldith. Anh ta cũng được nhìn thấy trong hồi tưởng về quá khứ của N, trong đó anh ta đã nuôi N cùng với Anthea và Concordia (Còn gọi là Nữ thần tình yêu và Verbena) và Pokémon hoang dã. Trong một đoạn hồi tưởng sau đó, một buổi lễ mà ông ta dẫn đầu trong Lâu đài của N liên quan đến N và Bảy Hiền nhân đã bị Reshiram làm gián đoạn, làm anh ta tức giận. Trong "Điều gì nói dối ngoài sự thật và lý tưởng!", Ghetsis đã triệu tập thành công Reshiram và, với sự giúp đỡ của cỗ máy của Colress, đã kiểm soát nó. Mặc dù đã biến nó thành kẻ thù của mình, tuy nhiên, anh ta đã mất quyền kiểm soát Reshiram khi cỗ máy của Colress bị phá hủy. Cuối cùng, ông ta đã bị Thanh Tra có mã là Handsome (Looker) bắt giữ cùng với những người còn lại.
N (エヌ Enu)
Lồng Tiếng bởi: Yūichi Nakamura (Tiếng Nhật), Nicholas DiMichele (Tiếng Anh), Quang Tuyên (Tiếng Việt)
Không giống như các trò chơi, N không phải là nhân vật phản diện, mà là đồng minh của Ash và bạn bè của anh ta. Giống như đối tác trò chơi của mình, N có thể nghe thấy tiếng nói bên trong của Pokémon và tin rằng con người đang sử dụng chúng cho mục đích riêng của họ. Tuy nhiên, anh ta không phải là một phần của Đội Plasma, mà là một thành viên bị khiếm khuyết; Ghetsis đã nuôi nấng anh ta cùng với Anthea và Concordia, khiến họ tin rằng Pokémon không thể ngang hàng với con người trừ khi chúng được thả ra từ tất cả các Poké Balls. Một thời gian ngắn trước hiện tại, N sắp lên ngôi Vua của Nhóm Plasma trong kế hoạch của Ghetsis là sử dụng mong muốn thuần khiết của N là cứu Pokémon để triệu hồi Reshiram và bắt làm nô lệ. Tuy nhiên, nỗ lực này đã phản tác dụng, khiến lâu đài của Đội Plasma bị phá hủy bởi Chiêu Phua Lửa. N, cùng với Anthea và Concordia chạy trốn đến một lâu đài bị bỏ hoang hẻo lánh, nơi họ dành thời gian để chăm sóc các Pokémon bị ngược đãi.
Achroma (アクロマ Akuroma, Tên theo Bản Tiếng Anh: Colress)
Lồng Tiếng bởi: Hiroki Tōchi (Tiếng Nhật), Eli James (Tiếng Anh)
Achroma là một nhà nghiên cứu Pokémon và là ông chủ thứ hai của Nhóm Plasma, được chỉ định bởi Ghetsis. Mục tiêu của anh là khám phá ra cách thức thực sự để phát huy sức mạnh của Pokémon. Achroma xuất hiện trong "Âm mưu sức mạnh Pokémon của Nhóm Plasma!", Thực hiện các thí nghiệm với Pokémon hoang dã với sóng điện từ nhằm cố gắng phát huy sức mạnh thực sự của chúng. Anh ta đặt một trong những thiết bị điều khiển của mình lên Pikachu của Satoshi, buộc anh ta phải chiến đấu với Huấn luyện viên của mình. Tuy nhiên, sự khuyến khích của Satoshi cho phép Pikachu chiến đấu chống lại sóng EM, cuối cùng khiến thiết bị phá vỡ và giải phóng Pikachu. Trước khi anh ta có thể thu thập thêm dữ liệu, Nhóm Rocket xuất hiện, sử dụng một trong những robot thu nhỏ của họ để đánh cắp dữ liệu nghiên cứu của Achroma từ máy tính của anh ta Achroma xuất hiện một lần nữa trong "Thao tác Pokémon của Nhóm Plasma!", Nơi được tiết lộ rằng anh ta đã nâng cấp máy điều khiển Pokémon của mình với dữ liệu nghiên cứu còn lại. Máy phát ra một chùm năng lượng hẹp, kết quả mang lại ngay lập tức là bất kỳ Pokémon nào mà nó chiếu vào sẽ nằm dưới sự kiểm soát của Đội Plasma. Sử dụng cỗ máy này, Achroma kiểm soát Ononokus và Dragonite (Kairyu) của Iris. Một quả cầu phóng ra từ Liepard Lepardas của Aldith vô tình va vào máy, phá vỡ nó và giải phóng Haxorus và Dragonite khỏi sự kiểm soát của anh ta. Achroma và Plasma Grunt rút lui. Achroma xuất hiện ngắn gọn trong "Bí mật thoát khỏi sương mù!" với Aldith, thảo luận về kế hoạch của Nhóm Plasma với Ghetsis trong cuộc gọi điện thoại. Achroma xuất hiện một lần nữa trong "Meowth, Achroma và Team Rivalry!", Nơi anh từ chối nỗ lực của Meowth để tuyển anh vào Nhóm Rocket. Tuy nhiên, anh đề nghị cho phép Meowth tham gia vào một thí nghiệm để tăng sức mạnh. Achroma điều khiển tâm trí của Meowth bằng thí nghiệm, nhưng Jessie và James đã xóa điều khiển tâm trí khỏi Meowth trước khi trốn thoát. Sau đó, Achroma được nhìn thấy cùng với Grunt của mình báo cáo với Ghetsis, người đã tiết lộ thông tin về Thạch Anh Trắng cho họ. Trong "Satoshi và N: A ClSatoshi of Ideals!", Achroma xuất hiện cùng với phần còn lại của Nhóm Plasma để bắt đầu hoạt động tại Khu Tàn Tích Trắng. Trong khi Aldith, Barret và nhiều người Grunt khác phục kích các công nhân tại công trường, Achroma sử dụng cỗ máy hoàn hảo của mình để giành quyền kiểm soát Pokémon của công nhân và biến chúng thành Huấn luyện viên của họ. Trong "Đội Plasma và Lễ thức tỉnh!", Anh ta cũng điều khiển Pikachu một lần nữa, buộc N phải giao nộp Thạch Anh Trắng cho Đội Plasma để đổi lấy sự an toàn của Satoshi. Anh ta xuất hiện trở lại trong "Điều gì nói dối ngoài sự thật và lý tưởng!", Giúp Ghetsis kiểm soát Reshiram đã thức tỉnh. Khi Satoshi và Pikachu cố gắng ngăn anh ta lại, anh ta lại sử dụng máy của mình để điều khiển Pikachu. Tuy nhiên, lần này Pikachu chiến đấu chống lại sự kiểm soát của nó và - cùng với Reshiram - phá hủy cỗ máy của Achroma một lần và mãi mãi, do đó giải phóng tất cả Pokémon bị điều khiển. Achroma và các thành viên Team Plasma khác sau đó bị Looker bắt giữ, do đó nhóm Plasma bị tiêu diệt mãi mãi.
Aldith (アンジー Anjī, Angie)
Lồng Tiếng bởi: Akeno Watanabe (Tiếng Nhật), Lori Gardner (Tiếng Anh),
Một thành viên của Nhóm Plasma, Aldith lần đầu tiên xuất hiện trong "Âm mưu sức mạnh Pokémon của Nhóm Plasma!", Quan sát công việc của Achroma với việc điều khiển Pokémon hoang dã bằng sóng radio. Trong các thử nghiệm, cô có một số xích mích với nhà khoa học về các mục tiêu cuối cùng của họ; Trong khi Aldith mong đợi kết quả của thí nghiệm sẽ giúp Nhóm thực hiện được âm mưu thống trị Unova, Achroma chỉ quan tâm đến việc mở khóa sức mạnh thực sự của Pokémon. Khi Looker, Satoshi và những người bạn của anh ta đến, cô ra lệnh cho những người đồng đội của mình giữ họ lại cho đến khi các đối tượng thử nghiệm của Achroma sẵn sàng chiến đấu, lúc đó cô dẫn đầu một cuộc rút lui để dụ kẻ thù vào căn cứ quan sát của họ. Aldith ra lệnh cho Pokémon hoang dã bị tẩy não của Achroma chống lại những kẻ xâm nhập, cũng như Pikachu khi Achroma gắn một máy phát vào đầu nó. Khi Pikachu cố gắng vượt qua sự điều khiển, Aldith nhắc nhở Achroma về tình huống này. Sau khi sự can thiệp của Nhóm Rocket phá hủy cỗ máy của Achroma, giải phóng Pokémon khỏi sự điều khiển tâm trí, Aldith cùng với đồng đội của mình rút lui, sử dụng cơ chế tự hủy để phá hủy đài quan sát và loại bỏ các bằng chứng còn lại về hoạt động của họ tại đó. Cô xuất hiện trở lại trong "Thao tác Pokémon của Team Plasma!", Một lần nữa theo dõi một thí nghiệm kiểm soát tâm trí của Achroma, lần này là trên một con Haxorus. Khi Nhóm Rocket xuất hiện trong nỗ lực đánh cắp thiết bị kiểm soát tâm trí của Achroma, một trận chiến bắt đầu, trong đó chiêu "Quả cầu bóng đêm" từ Liepard của Aldith trượt mục tiêu và vô tình chạm vào máy khiến máy hỏng hoàn toàn, giải phóng Pokémon bị kiểm soát và buộc Team Plasma phải rút lui. Aldith có một sự xuất hiện ngắn trong "Bí mật thoát khỏi sương mù!", Giao tiếp với Ghetsis cùng với Achroma. Cô xuất hiện trong "Meowth, Achroma và Team Rivalry!" là một phần của lực lượng an ninh của Achroma tại phòng thí nghiệm mới nhất của ông. Khi Team Rocket xuất hiện, cô cùng với Barret và một vài Grunt khác, đuổi theo bộ ba vào rừng. Ở đó, họ bị kéo vào một cái bẫy và không trốn thoát được một thời gian. Aldith xuất hiện cùng với phần còn lại của Team Plasma khi bắt đầu hoạt động tại Tàn tích Trắng trong "Satoshi và N: A Clash of Ideals!" Cô xuất hiện trong "Đội Plasma và Nghi Lễ thức tỉnh!" và "Điều gì nằm ngoài sự thật và lý tưởng!" Cô ấy cùng với Ghetsis, Achroma và Barret, và cả nhóm cuối cùng cũng bị bắt.
Barret (ブラッド Buraddo, Brad)
Lồng Tiếng bởi Kensuke Satō (Tiếng Nhật), Darren Dunstan (Tiếng Anh)
Một thành viên của Nhóm Plasma, Barret lần đầu tiên xuất hiện cùng với hai người khác đang tìm kiếm N theo lệnh của Ghetsis. Barret tìm thấy N khi anh ta sử dụng một thiết bị định vị bên trong chiếc cặp của mình và suy ra vị trí ẩn. Với N được tìm thấy, Barret bị đánh bại trong trận chiến bởi Satoshi và những người bạn của anh ta, người đã trốn thoát cùng với N. Barret trở nên buồn bã vì không thể bắt được N và rời khỏi khu rừng. Trong "Meowth, Achroma và Team Rivalry!", Khi Nhóm Rocket đột nhập vào dữ liệu của Team Plasma, bộ ba giam cầm Barret, Aldith và những tiếng càu nhàu trong khi họ chạy đi với dữ liệu. Tuy nhiên, Barret phá vỡ chúng miễn phí. Trong "Satoshi và N: A ClSatoshi of Ideals!", Anh ta chiến đấu với Pokémon của trợ lý Cedric Juniper với sự trợ giúp của Achroma. Trong "Đội Plasma và Lễ thức tỉnh!", Anh ta cố gắng ngăn Satoshi và Pokémon của mình cứu những người khác bằng cách sử dụng các điều khiển Achroma bằng máy của mình. Anh ta bị bắt cùng với Ghetsis, Achroma, Aldith và các Grunt khác trong " Điều gì nói dối ngoài sự thật và lý tưởng!" bởi Looker, sau khi kế hoạch sử dụng Reshiram của Ghetsis thất bại.

#### Băng Ánh Lửa
Team Flare (フレア団 Furea-dan, Tên khác: Flare Gang), đôi khi còn được gọi là Đội Hỏa Quang, là tập đoàn tội phạm ở vùng Kalos. Mục tiêu duy nhất của họ là tìm ra Pokémon huyền thoại Zygarde và xóa sạch sự xấu xí trong nhân loại để tạo ra một "thế giới tươi đẹp" mới.
Furadari (フラダリ Furadari, Tên khác: Fleur-de-lis. Tên theo bản tiếng Anh: Lysandre)
Lồng Tiếng bởi: Hideaki Tezuka (Tiếng Nhật), H.D. Quinn (Tiếng Anh)
Fuladari là ông trùm của Băng Ánh Lửa, và người tạo ra Fuladari Labs (Phòng Thí Nghiệm Fuladari), người tạo ra Holo Caster. Fuladari là một người đàn ông điềm tĩnh, đáng kính, làm việc cùng với các nhà khoa học của phòng thí nghiệm của riêng mình, Fuladari Labs, để chế tạo nhiều sản phẩm để tạo ra một tương lai tốt hơn. Mặc dù có hành vi hơi thân thiện, nhưng sâu thẳm là một người đàn ông có suy nghĩ đen tối làm việc với Băng Ánh Lửa để bắt Zygarde bằng lõi đỏ, con Pokémon huyền thoại đã trốn thoát khỏi phòng thí nghiệm của anh ta, và với lõi xanh, con được báo cáo là nhìn thấy tại Hang Terminus (còn gọi là Động Kết Thúc). Malva, người làm việc với Fuladari, có phần tò mò, ông ta đã xoay xở để có được Alan, người đang tuân theo mọi mệnh lệnh của anh ta. Anh ta có thể kiểm soát Zygarde lõi xanh và phát động một cuộc tấn công toàn diện vào Thành phố Miare, tàn phá Thành phố. Alan và Satoshi hợp sức và đánh bại anh ta để Yurika và Shitoron có thể giải thoát Zygarde bị kiểm soát. Anh ta rút lui và sử dụng con Zygarde thứ ba, đây là một trong những tảng đá khổng lồ, có liên quan đến Tiến Hóa Mega. Zygarde xanh và đỏ tham gia vào các dạng hoàn chỉnh chiến đấu chống lại nhau nhưng con màu xanh đã chiến thắng và "giết chết" ông.
Kuseroshiki (クセロシキ Kuseroshiki, Xerosicy. Tên theo bản Tiếng Anh: Xerosic)
Lồng Tiếng bởi: Tsuguo Mogami (Tiếng Nhật), Abe Goldfarb (Tiếng Anh)
Kuseroshiki là một nhà khoa học của Băng Ánh Lửa. Trong quá khứ, Kuseroshiki, cùng với Fuladari và các nhà khoa học khác, sẽ giúp đỡ những người gặp khó khăn, cho đến khi Fuladari trở nên vỡ mộng với loài người và tìm cách khởi động lại thế giới. Kuseroshiki xuất hiện lần đầu trong Tập 895: "Z ra đời! Kẻ ẩn nấp ở Kalos!!" Anh ta lần đầu tiên được nhìn thấy tại Fuladari Labs, nhận được thông tin rằng cả Mable và Celosia đã thất bại trong nhiệm vụ chiếm được 50% Zygarde và Lõi của Zygarde, tương ứng. Sau đó anh ta thông báo cho họ rằng Aliana và Bryony giờ cũng sẽ đảm nhận nhiệm vụ bắt giữ. Vào cuối tập phim, anh và Fuladari xem đoạn phim mà Bryony đã gửi về cuộc gặp gỡ của cô với 10% Zygarde. Anh ta trở nên phấn khích khi phát hiện ra rằng Zygarde sở hữu một sức mạnh mà Băng Ánh Lửa trước đây không hề hay biết. Anh ta xuất hiện trở lại trong Tập 903: "Gặp gỡ tại Động Kết Thúc! Bí ẩn Z hành động!!", Một lần nữa điều phối các cuộc tấn công của Băng Ánh Lửa vào Squishy (Tên Tiếng Anh của Bé Puni) và nghiên cứu về sức mạnh của Zygarde. Trong Tập 907 "Trận chiến Mega mạnh nhất! Gekkouga đấu Lizardon Mega!!", Kuseroshiki du hành đến một hòn đảo xa xôi với một nhóm thuộc hạ của Băng Ánh Lửa và một số thiết bị. Họ tiến hành thử nghiệm vũ khí nguyên mẫu do Băng Ánh Lửa phát triển để sử dụng năng lượng của Lỗi Zygarde và Tiến Hóa Mega. Tia laser của vũ khí, khi được bắn ra, khiến cho những cái cây trên đảo phát triển mạnh mẽ và bắt đầu nở hoa đỏ. Kết quả này làm hài lòng Kuseroshiki, người liên hệ với Fuladari với tin tức tốt. Sau đó, anh tiếp tục những thí nghiệm này trong Tập 920: "Quyết đấu với đối thủ! Satoshi đấu với Shota!!" Sau khi Z2 bị bắt trong tập 908: "Thần lực mặt đất bạo liệt! Tác chiến thâu tóm Zygarde!!", Kuseroshiki thường theo dõi Z2 và thực hiện các thí nghiệm trên nó, sử dụng Đá khổng lồ mà Fuladari chụp được trong "Sức mạnh tối thượng của tiến hóa Mega III". Trong Tập 930: "Cuộc chiến khốc liệt ở giải Liên Minh Kalos! Tập hợp tất cả cảm xúc cuồng nhiệt!!", Kuseroshiki và một vài người của nhóm Grunt (một nhóm thuộc hạ của băng Ánh Lửa) ngồi trên ghế lái xe tải bên ngoài Nhà thi đấu Thành phố Miare, liên hệ với Fuladari thông qua Holo Caster của Băng Ánh Lửa. Sau đó, anh ta được nhìn thấy bên trong Nhà thi đấu Thành phố Miare nơi anh ta và một số người của nhóm Grunt của Băng Ánh Lửa thiết lập một số thiết bị của họ bao gồm hộp kính giữ Z2 và một số tế bào Zygarde. Trong Tập 932: "Vô địch giải Liên Minh Kalos! Trận chiến tuyệt vời nhất của Satoshi!!", Anh ta sử dụng vũ khí năng lượng Tiến Hóa Mega của Băng Ánh Lửa để kiểm soát Z2, khiến nó giải phóng rễ cây khổng lồ phá hủy Thành phố Miare. Trong cuộc khủng hoảng, Kuseroshiki vẫn ở trong Nhà thi đấu Thành phố Miare, giám sát hoạt động của Băng Ánh Lửa và vận hành vũ khí năng lượng Tiến Hóa Mega, và cuối cùng cũng thành công trong việc kiểm soát Squishy. Khi Shitoron và Clembot (Citroid) xâm nhập vào Nhà thi đấu trong Tập 935 "Đột kích nhà thi đấu Miare! Mãi mãi là Robot Shitoroi!!", Kuseroshiki bị Shitoron thách đấu trong trận chiến ở Nhà thi đấu Thành phố Miare. Anh ta cũng được thông báo rằng cỗ máy của anh ta không phải là một phát minh, vì các phát minh sẽ giúp mọi người và Pokémon, làm anh ta tức giận. Trong trận chiến, Clembot bí mật bắt đầu vô hiệu hóa tia Mega. Khi Kuseroshiki bị đánh bại, cuối cùng anh ta cũng chú ý đến việc Clembot tắt máy. Tuy nhiên, khi chạy về phía Clembot, anh ta bị ném xuống một cái bẫy, đẩy anh ta ra khỏi Nhà thi đấu Thành phố Miare. Kuseroshiki xuất hiện trở lại trong Tập 940 "Tạm biệt Satoshi-Gekkouga! Kuseroshiki phản công!!", Nơi anh dự định tạo ra Team Neo Flare. Anh ta bắt cóc Shitoron như một hành động trả thù vì đã đánh bại anh ta trong cuộc khủng hoảng do Băng Ánh Lửa gây ra. Sau đó, anh ta sử dụng tia Mega của mình để kiểm soát Shitoron. Khi Satoshi, Serena và Yurika đến, Kuseroshiki ra lệnh cho Shitoron tiêu diệt chúng. Tuy nhiên, Shitoron đã đặt một con vi mạch ở một bên đầu trước để ngăn mình khỏi bị kiểm soát. Bị xúc phạm, Kuseroshiki chiến đấu với Satoshi và Shitoron, nhưng thua cuộc. Sau đó anh ta cố gắng trốn thoát bằng cách nhảy ra khỏi máy bay trực thăng của mình, nhưng bị Aipom Arm của Shitoron tóm kịp. Sau khi máy bay trực thăng hạ cánh, anh ta bị sĩ quan Junsa bắt giữ.
Celosia (コレア Korea, Correa)
Lồng Tiếng bởi: Karin Nanami (Tiếng Nhật), Rebecca Soler (Tiếng Anh)
Celosia là thành viên của Băng Ánh Lửa. Trong quá khứ, Celosia, cùng với Fuladari và các nhà khoa học cùng nhóm khác, sẽ giúp đỡ những người gặp khó khăn, cho đến khi Fuladari trở nên vỡ mộng với loài người và tìm cách khởi động lại thế giới. Celosia ra mắt trong anime ở Tập 895: "Z ra đời! Kẻ ẩn nấp ở Kalos!!" Cô được nhìn thấy lần đầu tiên dẫn đầu một nhóm Grunt của băng Ánh Lửa để chiếm lại Lõi Zygarde đã trốn thoát khỏi Fuladari Labs. Cô quản lý để tìm Zygarde Core, nhưng nhờ có Satoshi, bạn bè của anh và sự can thiệp của Sawyer (Shota), cô không thể lấy lại được. Sau đó, khi cô thông báo cho Xerosic về những gì đã xảy ra, anh nói với cô rằng Bryony cũng được giao nhiệm vụ bắt giữ Core. Tối hôm sau, Celosia dẫn đầu một nhóm Grunt khác trong nỗ lực chiếm lấy Lõi, nhưng bị chặn lại bởi Satoshi và Sawyer để Serena, Shitoron và Yurika chạy thoát, cô lại một lần nữa không thành công. Cô xuất hiện trở lại trong Tập 903: "Gặp gỡ tại Động Kết Thúc! Bí ẩn Z hành động!!", Hợp tác với Bryony để lấy Lõi (bây giờ được gọi là Squishy (Bé Puni) bởi Yurika) trong Hang Terminus. Sau một cuộc đấu tranh kéo dài, trong đó Nhóm Rocket cũng can thiệp, Team Flare buộc phải rút lui, vì họ không thể đánh bại Greninja và Squishy của Satoshi chạy trốn. Trong tập tiếp theo, cô cùng với Bryony và một vài Grunt, theo dõi các cảm biến để tìm Squishy. Celosia và Bryony cũng ra lệnh cho hai Grunt theo dõi Satoshi và bạn bè của anh ta. Sau đó, các cảm biến bắt được sóng năng lượng đến từ Squishy và Z2, và quản lý để xác định vị trí của Squishy. Tuy nhiên, họ không thể đến kịp và đánh mất Squishy. Celosia xuất hiện trở lại trong Tập 932: "Băng Ánh Lừa tập kích! Zygarde ở tháp lăng kính!!", Trong cuộc tấn công của Team Flare vào Thành phố Miare, nơi cô cho phép Team Flare bắt Satoshi và Pikachu. Trong tập tiếp theo, Celosia được nhìn thấy tại Fuladari Labs cùng với Mable, nơi hai người nhìn thấy chiếc trực thăng chứa Serena, Mairin, Giáo sư Sycamore và Nhóm Rocket, gần nơi ẩn náu của họ qua camera an ninh. Sau khi xâm nhập căn cứ của họ, trong tập tiếp theo, Celosia sẽ ngăn Serena và những người còn lại và đối mặt với Team Rocket trong trận chiến. Celosia tiếp tục chiến đấu với Mable trong Tập 945 "Cự thạch tấn công! Tuyến phòng ngự Kalos!!". Tuy nhiên, hai nhà khoa học nhanh chóng bị đánh bại và khuất phục trong bẫy lưới của Nhóm Rocket.
Mable (モミジ Momiji)
Lồng Tiếng bởi: Sayuri Hara (Tiếng Nhật), Laurie Hymes (Tiếng Anh)
Mable là thành viên của Băng Ánh Lửa. Trong quá khứ, Mable, cùng với Fuladari và các nhà khoa học khác, sẽ giúp đỡ những người gặp khó khăn, cho đến khi Fuladari trở nên vỡ mộng với loài người và tìm cách khởi động lại thế giới. Mable xuất hiện lần đâu trong Tập 895: "Z ra đời! Kẻ ẩn nấp ở Kalos!!". Được nhìn thấy lần đầu tiên dẫn đầu một nhóm Băng Ánh Lửa Grunt trong Hang Terminus, nơi họ không chiếm được 50% Zygarde (dạng hình con rắn ngắn với năm cái vành ở trên đầu). Mable sau đó được nhìn thấy thông báo cho Fuladari và Xerosic về sự thất bại của nhiệm vụ của cô. Mable xuất hiện ngắn gọn trong Tập 903: "Gặp gỡ tại Động Kết Thúc! Bí ẩn Z hành động!!" trong một cuộc gọi video với Xerosic, nơi cô và Aliana được lệnh tới Z2 sau khi Băng Ánh Lửa phát hiện ra vị trí của nó nhờ vào các cảm biến của họ. Cô xuất hiện trở lại trong Tập 908: "Thần lực mặt đất bạo liệt! Tác chiến thâu tóm Zygarde!!", Nơi cô, Aliana và một số Nhóm Grunt của Băng Ánh Lửa cố gắng bắt Z2. Mặc dù có khả năng ngụy trang bị vô hiệu hóa, Z2 biến thành dạng kết hợp 10% (dạng hình con chó) của nó và sử dụng các đòn tấn công mạnh mẽ để đánh bại Băng Ánh Lửa, thoát khỏi chúng một lần nữa. Mable tham gia trận chiến giữa Băng Ánh Lửa và Đội Hỏa Tiễn, người cũng muốn Z2. Sau một cuộc đấu tranh kéo dài, Băng Ánh Lửa chiến thắng và bắt Z2. Tuy nhiên, điều này kích hoạt Z2 biến đổi thành dạng kết hợp 50% của nó và nó dễ dàng thổi bay Mable và những người khác. Alain can thiệp vào Z2, cho phép Băng Ánh Lửa bắn vào Z2 bằng tia laser của chúng và bắt nó. Trong cuộc tấn công của Băng Ánh Lửa vào Thành phố Miare, Mable đã được lệnh ở lại Fuladari Labs. Trong tập 934: "Trận đột chiến giữa Zygarde và Zygarde! Hủy diệt thế giới!!". Cô và Celosia nhìn thấy một chiếc trực thăng chở Serena, Mairin, Giáo sư Platane và Đội Hỏa Tiễn gần Fuladari Labs qua camera an ninh của họ. Trong tập tiếp theo, Mable cố gắng hạ gục chiếc trực thăng, nhưng bị Steven tấn công. Cô và một vài Đội Flare Grunt sau đó đối mặt với Steven trong trận chiến. Mable xuất hiện trở lại trong Tập 936: "Cự thạch tấn công! Tuyến phòng ngự Kalos!!", Nơi cô tham gia Celosia trong trận chiến với Đội Hỏa Tiễn. Tuy nhiên, hai nhà khoa học nhanh chóng bị đánh bại và khuất phục.
Aliana (アケビ Akebi)
Lồng Tiếng bởi: Rinko Natsuhi (Tiếng Nhật), Theresa Buchheister (Tiếng Anh)
Aliana là thành viên của Băng Ánh Lửa. Trong quá khứ, Aliana, cùng với Fuladari và các nhà khoa học nhóm bùng nổ khác, sẽ giúp đỡ những người gặp khó khăn, cho đến khi Fuladari trở nên vỡ mộng với loài người và tìm cách khởi động lại thế giới. Aliana xuất hiện lần đầu trong anime trong Tập 895: "Z ra đời! Kẻ ẩn nấp ở Kalos!!" Cô được nhìn thấy tại Fuladari Labs cùng Bryony khi Kuseroshiki thông báo với cô rằng cô sẽ được giao nhiệm vụ bắt 50% Zygarde, điều mà Mable gần đây đã không thực hiện được. Aliana xuất hiện ngắn gọn trong Tập 903: "Gặp gỡ tại Động Kết Thúc! Bí ẩn Z hành động!!"trong một cuộc gọi video với Kuseroshiki, nơi cô và Mable được lệnh tới Z2 sau khi Băng Ánh Lửa tìm thấy vị trí của nó nhờ vào các cảm biến của họ. Cô xuất hiện trở lại trong Tập 908: "Thần lực mặt đất bạo liệt! Tác chiến thâu tóm Zygarde!!", Trong đó cô, Mable và một số Nhóm Grunt của Băng Ánh Lửa cố gắng bắt Z2. Mặc dù có khả năng ngụy trang bị vô hiệu hóa, Z2 biến thành Dạng hợp thể 10% của nó và sử dụng các đòn tấn công mạnh mẽ để đánh bại Băng Ánh Lửa, thoát khỏi chúng một lần nữa. Aliana tham gia trận chiến giữa Băng Ánh Lửa và Đội Hỏa Tiễn, người cũng muốn Z2. Sau một cuộc đấu tranh kéo dài, Băng Ánh Lửa nổi lên chiến thắng và bắt Z2. Tuy nhiên, điều này kích hoạt Z2 biến đổi thành Dạng hợp thể 50% của nó và nó dễ dàng thổi bay Aliana và những người khác. Alain can thiệp vào Z2, cho phép Băng Ánh Lửa bắn vào Z2 bằng tia laser của chúng và bắt nó. Aliana xuất hiện trở lại trong Tập 932: "Băng Ánh Lừa tập kích! Zygarde ở tháp lăng kính!!", Trong cuộc tấn công của Băng Ánh Lửa vào Thành phố Miare, nơi cô bảo vệ Tháp Lăng Kính với Bryony và ngăn Serena, Shitoron, Bonnie, Shitoroi và Người đeo mặt nạ Bursyamo xâm nhập. Trong tập tiếp theo, cô và Bryony chiến đấu chống lại Shitoron, Shitoroi và Người đeo mặt nạ Bursyamo, nhưng cả hai cuối cùng đều bị đánh bại và bị bắt, cho phép Shitoron và Shitoroi vào Tháp Lăng Kính.
Bryony (バラ Bara)
Lồng Tiếng bởi: Akane Fujita (Tiếng Nhật), Emily Woo Zeller (Tiếng Anh)
Bryony là một thành viên của Băng Ánh Lửa. Trong quá khứ, Bryony, cùng với Fuladari và các nhà khoa học khác, sẽ giúp đỡ những người gặp khó khăn, cho đến khi Fuladari trở nên vỡ mộng với loài người và tìm cách khởi động lại thế giới. Bryony xuất hiện lần đầu trong Tập 895: "Z ra đời! Kẻ ẩn nấp ở Kalos!!", Nơi Kuseroshiki gửi cô ấy để lấy Lõi Zygarde đã trốn thoát khỏi Fuladari Labs. Sau đó, cô được nhìn thấy đang dồn vào Core, nhưng Lõi triệu tập các Cell gần đó, cho phép nó biến thành Dạng hợp thể 10% và phản công, buộc Bryony và trợ lý Nhóm Grunt của Băng Ánh Lửa của cô phải rút lui. Cô sau đó thông báo cho Celosia về những gì đã xảy ra. Cô xuất hiện trở lại trong Tập 903: "Gặp gỡ tại Động Kết Thúc! Bí ẩn Z hành động!!", Hợp tác với Celosia để lấy Squishy (Bé Puni) trong Hang Terminus (Động Kết Thúc) (Động Kết Thúc). Sau một cuộc đấu tranh kéo dài, trong đó Đội Hỏa Tiễn cũng can thiệp, Băng Ánh Lửa buộc phải rút lui, vì họ không thể đánh bại Gekkouga của Satoshi và Bé Puni chạy trốn. Trong tập tiếp theo, cô cùng với Celosia và một vài Nhóm Grunt của Băng Ánh Lửa, theo dõi các cảm biến để tìm Bé Puni. Bryony và Celosia cũng ra lệnh cho hai Nhóm Grunt của Băng Ánh Lửa theo dõi Satoshi và bạn bè của anh ta. Sau đó, các cảm biến bắt được sóng năng lượng đến từ Bé Puni và Z2, và quản lý để xác định vị trí của Bé Puni. Tuy nhiên, họ không thể đến kịp và đánh mất Bé Puni. Bryony xuất hiện trở lại trong Tập 932: "Băng Ánh Lừa tập kích! Zygarde ở tháp lăng kính!!", Trong cuộc tấn công của Băng Ánh Lửa vào Thành phố Lumiose, nơi cô bảo vệ Tháp Lăng Kính với Aliana. Trong tập tiếp theo, cô và Bryony chiến đấu chống lại Shitoron và Người đeo mặt nạ Bursyamo, nhưng cả hai đều bị đánh bại và bị Shitoroi bắt giữ, cho phép Shitoron và Shitoroi vào Tháp Lăng Kính.

#### Băng Đầu Lâu
Team Skull (スカル団 Skaru-dan, Tên khác: Đội Skull, Đội Xương Sọ) là tổ chức tội phạm ở vùng Alola. Mục tiêu của họ là đánh cắp Pokémon từ Quỹ Aether (Aether Foundation).
Guzma (グズマ Guzma)
Lồng tiếng bởi: Yasuyuki Kase (tiếng Nhật), Evan Maltby (tiếng Anh)
Guzma là ông trùm của Băng Đầu Lâu. Anh đã đi đến bán kết của Giải Liên Minh Alola nhưng đã phải dừng lại sau khi thua Satoshi ở trận bán kết thứ hai của giải.
Plumeria (プルメリ Plumeri)
Lồng tiếng bởi: Saki Endō (Tiếng Nhật), Jo Armeniox (tiếng Anh)
Plumeria là thuộc hạ của Băng Đầu Lâu.
Tupp (タッパ Tupper)
Lồng tiếng bởi: Takaaki Uchino (Tập 1-Tập 11, Tiếng Nhật), Toru Sakurai (Tập 24-nay, Tiếng Nhật), Billy Bob Thompson (tiếng Anh)
Tupp là thành viên của Băng Đầu Lâu.
Rapp (ラップ Wrap)
Lồng tiếng bởi: Madoka Asahina (tiếng Nhật), Lori Phillips (tiếng Anh)
Rapp là thành viên của Băng Đầu Lâu.
Zipp (ジップ Zip)
Lồng tiếng bởi: Soshiro Hori (tiếng Nhật), Jake Paque (tiếng Anh)
Zipp là thành viên của Băng Đầu Lâui.

### Các Nhân vật phản diện khác
Kẻ buôn lậu Pokémon J (ポケモン ハンター J Pokémon Hantaa J)
Lồng tiếng bởi: Takako Honda (Tiếng Nhật), Sonny Dey (tiếng Anh)
J (còn được gọi là Pokémon Hunter J) là một thợ săn Pokémon tàn nhẫn và độc ác hoạt động ở vùng Sinnoh, người đã bắt và đánh cắp Pokémon để bán chúng ở chợ đen cho khách hàng của mình để lấy tiền. Cô ấy cực kỳ tàn nhẫn và không quan tâm đến phúc lợi của người khác, ngay cả tay sai và khách hàng của cô ấy. Cô trở nên tức giận khi khách hàng của mình quyết định chấm dứt thỏa thuận và quyết định không bao giờ làm việc cho những người mà cô coi họ là "Người phá vỡ hợp đồng". Tuy nhiên, cô ấy luôn tự hào và đánh giá thấp đối thủ của mình khi cô ấy nghĩ rằng mình sắp chiến thắng, khiến cô ấy rơi xuống hồ.
Sauboh (ザオボー Sauboh, Tên theo bản Tiếng Anh: Faba)
Lồng tiếng bởi: Mitsuaki Madono (Tiếng Nhật), Daniel J. Edwards (tiếng Anh)
Sauboh là một người rất đa nghi, người luôn nghi ngờ người khác. Ngoài ra, Sauboh cũng rất cáu kỉnh, và hơi bi quan về sự tiến bộ của người khác và thể hiện thái độ thù địch khi anh ta ném Mokuroh của Satoshi một cách giận dữ sau khi anh ta lấy nhầm nó thay vì Nebby, con Pokemon có khả năng dịch chuyển tức thời. Sauboh cũng lén lút thuyết phục bộ ba Đội Hỏa Tiễn làm vệ sĩ trong Thiên đường Aether, nhưng nghiêm khắc ra lệnh cho họ bất cứ khi nào thủ lĩnh của họ có khách như Satoshi và nhóm của cậu. Giống như các nhân vật phản diện định kỳ khác ngoài bộ ba Đội Hỏa Tiễn, Sauboh có một mặt nham hiểm tương tự như Jacanni, người có tham vọng xấu xa của riêng mình và kế hoạch bắt Nebby và các Siêu thú khác cho các thí nghiệm của anh ta giống hệt với Xerosic trước khi được Satoshi và nhóm giải thoát và dẫn dắt sự phát triển của nó đến Cosmoem. Sau khi bị từ chối bởi một Nihilego, người cuối cùng sở hữu ông chủ của mình, Sauboh hối hận về hành động của mình. Sau khi Nihilego bị đánh bại, anh ta trở nên đẹp hơn rất nhiều, xin lỗi Satoshi và bạn bè vì tham vọng độc ác của anh ta. Tuy nhiên, anh vẫn giữ được niềm tự hào về những phát minh mà anh tạo ra.
Bourgain (ブルガン Bourgain, Tên theo bản Tiếng Anh: Viren)
Lồng tiếng bởi: Kiyomitsu Mizuuchi (tiếng Nhật), HD Quinn (tiếng Anh)
Bourgain được chứng minh là chủ sở hữu rất ích kỷ và tham lam của Rainbow Happy Resort, xây dựng các khu nghỉ dưỡng trên khắp Alola bằng các hoạt động bất hợp pháp và tránh mọi hình phạt từ các loại tội ác mà anh ta phạm phải.

## Một số nhân vật khác
Hanako (ハナコ Hanako, Tên theo Bản Tiếng Anh: Delia Ketchum)
Lồng tiếng bởi: Masami Toyoshima (Tiếng Nhật), Veronica Taylor (4Kids, Tiếng Anh), Sarah Natochenny (TPCI, Tiếng Anh), Phan Thị Kim Phước (Tập 1 và 2 phần Black & White) và Nguyễn Thụy Thùy Tiên (Tập 142 phần Black & White - nay) (Tiếng Việt)
Hanako rất quan tâm đến con trai của cô, Satoshi, luôn nhắc nhở cậu phải cố gắng hết sức. Cô ấy rất tài năng, đã giành được một cuộc thi sắc đẹp và nấu một món ăn phổ biến đến mức các đầu bếp ưu tú ở cao nguyên Indigo đã yêu cầu công thức của nó. Cô có một quản gia của ông Mime có biệt danh là Mimey, người giúp cô làm việc vặt và cũng khá lão luyện trong trận chiến. Hành trình của Satoshi đến vùng Alola bắt đầu khi Barri của Hanako giành được 3 vé máy bay đến đó. Tên của Hanako được nhắc đến lần đầu tiên trong đoạn hội thoại trong bộ phim Pokémon: The Movie 2000.
Ayako (アヤコ Ayako, Tên theo bản Tiếng Anh: Johanna)
Lồng Tiếng bởi: Makoto Tsumura (Tiếng Nhật), Sarah Natochenny (Tiếng Anh)
Ayako là mẹ của Hikari và là cựu Điều phối viên Pokémon, đã giành được Cup Ribbon và danh hiệu Điều phối viên hàng đầu sau khi giành được từ Đại Hội Grand vùng Sinnoh khi cô ấy còn nhỏ. Hikari lớn lên được truyền cảm hứng từ những thành tựu của cô và quyết định đi theo bước chân của cô, muốn trở thành một Điều phối viên tuyệt vời. Khi Hikari rời khỏi hành trình của mình, Ayaka đưa cho cô chiếc Ribbon dự thi đầu tiên mà cô nhận được như một lá bùa may mắn. Johanna xem tất cả các cuộc thi của Hikari trên truyền hình cùng với Glameow của cô. Cô cũng có những bài báo về những chiến thắng của Hikari và những bức ảnh về cuộc thi của cô trong Cuộc thi và Bộ sưu tập Hearthome trong phòng khách của cô. Mặc dù cô theo dõi hành trình của Hikari, cô không muốn tham gia quá nhiều, nói với Hikari rằng cô sẽ tốt hơn nếu dựa vào bạn bè và Pokémon của mình thay vì mẹ cô, và sử dụng những mất mát của mình như một cơ hội học tập. Cô dạy các điều phối viên khác từ nhà của mình.
Mitsuko (ミツコ Mitsuko, Tên theo Bản Tiếng Anh: Caroline)
Lồng Tiếng bởi: Yumi Tōma (Tiếng Nhật) Megan Hollingshead (Tập 472, (Tiếng Anh)) Karen Neill (4Kids, Tiếng Anh) Klara Leopold (PUSA, Tiếng Anh)
Mitsuko là mẹ của Masato và Haruka và là vợ của Senri. Cô yêu cầu Masato ở bên Haruka và bảo vệ cô ấy. Khi Senri chuẩn bị một số pháo hoa với món quà kỷ niệm cho Y tá Joy, Mitsuko đã lầm tưởng rằng anh sẽ rời bỏ cô để đến với Y tá Joy, trước khi sự hiểu lầm được giải quyết.
Senri (センリ Senri, Tên theo Bản Tiếng Anh: Norman)
Lồng tiếng bởi: Jūrōta Kosugi (Tiếng Nhật), Dan Green (Tiếng Anh)
Senri là cha của Masato và Haruka, chồng của Mitsuko, và là Thủ lĩnh Nhà Thi đấu Thành phố Touka. Anh ta sử dụng một Vigoroth, để cứu Torchic của Masato khỏi Băng Hoả Tiễn. Trong "Love, Petalburg Style!", Senri đã nhờ Y Tá Joy thiết lập một màn bắn pháo hoa đặc biệt để làm pháo hoa dưới hình thức Beautifly như một món quà kỷ niệm ngày cưới cho Mitsuko, lúc đầu Mitsuko hiểu lầm. Satoshi giành được Huy hiệu Cân bằng từ Norman trong "Cân bằng sức mạnh".
Saki (サキ Saki, Tên theo Bản Tiếng Anh: Grace)
Lồng Tiếng bởi: Hitomi Nabatame (Tiếng Nhật), Erica Schroeder (Tiếng Anh)
Saki là mẹ của Serena và một tay đua Sihorn. Cô xuất hiện lần đầu trong Tập 802- "Tiến đến vùng đất Kalos! Ước mơ và cuộc thám hiểm bắt đầu!!", Nơi cô có Yayakoma. Trong tập 804- "Keromatsu đấu với Yayakoma! Trận chiến trên không!!", Saki chúc Serena may mắn trên hành trình của mình khi con gái lên đường đến Thành phố Miare để có được Pokémon đầu tiên. Cô xuất hiện trở lại trong Tập 808 "Hãy tin tưởng Serena!? Cuộc đua Saihorn kỳ thú!", Nơi cô nói với Serena tiếp tục đi du lịch cùng Ash và những người khác, nói rằng điều đó sẽ tốt cho cô. Saki xem Serena cạnh tranh trong Showcase Pokémon ở Thị trấn thị trấn Fūjo trên truyền hình trong tập 881- "Teruna và Yanchamu! Hãy biểu diễn ngọn lửa quyến rũ!!" Saki xuất hiện trong tập 913- "Cấp bậc thầy khai mạc! Trận chiến kịch liệt nảy lửa của các cô gái!!" và tập 914- "Eru và Serena! Cánh cửa mở ra tương lai!!" để trực tiếp xem Showcase Master Class của Serena. Sau khi xem Showcase (kết quả là Serena thua cuộc), Saki nói với Serena rằng cô ấy đã cố gắng hết sức trong Showcase, đó mới là điều quan trọng. Saki xuất hiện trở lại trong Tập 939- "Ash và trận chiến cuối cùng! Sự lựa chọn của Serena", Xem màn trình diễn của Serena cùng với Sana và Musashi. Sau màn trình diễn, Saki khâm phục Serena có chút tự tin, nhắc nhở Serena là con gái của cô.
Limoone (リモーネ Rimōne, Tên theo Bản Tiếng Anh: Meyer) / Mặt Nạ Bashāmo (バシャーモかめん Bashāmo Kamen, Tên dịch từ bản Tiếng Anh: Mặt nạ Blaziken)
Lồng Tiếng bởi: Kensuke Satō (Tiếng Nhật), Tom Wayland (Tập 9-Tập 66 Phần XY), Wayne Grayson (Tập 67 đến hết phần XY) (Tiếng Anh), Trần Vũ (Tiếng Việt)
Limone, (đôi khi còn được gọi là "Người đeo mặt nạ Bursyamo") là cha đẻ của Shitoron và Yurika và quản lý một cửa hàng thiết bị điện. Limone lần đầu xuất hiện với vai Người đeo mặt nạ Bursyamo trong Tập 803 "Tiến hóa Mega và tháp lăng kính!" Blaziken của anh cứu Satoshi khỏi rơi khỏi Tháp Prism (tháp Lăng Kính). Hai người sau đó rời đi bằng cách nhảy đi. Anh ta xuất hiện với vai Limone lần đầu tiên trong Tập 810- "Tấn công nhà thi đấu Miare! Bí mật của Shitoron!!". Nhắc nhở Shitoron rằng sự nghiêm khắc là không đủ để một người trở thành một Huấn luyện viên tốt và vô tình tiết lộ với Satoshi và Serena rằng Shitoron cũng là Thủ Lĩnh Nhà Thi đấu Thành phố Miare. Di chuyển bởi Shitoron tuyên bố anh sẽ đi cùng Satoshi và Serena để trở nên mạnh mẽ hơn, Limone ôm hai đứa con của mình và kêu gọi một bữa tiệc để ăn mừng, cho phép chúng tiếp tục cuộc hành trình. Trong tập 811- "Harimaron đấu với Mega Mega Nyasu!!", Limone, với tư cách là Người đeo mặt nạ Bursyamo, sử dụng Blaziken của mình để cứu Satoshi, Pikachu, Serena, Shitoron, Yurika, Giáo sư Platane và Harimaron khỏi cỗ máy của Đội Hỏa Tiễn trước khi hai người nhảy ra. Trong Tập 867- "Mạng lưới điều tra thành phố Miare! Robot Shitoroi đấu với robot Shitoroi bóng tối!!", Người đeo mặt nạ Bursyamo có Blaziken đánh bại Đội Hỏa Tiễn, bọn vừa đánh cắp Shitoroi, Thủ Lĩnh Nhà Thi đấu Thành phố Miare tạm thời và Dark Shitoroi (Citoroi Bóng tối), một bản sao của Shitoroi, người cố gắng vu khống cho Shitoroi là người làm những việc xấu trong thành phố. Trong Tập 868- "Trận chiến nhà thi đấu Miare! Satoshi đấu với Shitoron!!", Limone theo dõi Trận chiến phòng tập giữa Satoshi và Shitoron. Trong Tập 869- "Âm mưu vào tiến hóa Mega! Sự gắn bó của Gaburias!!". Anh xuất hiện lại với tên Người đeo mặt nạ Bursyamo. Danh tính thực sự của ông được Giáo sư Platanephát hiện và biết đến vào cuối tập phim. Trong Tập 931 "Trận chung kết! Satoshi đấu với Alan!!". Thực hiện một số công việc trên mái nhà với Shitoroi, nghe trận đấu Alan và Satoshi trên radio. Anh xuất hiện trở lại với tên Người đeo mặt nạ Bursyamo trong Tập 932: "Băng Ánh Lừa tập kích! Zygarde ở tháp lăng kính!!", Nơi anh tham gia cuộc chiến chống lại Băng Ánh Lửa. Trong Tập 933- "Trận đột chiến giữa Zygarde và Zygarde! Hủy diệt thế giới!!"!", Anh ấy đã cứu Yurika khỏi một số dây leo to lớn tràn lan đang được tạo ra bởi Z2. Sau đó, anh cố gắng ngăn cô đối đầu với Squishy (Bé Puni). Anh xuất hiện trở lại trong Tập 934- "Đột kích nhà thi đấu Miare! Mãi mãi là Robot Shitoroi!!", Nơi anh bảo vệ Yurika khỏi một Squishy nguy hiểm và kiểm soát tâm trí. Trong Tập 935 - "Cự thạch tấn công! Tuyến phòng ngự Kalos!!" và tập 936- "Zygarde phản kích! Trận chiến cuối cùng ở Kalos!!" Người đeo mặt nạ Bursyamo và Blaziken nằm trong số những người cố gắng ngăn chặn Giant Rock. Sau một cuộc tấn công, danh tính bí mật của anh ta vô tình được tiết lộ cho các con của anh ta. Trong Tập 937- "Bắt đầu bằng con số 0! Quyết định của Shitoron!!", Limone giúp sửa chữa Nhà Thi đấu Thành phố Miare. Sau đó, anh làm trọng tài cho trận chiến ở Nhà Thi đấu Thành phố Miare giữa Shitoroi và Alvin.
Abe (マオのパパ Mao no papa, Ba của Mao)
Lồng Tiếng bởi: Kenta Miyake (Tiếng Nhật), Sean Reyes (Tiếng Anh)
Abe là cha đẻ của Mao và chủ sở hữu của Aina's Kitchen. Anh xuất hiện lần đầu tiên trong Tập 959- "Thật không!? Đại chiến dịch nấu nướng của Mao!" Abe xuất hiện trong Tập 980- "Mao bỏ nhà đi và Yareyutan!", Nơi Mao chạy trốn vào rừng sau khi đã có đủ và gặp phải Oranguru giống như Abe đã làm trong quá khứ. Abe sau đó tìm thấy Mao.
Raichi (ライチ Raichi, Lychee. Tên theo bản Tiếng Anh: Olivia)
Lồng tiếng bởi: Miyuki Sawashiro (Tiếng Nhật), Marisa Kennedy (Tiếng Anh)
Raichi là Kahuna của đảo Akala. Cô ấy xuất hiện trực tiếp trong tập 972- "Laichi xuất hiện! Đảo nữ hoàng dở khóc dở cười!!", Trong đó cô ấy đưa Satoshi và các bạn cùng lớp ở Trường học Pokémon đến thăm đảo Akala. Trong Tập 973- "Phát hiện kho báu! Truy tìm Murando!!", Nơi cô tổ chức một cuộc săn tìm kho báu cho các học sinh trên Akala. Trong Tập 973- "Yowashi mạnh mẽ, thủ lĩnh ao hồ!", Cô ấy tặng một chiếc vòng Z cho Suiren, thứ được tạo ra từ một hòn đá lấp lánh mà Suiren tìm thấy trong cuộc săn tìm kho báu. Trong Tập 976- "Trận chiến cà ri! Vũ điệu của Rarantesu!!", Raichi nhờ Satoshi và Mao đi tìm kiếm nguyên liệu cho món "Akala Curry" nổi tiếng. Cuộc tìm kiếm của họ cuối cùng đã dẫn họ đến Lush Jungle, nơi Satoshi bị Totem Lurantis thách đấu. Sau khi Satoshi đánh bại Lurantis, Raichi tiết lộ rằng toàn bộ cuộc tìm kiếm thực sự là một phần trong thử nghiệm với Satoshi, và giờ anh ta đủ điều kiện để tham gia thử nghiệm lớn của cô. "Trong Thử nghiệm và Quyết tâm!", Satoshi giành chiến thắng trong thử thách lớn với Raichi. Sau trận chiến, Raichi đưa cho Satoshi một Rockium Z. Raichi liên tục bị đánh gục xuống đất vì những nhiệm vụ đơn giản như đi lên cầu thang hoặc mở cửa. Cô có một mối quan hệ tự nhiên ngay cả với các Pokémon hung dữ và được bảo vệ cao như Bakugames của Kaki và Nyabby của Satoshi.
Lusamine (ルザミーネ Ruzamiine)
Lồng tiếng bởi: Sayaka Kinoshita (Tiếng Nhật), Bobbi Hartley (Tiếng Anh)
Mẹ của Lillie và Gurajio, Lusamine là người lãnh đạo của Quỹ Aether. Cô ấy tiếp tục nhìn về phía cô con gái Lillie, như đang rối tung cả mái tóc. Cô hợp nhất với Ultra Beast Nihilego, và bắt đầu hành động như một đứa trẻ và liên tục nói với các con của mình. Một khi cô cuối cùng cũng được khuếch tán với Nihilego từ thất bại của mình, Lusamine cũng trở nên xúc động sâu sắc đối với con cái khi họ đoàn tụ một lần nữa.
Y Tá Joy (ジョーイ Jōi)
Lồng tiếng bởi: Ayako Shiraishi (Tập 2-Tập 229, Tiếng Nhật), Yuriko Yamaguchi (Tập 245-Tập 488; Tập 517- Tập 656, Tiếng Nhật), Kikuko Inoue (Lồng tiếng tạm thời từ tập 491-Tập 516, Tiếng Nhật), Chika Fujimura (Tập 659-Tập 795, Tiếng Nhật), Chinatsu Akasaki (Tập 802-nay, Tiếng Nhật), Megan Hollingshead (Mùa 1-6, Tiếng Anh), Erica Schroeder (Mùa 7-8, Mùa 16, Tiếng Anh), Michele Knotz (Mùa 9-13, Tiếng Anh), Alyson Leigh Rosenfeld (Mùa 14-16, Tiếng Anh) Kate Bristol (Mùa 17-19, Tiếng Anh) Suzy Myers (Mùa 20, Tiếng Anh), Phạm Thúy Hằng (Tập 2 đến Tập 103 Phần Black & White), Nguyễn Thụy Thùy Tiên (Tập 112 Phần Black & White-nay), Linh Phương (Phim chủ đề thứ 10-18) (Tiếng Việt)
"Joy" là tên cuối cùng của gia đình Joy, trong đó hầu hết các thành viên là y tá. Họ chủ yếu làm việc trong Trung tâm Pokémon, nhưng họ cũng làm việc ở các địa điểm khác. Brock, người tuyên bố có thể nói với Joys chỉ bằng những chi tiết ngoại hình nhỏ (chữ thập màu khác nhau trên mũ của họ, tóc hơi ngắn; nụ cười rộng hơn, v.v.), say mê với mọi niềm vui của y tá mà anh gặp, và thường có bị hạn chế bởi một người bạn đồng hành. Mặc dù tất cả trong số họ trông gần giống nhau, một số người có tính cách khác nhau, và một số thậm chí còn có nghề nghiệp khác ngoài điều dưỡng. Nhiều niềm vui là giám khảo trong các cuộc thi Pokémon. Trong "Drifloon in the Wind", có một Nurse Joy đã kết hôn và có hai cô con gái, cả hai đều có cái tên "Joy" và trông giống hệt mẹ của chúng. Pokémon: The Electric Tale of Pikachu, tác giả truyện tranh Toshihiro Ono đã trích dẫn cô là một trong những nhân vật yêu thích của anh để vẽ cho bộ truyện, nêu lý do là "vì cô là con gái".
Sĩ quan Junsa (ジュンサー Junsā, Junsar. Tên Dịch từ Bản Tiếng Anh: Sĩ quan Jenny)
Lồng tiếng bởi: Chinami Nishimura (Tập 002-Tập 632, Tiếng Nhật), Chiaki Takahashi (Tập 663-Tập 795, Tiếng Nhật), Chiemi Ishimatsu (Tập 01-nay, Tiếng Nhật) Lee Quick (Mùa 1-7, Tiếng Anh), Jamie Davyous Owens (Mùa 8, Tiếng Anh), Emlyn Morinelli McFarland (Season 9-13, Tiếng Anh), Emily Bauer (Mùa 14-16, Tiếng Anh), Saskia Maarleveld (Mùa 17-19 Tiếng Anh), Samantha Moon (Mùa 20-nay, Tiếng Anh), Võ Huyền Chi, Nguyễn Thụy Thùy Tiên (Phần XY) (Tiếng Việt)
"Jenny" là tên cuối cùng của gia đình Jenny, trong đó hầu hết các thành viên là cảnh sát và duy trì luật pháp và trật tự trong thế giới Pokémon và thường chống lại các thành viên của Nhóm Rocket. Tên tiếng Nhật, Junsa, có nghĩa là "sĩ quan cảnh sát".
Bibian (ビビアン Bibian, Tên theo bản Tiếng Anh: Vivian Meridian)
Lồng tiếng bởi: Yumi Takada (Tiếng Nhật), Lisa Adams (4Kids), Sonny Dey (PUSA/DuArt) (Tiếng Anh)
Bibian là người tổ chức Cuộc thi Pokémon chính của vùng Hoenn và là chị gái của Ririan.
Ririan (リリアン Ririan, Tên theo Bản Tiếng Anh: Lilian Meridian)
Lồng tiếng bởi: Akemi Okamura (Tiếng Nhật), Lisa Adams (4Kids), Kayzie Rogers (PUSA/DuArt) (Tiếng Anh)
Ririan là người tổ chức Cuộc thi Pokémon chính cho khu vực Kanto và là em gái của Bibian.
Daigo Tsuwabuki (ツワブキ・ダイゴ Daigo Tsuwabuki, Tên theo Bản Tiếng Anh: Steven Stone)
Lồng tiếng bởi: Rintarō Nishi (Mùa 6) Ken'ichi Suzumura (Tiến Hóa Mega Đặc Biệt, Mùa 18–19) (Tiếng Nhật), Andrew Paull (Tiếng Anh), Đặng Hoàng Khuyết (Tiếng Việt)
Một huấn luyện viên loại thép và là nhà vô địch của khu vực Hoenn vào mùa 18, Daigo đã xuất hiện trực tiếp trong "Daigo, Kokodora, Bosugodora!". Daigo đã có Aron của riêng mình sử dụng Roar để trấn an đám Aron kích động đang khủng bố Satoshi, bạn bè của anh ta và Nhóm Rocket trong Hang đá granite. Sau đó anh ta nói với nhóm rằng nhóm là những người tốt và họ quay lại và rời đi. Daigo tìm thấy Đá Lửa với sự giúp đỡ của Aron. Anh quyết định dẫn Satoshi và bạn bè ra khỏi hang đá granite và đưa họ đến một lối vào vắng vẻ, một nơi lý tưởng để Satoshi tập luyện cho trận tái đấu của anh với Brawly tại phòng tập thể dục Dewford. Daigo xuất hiện trở lại trong " Sức mạnh tối thượng của tiến hóa Mega II", nơi anh chiến đấu với Alan bằng Shiny Mega Metagross của mình, nhưng trận chiến bị gián đoạn bởi Fuldari. Quyết định hợp tác với Alan và công ty, Daigo đi đến một tàn tích cổ đại, phát hiện ra một cơ chế trong đó hai viên đá Key triệu tập một tảng đá khổng lồ phát sáng từ bên dưới đống đổ nát. Sau khi Fuldari và nhóm nghiên cứu của mình bắt đầu phân tích viên đá khổng lồ, một Rayquaza xuất hiện từ trên trời, Tiến Hóa Mega thành Mega Rayquaza, và áp đảo Pokémon Tiến Hóa Mega của Alan và Daigo. Trong " Sức mạnh tối thượng của tiến hóa Mega III", Alan và Daigo tiến ra đại dương, nơi Primal Reversion Groudon và Kyogre đụng độ với nhau. Trong " Sức mạnh tối thượng của tiến hóa Mega IV", Daigo trả lại Mespin và Mairin Harimaron, Harimaron về lại Kalos. Daigo theo dõi trận chiến giữa Alan và Pachira. Sau trận chiến, Daigo đến nơi "Ngài Hari" đang nằm trên giường, bất tỉnh vì hấp thụ quá nhiều năng lượng từ một thí nghiệm. Daigo gặp Shota trong đoạn hồi tưởng trong "Kì phùng địch thủ và 3 trận phân thắng bại! Hướng đến ngày mai!!" Anh ta xuất hiện trở lại trong "Đột kích nhà thi đấu Miare! Mãi mãi là Robot Shitoroid!!", "Cự thạch tấn công! Tuyến phòng ngự Kalos!!" và "Zygarde phản kích! Trận chiến cuối cùng ở Kalos!!", Nơi anh ta tham gia trận chiến chống lại Băng Ánh Lửa. Cuối cùng anh đã chiến đấu bên cạnh Satoshi, Alan, Carnet và tất cả các Thủ Lĩnh Nhà Thi Đấu vùng Kalos để ngăn chặn Cự Thạch. Nó được tiết lộ trong "Ngày đầu tiên của phần còn lại của cuộc đời bạn!" rằng Daigo là người đã cho Shota một Key Stone. Sau đó, trong "Con số 0 không hồi kết! Hẹn ngày gặp lại!!", Daigo và Shota nghiên cứu Cự Thạch. Anh ta tiến hành cung cấp cho Shota một số thông tin, sau đó Shota ghi lại vào sổ tay của mình. Anh ta được Shota coi là một nhân vật cố vấn, người mà Daigo đã tặng Key Stone và Jukainnite.
Raoul Contesta (コンテスタ Contesuta)
Lồng Tiếng bởi: Koichi Sakaguchi (Tiếng Nhật) Mike Pollock (Mùa 6-8, Mùa 13, Tiếng Anh) Craig Blair (Mùa 9-12, Tiếng Anh)
Ông Contesta là giám khảo chính của ba giám khảo cuộc thi của Cuộc thi Pokémon. Anh ta thường là người đầu tiên nhận xét về Pokémon và là người đưa ra lời khuyên cho các Điều phối viên. Ông là người quan trọng, nhưng công bằng trong đánh giá của mình.
Mr. Sukizo (スキゾー Sukizou-san)
Lồng Tiếng bởi: Yoshinori Sonobe (Tiếng Nhật) Darren Dunstan (Mùa 6-8, Tiếng Anh) Jimmy Zoppi (Mùa 9-13, Tiếng Anh)
Ông Sukizo là một trong ba giám khảo cho các cuộc thi Pokémon, cùng với ông Contesta và Y tá Joy. Ngoại hình của anh ta giống với một PokéFan nam, có thể là nguồn cảm hứng cho thiết kế của anh ta. Sukizo là một người ít nói vì điều duy nhất anh dường như muốn nói là "Tôi thích nó" (好きですね). Trong bản chuyển thể tiếng Anh của bộ truyện, cụm từ của ông là "đáng chú ý".
Nanako (ナナコ Nanako, Tên theo Bản Tiếng Anh: Casey)
Lồng Tiếng bởi: Nina Kumagaya (Tiếng Nhật), Kerry Williams (Tiếng Anh)
Nanako là một huấn luyện viên Pokémon từ Thị trấn Wakaba ở Johto. Là một fan hâm mộ của đội bóng chày Electabuzz, Nanako thích Pokémon màu vàng có sọc. Satoshi coi thường đội của mình, cho rằng nó rất yếu, khiến Nanako tức giận thách thức anh ta trong một trận chiến, mà Satoshi chiến thắng. Đội Hỏa Tiễn lừa dối Nanako để chiến đấu với Satoshi một lần nữa, cho rằng việc anh ta sử dụng Lizardon đã phá vỡ quy tắc. Đội Hỏa Tiễn nhân cơ hội bắt Chikorita và Pikachu, điều này khiến Nanako nhận ra họ đã lừa cô. Satoshi và Nanako đánh bại Đội Hỏa Tiễn. Sau đó, trong Cuộc thi Bug, Satoshi cảnh báo Nanako rằng cô đã đẩy Chikorita quá mạnh, mặc dù Nanako phớt lờ Satoshi. Khi Chikorita chạy trốn, Misty mắng Nanako, nhắc nhở cô rằng điều quan trọng là phải chăm sóc Pokémon, thay vì chiến thắng Cuộc thi. Nanako xin lỗi vì đã đẩy Chikorita rất mạnh. Đội Hỏa Tiễn đến và bắt cóc Satoshi và Pikachu. Nanako cho Chikorita biết cô ấy ở cùng với nó, điều đó khiến Chikorita tiến hóa thành Bayleef để đánh bại Đội Hỏa Tiễn một lần nữa và giải thoát Satoshi và Pikachu. Sau khi Cuộc thi kết thúc, Nanako, người không giành chiến thắng, cảm thấy như một người chiến thắng vì có Bayleef bên cạnh. Biết rằng Nanako yêu thích Pokémon màu vàng có sọc, Satoshi đã tặng Beedrill mà anh bắt được trong Cuộc thi cho Nanako. Nanako gặp lại Satoshi và những người bạn của anh ta một lần nữa, với sự giúp đỡ của Meganium đã tiến hóa của cô bắt được một Pokémon sọc vàng khác, Elekid.
Kotone (コトネ Kotone, Tên theo Bản Tiếng Anh: Lyra)
Lồng Tiếng bởi: Megumi Nakajima (Tiếng Nhật), Eileen Stevens (Tiếng Anh)
Kotone là một huấn luyện viên nữ từ Johto, người đã tham gia cùng Satoshi và bạn bè từ tập 612- "Công phá đường tối!? Sự phát điện của sơn cốc!" Lyra dựa trên nhân vật nữ cùng tên trong Pokémon HeartGold và SoulSilver. Trong tập 614 "Pokemon Contest! Đại hội Suiren!!", Kotone cố gắng biến Hikari và Kazunari thành một cặp, nhưng nhận ra rằng cô có tình cảm với Kazunari.
Angie (アオイ Aoi)
Lồng tiếng bởi: Miho Hino (Tiếng Nhật), Zoe Martin (Tiếng Anh)
Angie là một cô gái sống ở Sinnoh. Cô được nhìn thấy lần đầu tiên trong tập phim khi Satoshi, Takeshi và Hikari, tham dự một chương trình học hè kéo dài trong tuần dành cho các huấn luyện viên Pokémon. Cô ấy đã thể hiện khía cạnh tự tin của mình bằng cách thử nghiệm Monferno (như một bài kiểm tra của Học viện mùa hè), ra lệnh cho nó tấn công cô ấy để tăng sức mạnh của nó, đồng thời khiến cô ấy bị bầm tím. Cô từng là đối thủ / người bạn tomboy của Satoshi, mặc dù cô đã phát triển một tình bạn với anh ta và có cảm tình với anh ta sau này.
Kazunari (カズナリ Kazunari, Tên theo Bản Tiếng Anh: Khoury)
Lồng tiếng bởi: Kenji Nojima (Tiếng Nhật), Christopher Niosi (Tiếng Anh)
Anh ta là một huấn luyện viên nam từ Johto, người đã tham gia cùng Satoshi và những người bạn từ tập 612- "Công phá đường tối!? Sự phát điện của sơn cốc!" đến" tập 615- "Satoshi và Hikari! Thi đấu đôi!!", giống như Takeshi, muốn trở thành một nhà lai tạo một ngày nào đó.
Don George (ドン・ジョージ Don Jōji)
Lồng tiếng bởi: Hisao Egawa (Tiếng Nhật), Marc Thompson (Tiếng Anh)
"Don George" là tên của chủ sở hữu của Câu lạc bộ chiến đấu Pokémon (ポケモンバトルクラブ Pokémon Batoru Kurabu) khắp vùng Isshu. Giống như Y tá Joys và Sĩ quan Junsa, có rất nhiều Don Georges hoàn toàn giống nhau, nhưng có cổ áo và dây đeo cổ tay có màu khác nhau.
Porter (パーカー Pākā, Parker)
Lồng tiếng bởi: Masayuki Kato (Tiếng Nhật), Francis Kelly (Tiếng Anh)
"Porter" là tên của các hướng dẫn viên làm việc trên các chuyến du thuyền chạy qua Quần đảo Decolore.
Ruku (ルーク Rūku, Tên theo bản Tiếng Anh: Luke)
Lồng tiếng bởi: Minami Takayama (Tiếng Nhật), Billy Bob Thompson (Tiếng Anh), Trần Hoàng Sơn (Tập 38 đến tập 42 phần Đen và Trắng) (Tiếng Việt)
Ruku là một huấn luyện viên Pokémon trẻ và nhà làm phim nghiệp dư Satoshi, Iris và Dento gặp nhau khi họ đến thành phố Nimbasa. Anh ta sử dụng Zorua, Golett và Hahakomori để làm phim và nhờ Satoshi, Iris và Dento giúp anh ta hoàn thành bộ phim mới nhất của mình. Sau đó, anh ấy đã tham gia cùng họ để đăng ký giải đấu Don, sử dụng Hahakomori của mình để vào bán kết.
Shirona (シロナ Shirona, Tên theo bản Tiếng Anh: Cynthia)
Lồng tiếng bởi: Tomo Sakurai (Tiếng Nhật), Emily Bauer (Tiếng Anh)
Shirona là nhà vô địch hiện tại của Sinnoh League. Lợi ích phụ của cô là nghiên cứu khảo cổ học và truyền thuyết của Vùng Sinnoh. Cô xuất hiện nhiều lần trong phần Diamond & Pearl, nơi giúp Satoshi và bạn bè của anh ta cố gắng ngăn chặn Nhóm Thiên Hà đạt được mục tiêu cuối cùng của họ. Thành công, sau đó cô xuất hiện tại giải đấu Liên Minh Sinnoh, nơi cô quan sát các trận chiến với tư cách là Quán quân của giải đấu. Cô xuất hiện trở lại trong Phần Black & White và tái hợp với Satoshi, khi cô đã sắp xếp để tham gia giải đấu Giải đấu Pokemon trẻ Thế giới ở Thi trấn Kagome của Isshu cho một trận đấu trình diễn với một thành viên của 4 nhà vô địch vùng Isshu. Trong vài tập đầu tiên của phần đầu, Satoshi và bạn bè của anh (cùng với Hikari) ở lại tại biệt thự của cô ở Thị Trấn Sazanami.
Manon (マノン Manon, Tên theo bản Tiếng Anh: Mairin)
Lồng Tiếng bởi: Mikako Komatsu (Tiếng Nhật) Zoe Martin (Tiếng Anh), Nguyễn Thụy Thùy Tiên (Tiếng Việt)
Manon là một huấn luyện viên Pokémon và bạn đồng hành của Alan. Manon là một người luôn muốn trải nghiệm phiêu lưu. Đi cùng với Harimaron có biệt danh "Ngài Hari", Manon cố gắng cổ vũ Alan (người thường bỏ qua những nỗ lực của cô). Đôi khi, Manon bối rối, nhầm lẫn rằng cô có thể tiến hóa Mega, thay vì Pokémon của mình. Manon cũng tức giận khi Alan rời bỏ cô, nhưng khi anh gặp nguy hiểm, cô cố gắng hết sức để bảo vệ anh, ngay cả khi điều đó có nghĩa là phải trả giá bằng mạng sống của cô. Sau khi Alan gạt cô ra, tuyên bố cô chỉ là gánh nặng cho anh ta, Manon rất chán nản, đặc biệt là sau khi "Ngài Hari" bị ốm khi nó bị ảnh hưởng bởi ánh sáng xanh lạ. Manon ngưỡng mộ cả người bạn thân nhất của cô, Alan, ngay cả khi họ bị rụng, và người bạn thân Serena của cô rất nhiều.